# Historia de la aviación

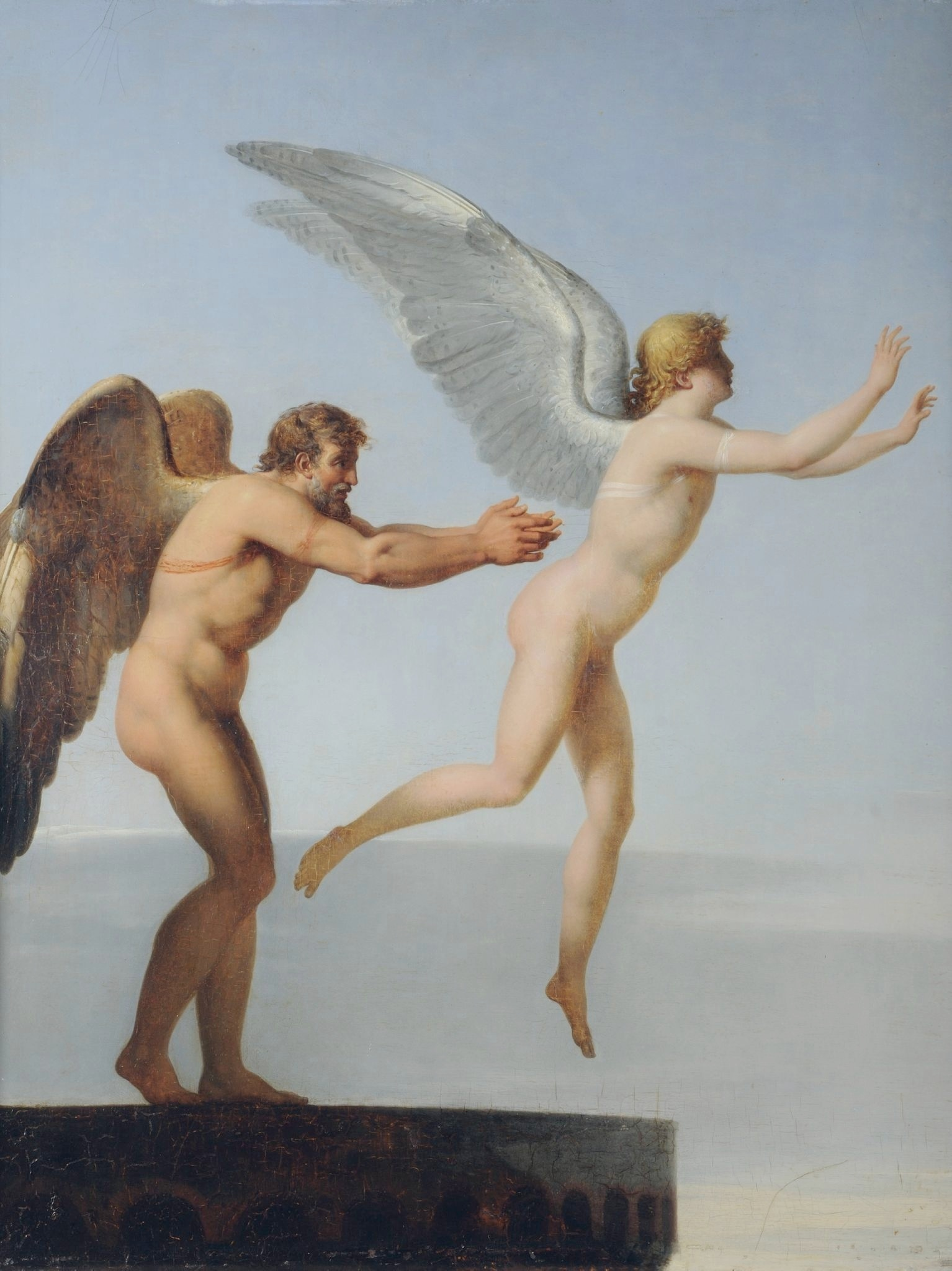
Ícaro y Dédalo

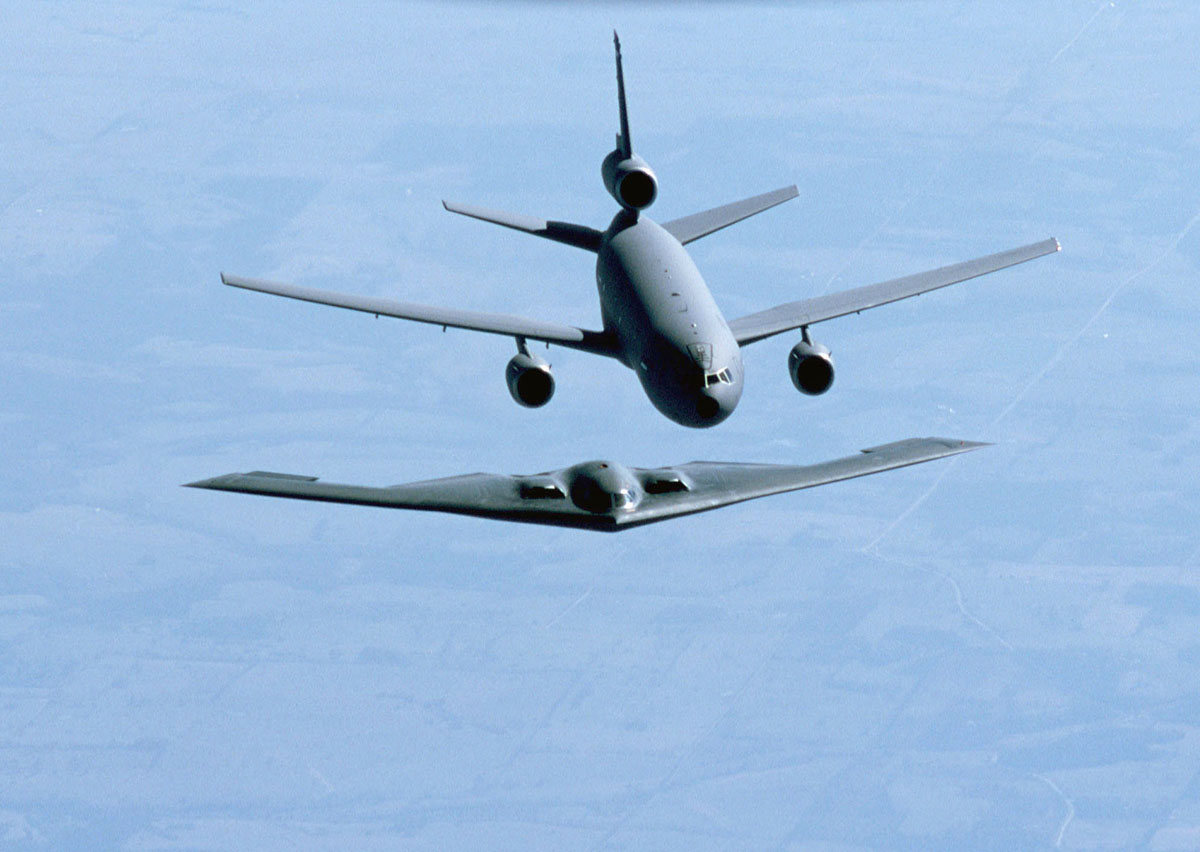
Fotografía de dos modernos aviones de uso militar. Arriba, un McDonnell Douglas KC-10 Extender y abajo un Northrop Grumman B-2 Spirit.

La historia de la aviación se remonta al día en el que el ser humano prehistórico se paró a observar el vuelo de las aves y de otros animales voladores. El deseo de volar está presente en la humanidad desde hace siglos, y a lo largo de la historia del ser humano hay constancia de intentos de volar que han acabado mal.
Muchas personas decían que volar era algo imposible para las capacidades de un ser humano. Pero aun así, el deseo existía y varias civilizaciones contaban historias de personas dotadas de poderes divinos que podían volar. El ejemplo más conocido es la leyenda de Ícaro y Dédalo, que encontrándose prisioneros en la isla de Minos se construyeron unas alas con plumas y cera para poder escapar. Ícaro se aproximó demasiado al Sol y la cera de las alas comenzó a derretirse, haciendo que se precipitara en el mar y muriera. Esta leyenda era un aviso sobre los intentos de alcanzar el cielo, semejante a la historia de la Torre de Babel en la Biblia, y ejemplifica el deseo milenario del hombre de volar.
La historia moderna de la aviación es compleja. Durante siglos se dieron tímidos intentos por alzar el vuelo, fracasando la mayor parte de ellos, pero ya desde el siglo XVIII el ser humano comenzó a experimentar con globos aerostáticos que lograban elevarse en el aire, pero tenían el inconveniente de no poder ser controlados. Ese problema se superó ya en el siglo XIX con la construcción de los primeros dirigibles, que sí permitían su control. A principios de ese mismo siglo, muchos investigaron el vuelo con planeadores, máquinas capaces de sustentar el vuelo controlado durante algún tiempo, y también se comenzaron a construir los primeros aeroplanos equipados con motor, pero que, incluso siendo impulsados por ayudas externas, apenas lograban despegar y recorrer unos metros. No fue hasta principios del siglo XX cuando se produjeron los primeros vuelos con éxito. El 17 de diciembre de 1903 los hermanos Wright se convirtieron en los primeros en realizar un vuelo en un avión controlado, no obstante algunos afirman que ese honor le corresponde a Alberto Santos Dumont, que realizó su vuelo el 13 de septiembre de 1906.
A partir de entonces, las mejoras se fueron sucediendo, y cada vez se lograban mejoras sustanciales que ayudaron a desarrollar la aviación hasta tal y como la conocemos en la actualidad. Los diseñadores de aviones se siguen esforzando en mejorar continuamente las capacidades y características de estos, tales como su autonomía, velocidad, capacidad de carga, facilidad de maniobra o la seguridad, entre otros detalles. Las aeronaves han pasado a ser construidas de materiales cada vez menos densos y más resistentes. Anteriormente se hacían de madera, en la actualidad la gran mayoría de aeronaves emplea aluminio y materiales compuestos como principales materias primas en su producción. Recientemente, los ordenadores han contribuido mucho en el desarrollo de nuevas aeronaves.

## Antigüedad-sigloXVIII: Primeros diseños y teorías

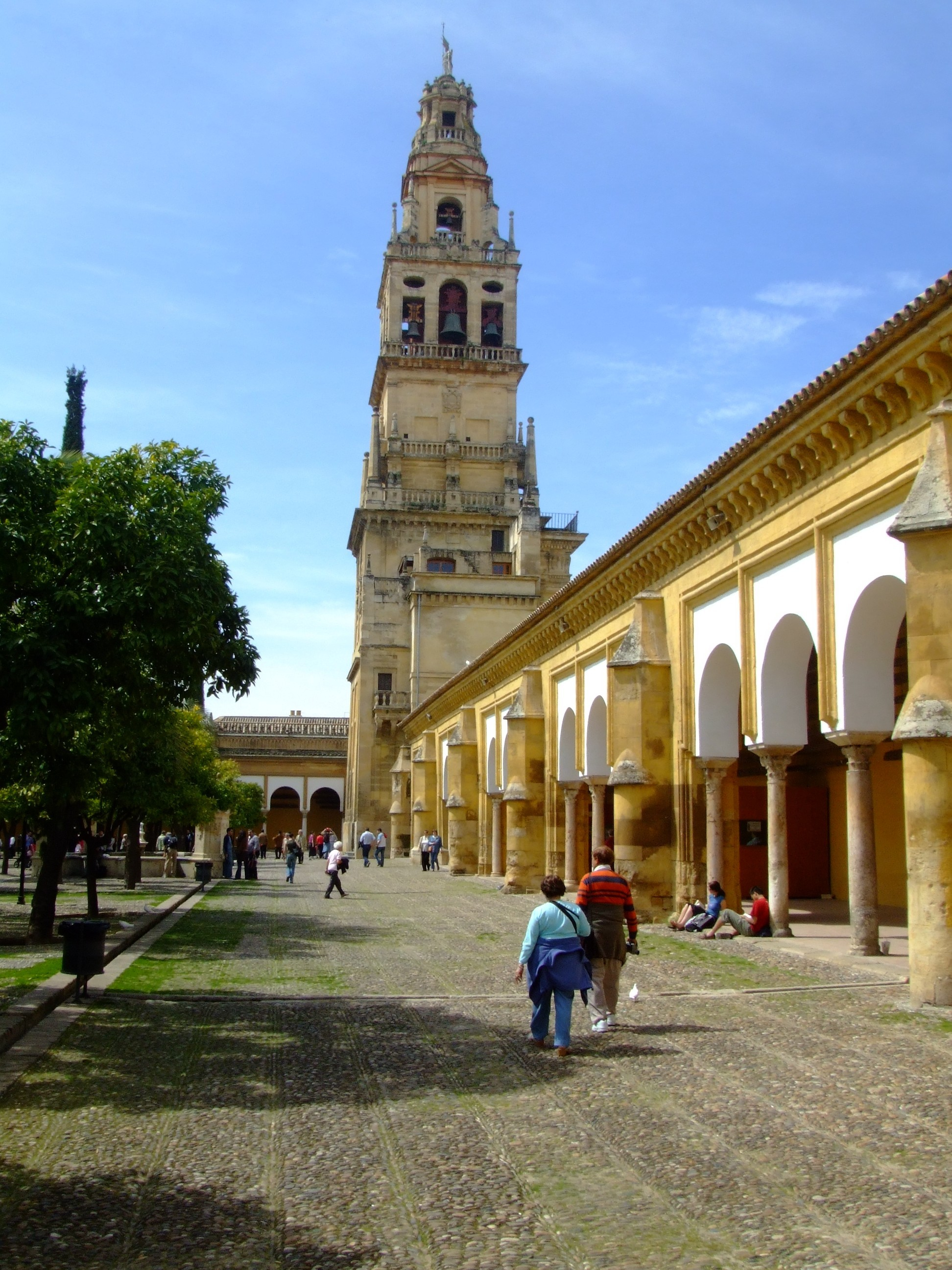
Torre de la mezquita-catedral de Córdoba, desde donde Abbás Ibn Firnás realizó su primer salto

Se sabe que alrededor de 400 a. C., Arquitas de Tarento, un estudioso de la Antigua Grecia, construyó un artefacto de madera que él mismo bautizó con el nombre de "Peristera" (en griego: Περιστέρα, "Paloma"), que tenía forma de ave y era capaz de volar a unos 180 metros de altura. Utilizaba un chorro de aire para alzar el vuelo, pero no se tiene constancia de qué era lo que producía ese chorro. El objeto volador se amarraba mediante unas cuerdas que permitían realizar un vuelo controlado hasta que el chorro de aire terminaba. Este artefacto de madera probablemente fue la primera máquina voladora capaz de moverse por medios propios.
La linterna de Kong Ming, precursora del globo aerostático, era conocida en China desde la antigüedad. Su invención se atribuye al general Zhuge Liang, y fueron usadas para asustar a las tropas enemigas. Sobre 300 a. C. los chinos inventaron la cometa, que se considera un tipo de planeador, y desarrollaron técnicas para hacerla volar en el aire. Siglos después, en  559 hay documentados vuelos de seres humanos usando cometas. El emperador Gao Yang experimentó con prisioneros, entre los que se encontraba Yuan Huangtou, hijo del anterior emperador, Yuan Lang. Les ordenó lanzarse desde lo alto de una torre, y Yuan Huangtou planeó hasta sobrepasar las barreras de la ciudad, aunque poco después moriría ejecutado.
En  852, el andalusí Abbás Ibn Firnás, se lanzó desde el minarete de la mezquita de Córdoba con una enorme lona para amortiguar la caída, sufriendo heridas leves, pero pasando a la historia como el precursor de los modernos paracaídas. En el 875, contando con 65 años de edad, Ibn Firnás se hizo confeccionar unas alas de madera recubiertas de tela de seda que había adornado con plumas de rapaces. Con ellas se lanzó desde lo alto de una colina, y logró permanecer en el aire durante un breve espacio de tiempo, aunque hay relatos que afirman que voló durante más de diez minutos. El aterrizaje resultó muy violento y Abbás Ibn Firnás se fracturó las dos piernas, pero consideró que la experiencia había sido un éxito, al igual que la gran multitud de personas que lo observaron.

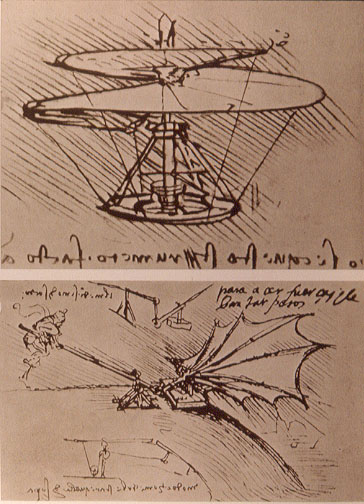
Diseños de máquinas voladoras realizados por Leonardo da Vinci.

Este vuelo sirvió de inspiración para Eilmer de Malmesbury, un monje benedictino, que más de un siglo después, hacia  1010, recorrió más de 200 metros en el aire, sobre un aparato similar al de Abbás Ibn Firnás.
En el 1290, Roger Bacon, un monje inglés, escribió que el aire, al igual que el agua, tenía algunas características propias de los sólidos. Bacon estudió las ideas de Arquímedes relacionadas con la densidad de los elementos, y llegó a la conclusión de que si las personas pudieran construir una máquina que tuviese las características adecuadas, el aire podría soportar esa máquina, al igual que el mar soporta un navío.
Muy probablemente fue el artista e inventor italiano Leonardo da Vinci la primera persona que se dedicó seriamente a proyectar una máquina capaz de volar. Leonardo diseñó planeadores y ornitópteros, que usaban los mismos mecanismos usados por los pájaros para volar, a través de un movimiento constante de las alas para arriba y para abajo. Sin embargo, nunca llegó a construir tales máquinas, pero sus diseños se conservaron, y posteriormente, ya en el siglo XIX y siglo XX, uno de los planeadores diseñados por Leonardo da Vinci fue considerado digno de atención. En un estudio reciente, se creó un prototipo basado en el diseño de ese mismo planeador, y de hecho, el aparato era capaz de volar. No obstante, al interpretar el diseño del planeador, se aplicaron algunas ideas modernas relacionadas con la aerodinámica. Aun así, este diseño es considerado como el primer esbozo serio de una aeronave.

## SigloXVIII-sigloXIX: Aeronaves más ligeras que el aire

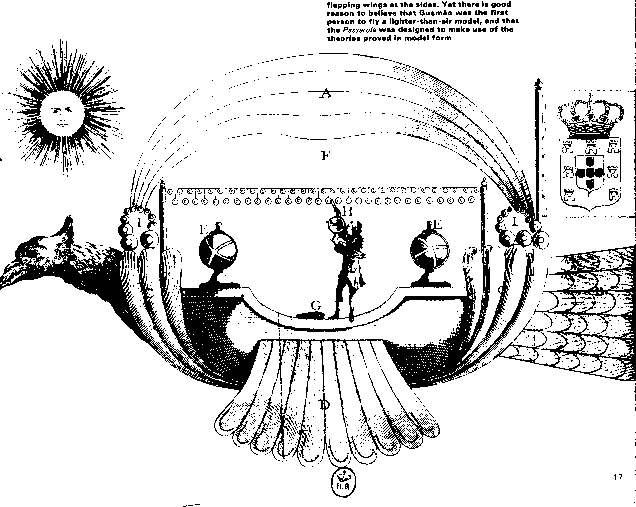
Dibujo de la Passarola del padre Bartolomeu de Gusmão

Según crónicas de la época, el primer vuelo realizado con éxito de un globo de aire caliente, fue gracias al padre Bartolomeu Lourenço de Gusmão, un portugués nacido en Brasil en la época colonial, que logró alzar el vuelo de un aerostato, al que denominaría passarola, el 8 de agosto]] de 1709 en la corte de Juan V de Portugal, en Lisboa. En la demostración, la passarola se elevó unos tres metros por encima del suelo, dejando impresionados a los observadores, y ganándose el apodo de Padre Volador. No se conservaron descripciones detalladas del acontecimiento, probablemente debido a que fueron destruidas por la inquisición, pero algunos diseños fantasiosos de la excéntrica aeronave salieron en el periódico vienés Wienerische Diarium de 1709. Según una crónica de ese periódico, el aparato consistía en un globo de papel grueso, que dentro contenía un cuenco con fuego, y que consiguió elevarse más de veinte palmos. No obstante, la passarola no influyó en los desarrollos de la aviación que ocurrirían posteriormente.
El primer estudio de aviación publicado fue Sketch of a Machine for Flying in the Air (Esbozo de una máquina para volar por el aire), de Emanuel Swedenborg, publicado en 1716. Este esbozo de la ahora conocida como máquina voladora de Swedenborg consistía en un fuselaje y dos grandes alas que se moverían a lo largo del eje horizontal de la aeronave, generando el empuje necesario para su sustentación en el aire. Swedenborg sabía que su máquina jamás volaría, pero decía que los problemas que existían en su diseño serían resueltos en el futuro. Sus palabras fueron:

Parece más fácil hablar de una máquina capaz de volar, que de construir una capaz de alzar el vuelo, debido a que esto requiere una mayor cantidad de fuerza de la que el hombre es capaz de generar, y menos peso que el de un cuerpo humano. La ciencia mecánica tal vez podrá ayudar, como una fuerte barra en espiral. Si estos requisitos se cumplen, tal vez un día sabremos mejor como usar este diseño y así realizar las mejoras necesarias para intentar cumplir lo que nosotros actualmente, apenas conseguimos describir. Tenemos pruebas suficientes y ejemplos en la naturaleza que nos dicen que volar sin peligro es posible, aunque cuando se realicen los primeros intentos, posiblemente tendremos que pagar por la falta de experiencia, con un brazo o una pierna (quebrada).

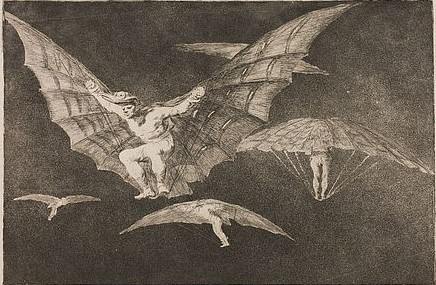
Goya y Lucientes (1815-1816)

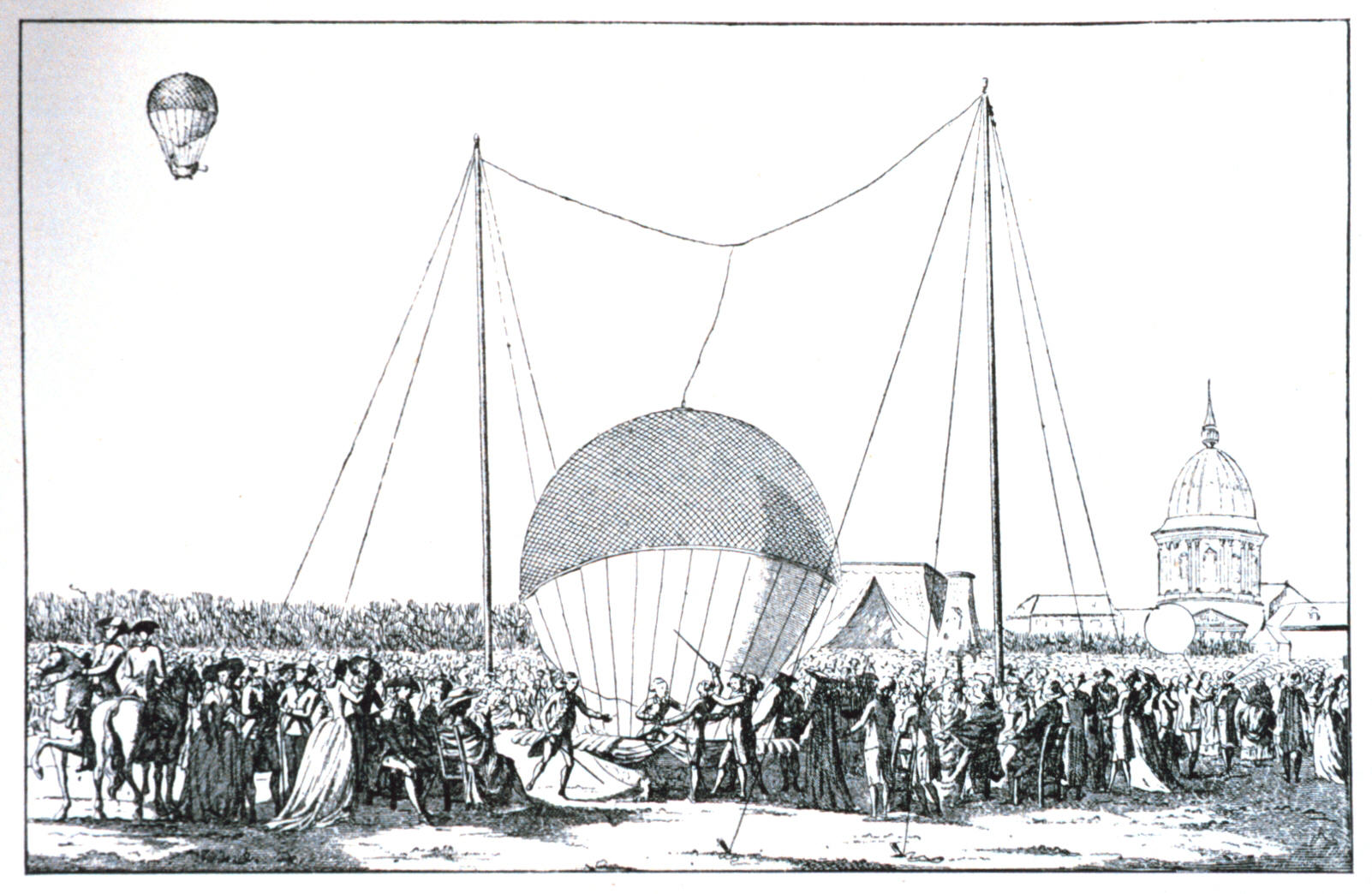
Primer ascenso de un globo tripulado, el 15 de octubre de 1783. El marqués d'Arlandes y Pilâtre de Rozier lograron recorrer ocho kilómetros en él.

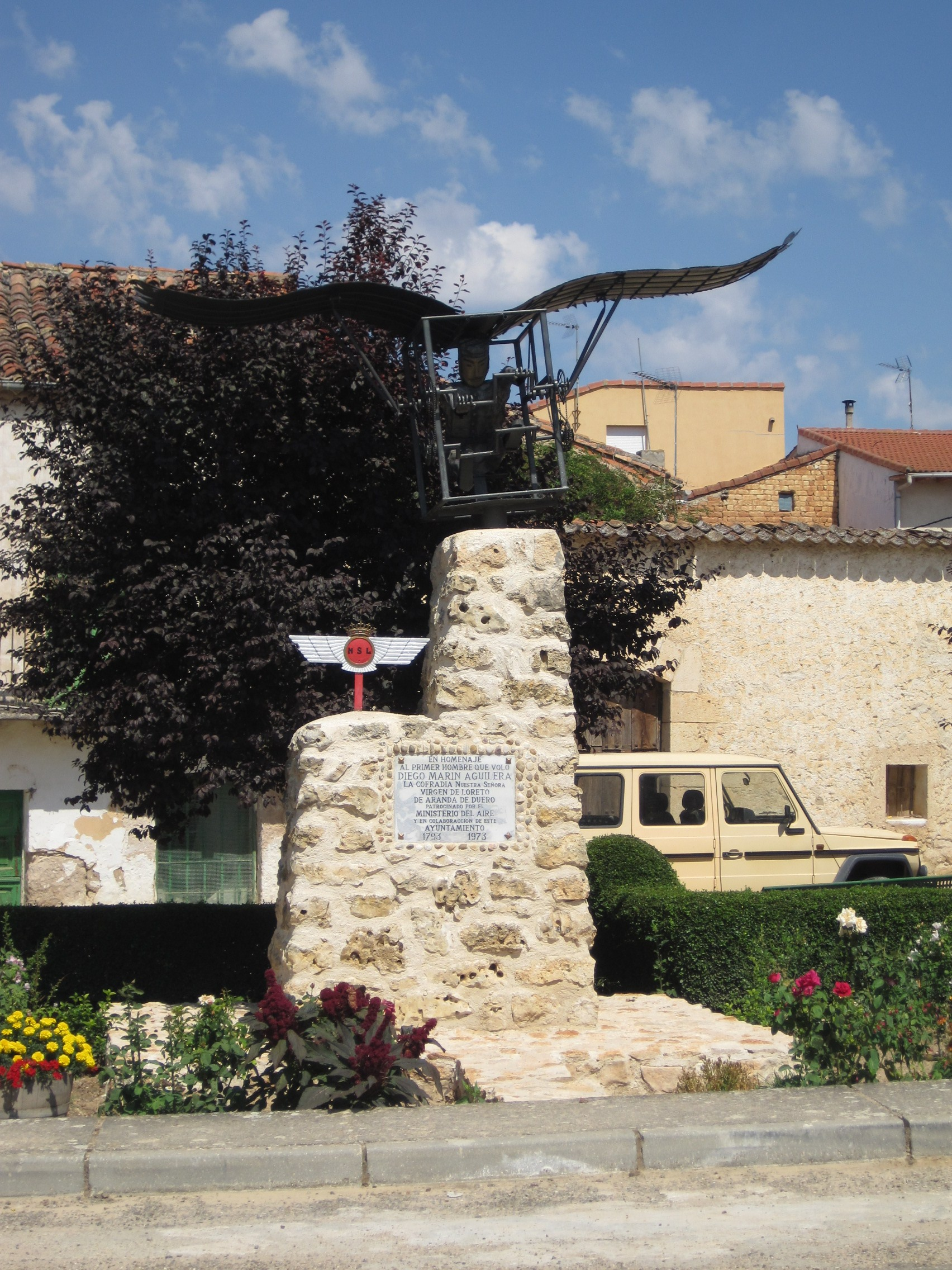
Monumento conmemorativo del vuelo de Diego Marín Aguilera en 1793

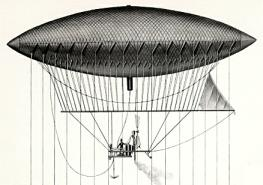
Dirigible creado por Henri Giffard en 1852

La fuerte barra en espiral descrita por Swedenborg es lo que actualmente se conoce como hélice. Él sabía que la sustentación y la manera de generar esa sustentación serían indispensables para la creación de un aparato capaz de volar por medios propios.
El primer vuelo humano del que se tiene noticia fue realizado en París el 15 de octubre de 1783, en un globo cautivo. Dos meses más tarde, el doctor Jean-François Pilâtre de Rozier y el noble François Laurent d'Arlandes, realizaron el primer vuelo libre en una máquina creada por el hombre. Consiguieron volar durante 25 minutos, recorriendo ocho kilómetros en un globo de aire caliente, inventado por los hermanos Montgolfier, dos fabricantes de papel. El aire dentro de la cámara de aire del globo se calentaba por una hoguera de madera. El globo tenía el inconveniente de que era incontrolable, volaba donde el viento le llevase. Este globo, por ser bastante pesado, alcanzó una altura máxima de apenas 26 metros. Los hermanos Montgolfier continuaron fabricando otros globos, logrando varios vuelos con éxito, lo que hizo que la experimentación de vuelos con globos se extendiera por Europa a lo largo del siglo XVIII. Los globos permitían la profundización en los conocimientos acerca de la relación entre altitud y atmósfera. Incluso Napoleón Bonaparte planeó usar globos en una posible invasión francesa a Inglaterra.
En noviembre de 1792, los ensayos realizados por un grupo de artilleros del Real Colegio de Artillería en el Alcázar de Segovia y después ante el rey Carlos IV de España del vuelo de un globo aerostático, todos ellos dirigidos por Louis Proust; fueron los primeros realizados en el mundo en el aspecto militar.
También en España, Diego Marín Aguilera fue el primer hombre, que se tiene noticia que voló con un aparato que pesaba más que el aire. En la noche de 15 de mayo de 1793, Diego Marín Aguilera realizó en Coruña del Conde, provincia de Burgos, un vuelo de 360 metros con un artefacto de hierro y plumas de ave, controlado por el propio piloto que logró alcanzar «cinco a seis varas» de altura sobre el punto de partida hasta tomar tierra al otro lado del río después de haber hecho un recorrido de «431 varas castellanas» (unos 360 metros). El motivo del rápido aterrizaje fue la rotura de uno de los pernos que movían las alas. A la mañana, al enterarse los vecinos de lo acontecido en aquella noche emotiva de mayo, se mofaron de su convecino Marín, creyéndole loco, e incendiaron el plumífero aparato como cosa diabólica.
Otros inventores, como el francés Jacques Charles, sustituyeron el aire caliente por hidrógeno, que es un gas más liviano que el aire. Pero de igual forma, los globos seguían sin poder ser dirigidos, y solamente la altitud era controlable por los aviadores.
En el siglo XIX, en 1852, el ingeniero francés Henri Giffard inventó el dirigible, que es una máquina más ligera que el aire, y se diferencia del globo en que su dirección sí podía ser controlada a través del uso de timones y motores. El primer vuelo controlado de un dirigible se realizó el 24 de septiembre de ese mismo año en Francia, controlado por el propio Giffard, logrando recorrer 24 kilómetros, a una velocidad de 8 km/h usando un pequeño motor a vapor. A lo largo de finales del siglo XIX y en las primeras décadas del siglo XX, el dirigible fue un método de transporte de confianza.

## SigloXIX: Planeadores

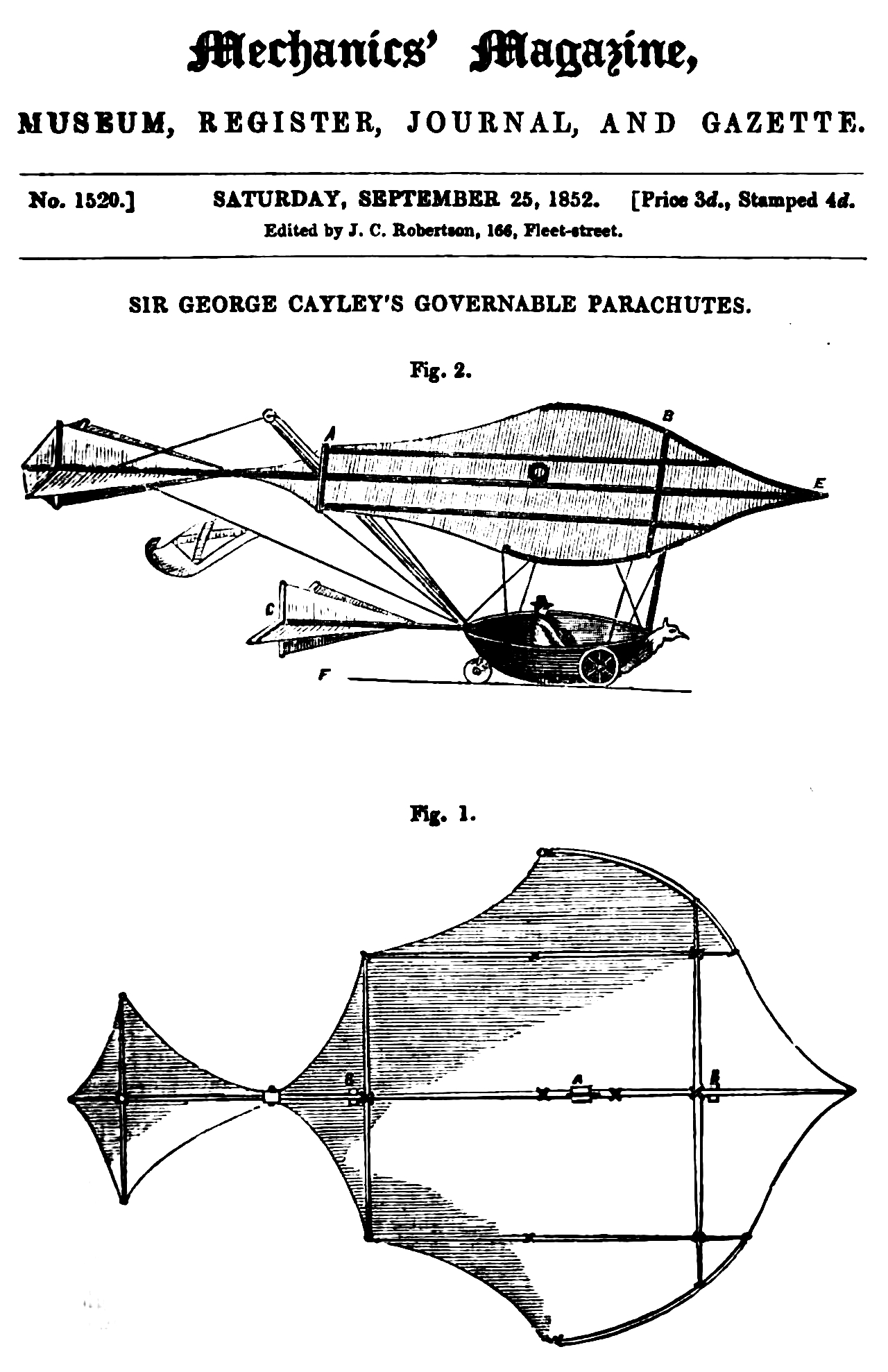
Planeador diseñado por George Cayley, en un grabado de 1852.

Con la invención del globo y del dirigible, los inventores pasaron a intentar crear una máquina más pesada que el aire, que fuese capaz de volar por medios propios.
En primer lugar, aparecieron los planeadores, máquinas capaces de sustentar el vuelo controlado durante algún tiempo. En 1799, George Cayley, un inventor inglés, diseñó un planeador relativamente moderno, que contaba con una cola para controlarlo, y un lugar donde el piloto se podía colocar, por debajo del centro de gravedad del aparato, dando así estabilidad a la aeronave. Cayley construyó un prototipo, que realizó sus primeros vuelos no tripulados en 1804. Durante las cinco décadas siguientes, trabajó en su prototipo, tiempo durante el cual Cayley dedujo muchas de las leyes básicas de la aerodinámica. En 1853, un ayudante de Cayley realizó un vuelo de corta duración subido al planeador, en Brompton (Inglaterra). George Cayley es considerado el fundador de la ciencia física de la aerodinámica, habiendo sido la primera persona que describió una aeronave de ala fija propulsada por motores.
En 1856 el francés Jean-Marie Le Bris realizó el primer vuelo que planeó más alto que su punto de despegue, gracias a su planeador, el L'Albatros artificiel, el cual, para despegar, fue arrastrado por caballos en la playa. Según afirmó, alcanzó una altura de 100 metros y recorrió una distancia de 200.

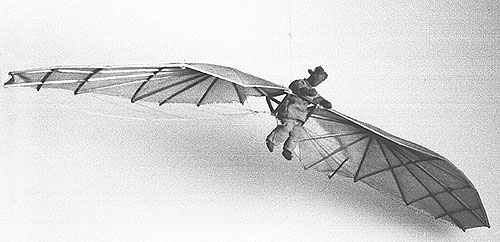
Planeador ideado por Jan Wnęk

En 1866, un campesino y carpintero polaco llamado Jan Wnęk construyó y voló un planeador controlable. Wnęk era analfabeto y autodidacta, y todos los conocimientos y deducciones sobre los planeadores los obtuvo mediante la observación del vuelo de los pájaros y gracias a sus habilidades. Jan Wnęk estaba atado con firmeza a su planeador por el pecho y las caderas y lo controlaba mediante giros de las alas. Para probarlo, se lanzó desde la torre de la iglesia de Odporyszów, a 45 metros de altura, y esta a su vez situada sobre una colina de 50 metros, haciendo que la altura relativa fuera de 95 metros hasta el valle. Realizó varios vuelos con público entre 1866 y 1869, especialmente durante festivales religiosos, carnavales y celebraciones de año nuevo, pero apenas hubo constancia de los hechos de Jan Wnęk, y estos no tuvieron impacto en el progreso de la aviación.
En esa época, Frank Wenham intentó construir una serie de planeadores, pero no tuvieron éxito. En sus esfuerzos, descubre que la mayor parte de la sustentación de un pájaro parecía ser generada en la parte frontal, y Wenham dedujo que unas alas finas, largas y fijas, semejantes a las alas de los aviones actuales, serían más eficientes que las alas similares a las de pájaros o murciélagos. Su trabajo fue presentado en la recién creada Royal Aeronautical Society de Gran Bretaña en 1866, y Wenham decidió probar sus ideas construyendo el primer túnel de viento del mundo, en 1871. Los miembros de la sociedad hicieron uso del túnel y quedaron sorprendidos y encantados con el resultado: las alas fijas generaban sensiblemente más sustentación que lo que los científicos habían previsto. Este experimento claramente demostró que la construcción de máquinas más pesadas que el aire era posible, el problema era como generar el empuje necesario para mover el aparato hacia delante, ya que habían comprobado que las aeronaves de ala fija precisaban de un flujo de aire constante pasando por las alas, y aún hacía falta poder tener el control de la aeronave en vuelo.
En 1874, Félix du Temple construyó un planeador realizado con aluminio, en Brest (Francia), al que denominó Monoplane. Contaba con una envergadura de 13 metros y un peso de 80 kilogramos sin contar al piloto, además de ser autopropulsado. Realizó varias pruebas, y al parecer consiguió despegar gracias a una rampa, y lograr después un aterrizaje seguro, realizando el primer vuelo autopropulsado de la historia, aunque fuera durante un breve espacio de tiempo y la distancia recorrida fuera escasa.
La década de 1880 fue un tiempo de estudios intensos, caracterizados por los gentleman scientists, científicos que disponían de recursos necesarios para investigar de manera independiente sin tener que depender de financiación ajena, que hicieron la mayor parte de las investigaciones en el campo de la aeronáutica hasta la llegada del siglo XX. Se realizaron un gran número de avances que harían posible disponer de los primeros planeadores prácticos. Tres nombres en particular aportaron grandes conocimientos: Otto Lilienthal, Percy Pilcher y Octave Chanute.
Uno de los primeros planeadores modernos fue construido en Estados Unidos por John Joseph Montgomery, que voló en su máquina el 28 de agosto]] de 1883, en un vuelo controlado. Pero tuvo que pasar mucho tiempo para que los trabajos de Montgomery fueran conocidos. Otro planeador fue construido por Wilhelm Kress en 1877 en Viena.

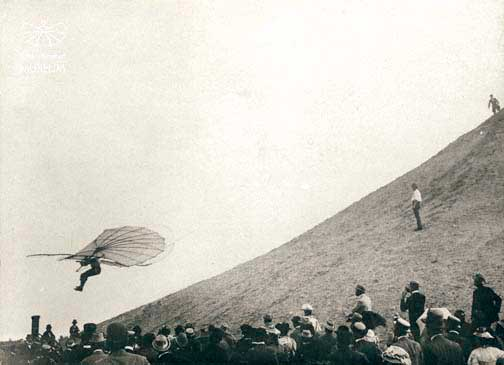
Imagen de Otto Lilienthal en uno de sus vuelos en 1895

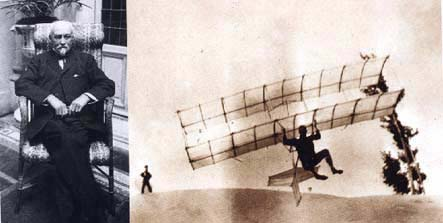
Retrato de Octave Chanute. Al lado, uno de sus planeadores realizando un vuelo en 1896.

El alemán Otto Lilienthal continuó el trabajo de Frank Wenham, publicando sus investigaciones en 1889. Lilienthal también fabricó una serie de planeadores, y en 1891 fue capaz de hacer vuelos sustentados logrando recorrer más de 25 metros, mejorando intentos anteriores que presentaban resultados inestables. El alemán documentó rigurosamente su trabajo, incluso con fotografías, y por esa razón, es uno de los pioneros de la aviación más conocidos. También promovió la idea de salta antes de que alces el vuelo, sugiriendo que los investigadores deberían comenzar con planeadores y después intentar trabajar en proyectos para desarrollar un avión, en vez de diseñar tal aeroplano directamente en un papel y esperar a que ese diseño funcione.
Lilienthal realizó con éxito varios vuelos hasta 1896, año en el que falleció en un accidente aéreo el 9 de octubre, causado por un viento lateral repentino, que rompió un ala de su aeronave en pleno vuelo, haciendo que se precipitara desde una altura de 17 metros. Por todo eso, Lilienthal es considerado la primera persona que realizó un vuelo planeado controlado, en el cual era el piloto el que controlaba a la aeronave. Sus últimas palabras antes de morir, al día siguiente, fueron: «Deben hacerse sacrificios».
En esos momentos, Lilienthal estaba trabajando en busca de pequeños motores adecuados para equipar a sus aeronaves, con la idea de crear un prototipo más pesado que el aire y capaz de alzar el vuelo por medios propios.
Octave Chanute continuó el trabajo de Lilienthal en el área de los planeadores. Creó varios prototipos e incluyó mejoras en sus aeronaves. En el verano de 1896, realizó varios vuelos sobre sus planeadores en Miller Beach (Indiana, Estados Unidos), y decidió que el mejor de todos ellos era un biplano. Al igual que Otto Lilienthal, Chanute documentó detalladamente su trabajo, y también fotografió sus máquinas y experimentos. Durante sus investigaciones, dedicó parte de su tiempo a comunicarse mediante correspondencia con personas que tenían sus mismos intereses, entre ellas Percy Pilcher. Chanute estaba particularmente interesado en solucionar el problema de cómo proporcionar estabilidad a la aeronave cuando esta estuviese en vuelo. Esa estabilidad se conseguía de manera natural en pájaros, pero tenía que ser realizada manualmente en el caso de humanos. Dentro de los problemas relacionados con la estabilidad del biplano en vuelo, el más desconcertante era la estabilidad longitudinal, ya que el ángulo de ataque del ala, hacía que el centro de presión de la aeronave se incrementara e hiciese que el ángulo del biplano aumentase todavía más, y entrara en pérdida.

## SigloXIX: Aviones
En el siglo XIX se realizaron algunos intentos de producir un avión que despegase por medios propios. Pero la mayoría de ellos eran de pésima calidad, construidos por personas interesadas en la aviación pero que no tenían los conocimientos de los problemas que trataron Lilienthal y Chanute.
En 1843, William Henson, un inventor inglés, registró la primera patente de una aeronave equipada con motores, hélices, y provista de un ala fija, lo que en la actualidad se conoce como «avión». Pero el prototipo construido basándose en los diseños de Henson no tuvo buenos resultados, y desistió en su proyecto. En 1848, su amigo John Stringfellow construyó una pequeña aeronave basada en los diseños de Henson, que tuvo éxito en ciertos aspectos, pudiendo despegar por medios propios, pero lo hacía sin piloto, y podía volar apenas dos o tres segundos.

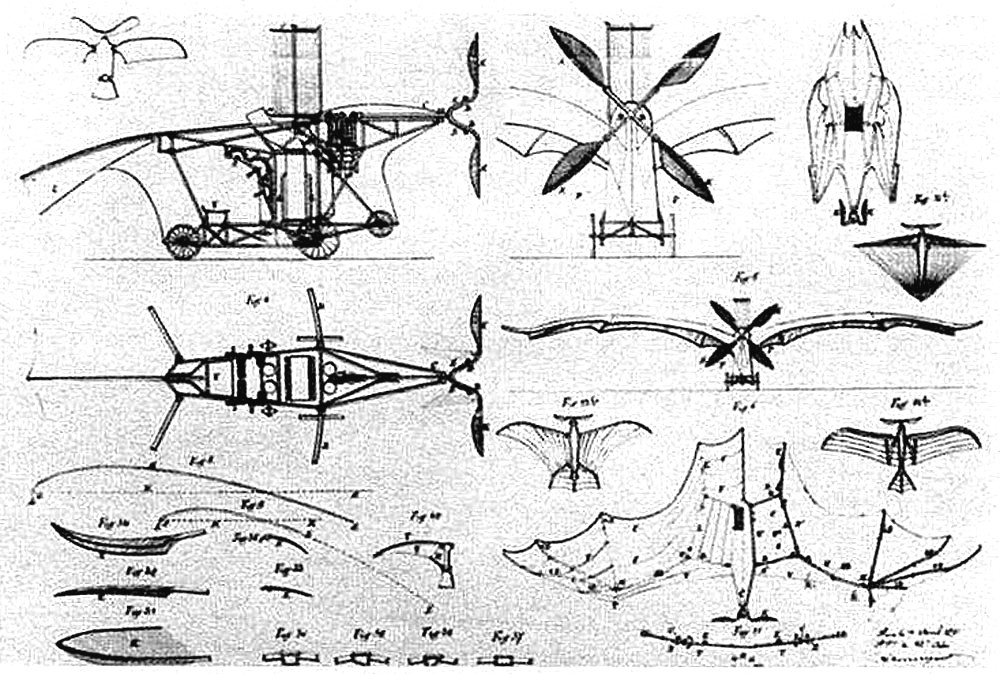
Dibujos del Éole diseñado por Clément Ader

En 1878, el ingeniero peruano Pedro Ruiz Gallo presenta su obra Estudios generales de navegación aérea y resolución de este importante problema donde explica el diseño de un «ornitóptero». Ruiz Gallo moriría en 1880 en el transcurso de la guerra del Pacífico. 
En 1890, Clément Ader, un ingeniero francés, construyó un avión al que llamó Éole, equipado con un motor a vapor. Ader consiguió despegar en el Éole, pero no consiguió controlar el aparato, y solo pudo recorrer unos 50 metros en el aire. Aun así, consideró los resultados satisfactorios, y se planteó construir una aeronave mayor, cuya construcción le llevó cinco años de su vida. Pero para su desgracia, el nuevo avión, denominado Avión III, era demasiado pesado y nunca fue capaz de despegar.
En 1884 el ruso Aleksandr Mozhaiski diseñó y creó un monoplano con el que logró despegar gracias a un motor a vapor y recorrer una distancia de entre 20 y 30 metros.

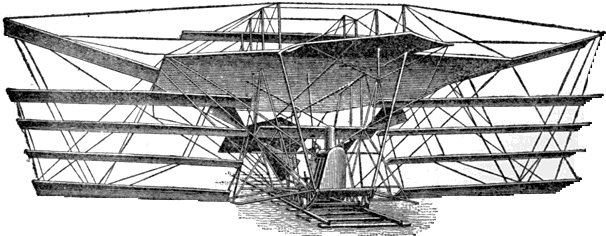
Máquina voladora de Hiram Stevens Maxim

En esa época, Hiram Stevens Maxim, un estadounidense nacionalizado británico, estudió una serie de diseños en Inglaterra, y construyó un avión de dimensiones monstruosas para los patrones de la época. Era un biplano de 3175 kg y con una envergadura de 32 metros, equipado con dos motores a vapor, cada uno capaz de generar 180 CV. Maxim construyó la aeronave para estudiar los problemas básicos de la aerodinámica y la potencia. Observó que el aparato, sin equipamientos que ayudasen a obtener su control, sería insegura y peligrosa a cualquier altitud, entonces construyó una pista especial, de 550 metros de longitud, donde colocó unos raíles en los que se situaba el avión para realizar pruebas. Las primeras pruebas las realizó en busca de problemas, y a partir del 31 de julio de 1894 comenzó a incrementar la potencia de los motores en cada prueba, alineando el aparato en la pista. Las dos primeras tuvieron un éxito razonable, el aparato consiguió «saltar» sobre los raíles durante unos segundos, pero no llegó a volar. En la tercera prueba, la tripulación aplicó potencia máxima a los motores del aeroplano, hasta alcanzar 68 km/h, y después de recorrer 180 metros se produjo tanta sustentación que el avión se salió de los raíles, consiguiendo despegar y volar recorriendo 60 metros, momento en el cual el aparato chocó contra el suelo. Maxim solamente volvió a hacer nuevas pruebas en la década de 1900, usando motores a gasolina y aeronaves menores.
Otro pionero de la aviación fue Samuel Langley, un científico estadounidense, que después de una exitosa carrera relacionada con la astronomía, comenzó a estudiar seriamente la aerodinámica en lo que actualmente es la Universidad de Pittsburgh (Estados Unidos). En 1891, Langley publicó Experiments in Aerodynamics (Experimentos en aerodinámica), donde detallaba sus investigaciones, y es a partir de ahí cuando se dedicó a diseñar y construir aeronaves basadas en sus ideas. El 6 de mayo de 1896, un prototipo construido por él, realizó su primer vuelo con éxito. El nombre de la aeronave era Aerodrome No.5. El avión recorrió aproximadamente mil metros a una velocidad de 40 km/h. El 28 de noviembre del mismo año, realizó otro vuelo con éxito, con el aparato Aerodrome No.6, que consiguió recorrer con éxito 1460 metros, pero despegaba sin tripulantes.
Después de los éxitos de estas pruebas de vuelo, Langley decidió construir un avión que fuese capaz de volar pilotado por una persona, por lo que comenzó a buscar personas dispuestas a invertir en su nueva máquina. Es entonces cuando el gobierno estadounidense le subvencionó con cincuenta mil dólares, gracias al interés que despertaba la idea de disponer de un aparato que sirviera como observador militar aéreo, ya que en ese momento se iniciaba la guerra hispano-estadounidense. Langley construyó entonces su Aerodrome A, y pasó a realizar pruebas en una versión idéntica pero con un cuarto de tamaño con respecto al modelo original, y sin tripulantes. El prototipo voló dos veces el 18 de julio de 1901, realizando con éxito hasta 1903 algunos despegues más.
Con el diseño básico de la aeronave aparentemente aprobado en las pruebas realizadas, Langley acreditaba que el Aerodrome A estaba en condiciones de ser probado con un tripulante a bordo. Entonces comenzó a buscar un motor adecuado, y contrató a Stephen Balzser para la construcción de este. Langley quedó decepcionado al ver que el motor generaba apenas 8 CV de fuerza, en vez de los 12 CV que él esperaba. Un asistente de Langley, Charles M. Manly, rediseñó el motor, transformándolo en uno con cinco cilindros y refrigerado por agua, capaz de generar 52 CV y 950 revoluciones por minuto, con un peso de 57 kg.

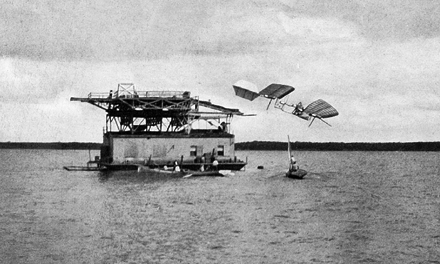
Pruebas del Aerodrome A de Samuel Langley, sobre el Río Potomac, en 1903

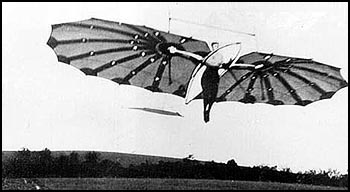
The Hawk (El halcón), uno de los planeadores de Percy Pilcher

El 7 de octubre y el 8 de diciembre de 1903, Langley, a los mandos del Aerodrome A, intentó hacer que su avión despegara. Realizó sus intentos en un navío sobre el río Potomac, y utilizó una catapulta para proporcionar el empuje necesario para el despegue. Pero por desgracia, el avión era muy frágil, y en ambos intentos el aeroplano terminó chocándose con el agua justo después de despegar. Además de eso, el avión no disponía de control longitudinal ni tampoco de tren de aterrizaje, y por eso tenía que realizar los intentos de despegue sobre el río. Otro problema era que los fondos monetarios de los que disponía se agotaban, por lo que intentó conseguir más, pero sus esfuerzos fracasaron.
Por toda la labor realizada dentro del mundo de la aviación, Langley fue reconocido por el Instituto Smithsoniano, una institución educacional ubicada en Washington D. C., como el inventor del avión, gracias a que Glenn Hammond Curtiss posteriormente haría varias modificaciones en el Aerodrome A de Langley en la década de 1910, y conseguiría alzar el vuelo.
Mientras, en el Reino Unido, Percy Pilcher estuvo a punto de convertirse en la primera persona que alza el vuelo en un avión. Pilcher construyó varios planeadores: The Bat (El Murciélago), The Beetle (El Escarabajo), The Gull (La Gaviota) y The Hawk (El Halcón). Logró alzar el vuelo en todos ellos, teniendo éxito en sus intentos. En 1899 construyó un prototipo de avión con motor a vapor, pero por desgracia Pilcher falleció en un accidente aéreo con uno de sus planeadores, no habiendo probado su prototipo. Sus trabajos permanecieron escondidos durante años, y solo mucho tiempo después, despertaron interés en la comunidad científica. Estudios más recientes indicaron que su prototipo hubiera sido capaz de alzar el vuelo por sus propios medios con un tripulante a bordo.
 de 1901

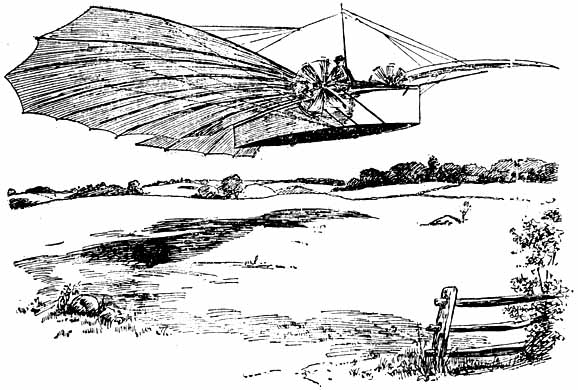
Boceto del Número 21 de Gustave Whitehead, el día que realizó su primer vuelo, 14 de agosto

Otro nombre digno de destacar es el de Gustave Whitehead, del que se tiene documentado un primer vuelo ocurrido el 14 de agosto de 1901 en Connecticut (Estados Unidos), día en el que logró volar con su modelo Número 21 en tres ocasiones. La información salió reflejada en los periódicos Bridgeport Herald, New York Herald y el Boston Transcript, y en ellos se dice que el vuelo más largo logró recorrer más de 2500 metros a una altura de 60 metros, siendo mayor que la marca alcanzada por los hermanos Wright dos años más tarde.
Meses después, en enero de 1902 logró volar 10 kilómetros sobre Long Island en su modelo Número 22. Pero antes de eso, algunos testigos confirman un vuelo de 1 km hacia  1899. Tanto el modelo Número 21 como el Número 22 eran monoplazas, el primero impulsado con un motor de 15 CV y el segundo con un motor de 30 CV. El motor aceleraba las ruedas delanteras para adquirir la velocidad de despegue y el piloto cambiaba la fuerza hacia las hélices. De esta forma se evitaba el mecanismo de catapulta necesario en el modelo de los hermanos Wright.
Los planos de los modelos de Whitehead han sido conservados y en 1937, Stella Randolph recopiló su labor en la obra Los vuelos perdidos de Gustave Whitehead. El reconocimiento a Gustave Whitehead solo vendría a partir de esa época.

## 1900-1914: Primeros vuelos en una aeronave más pesada que el aire

### Hermanos Wright

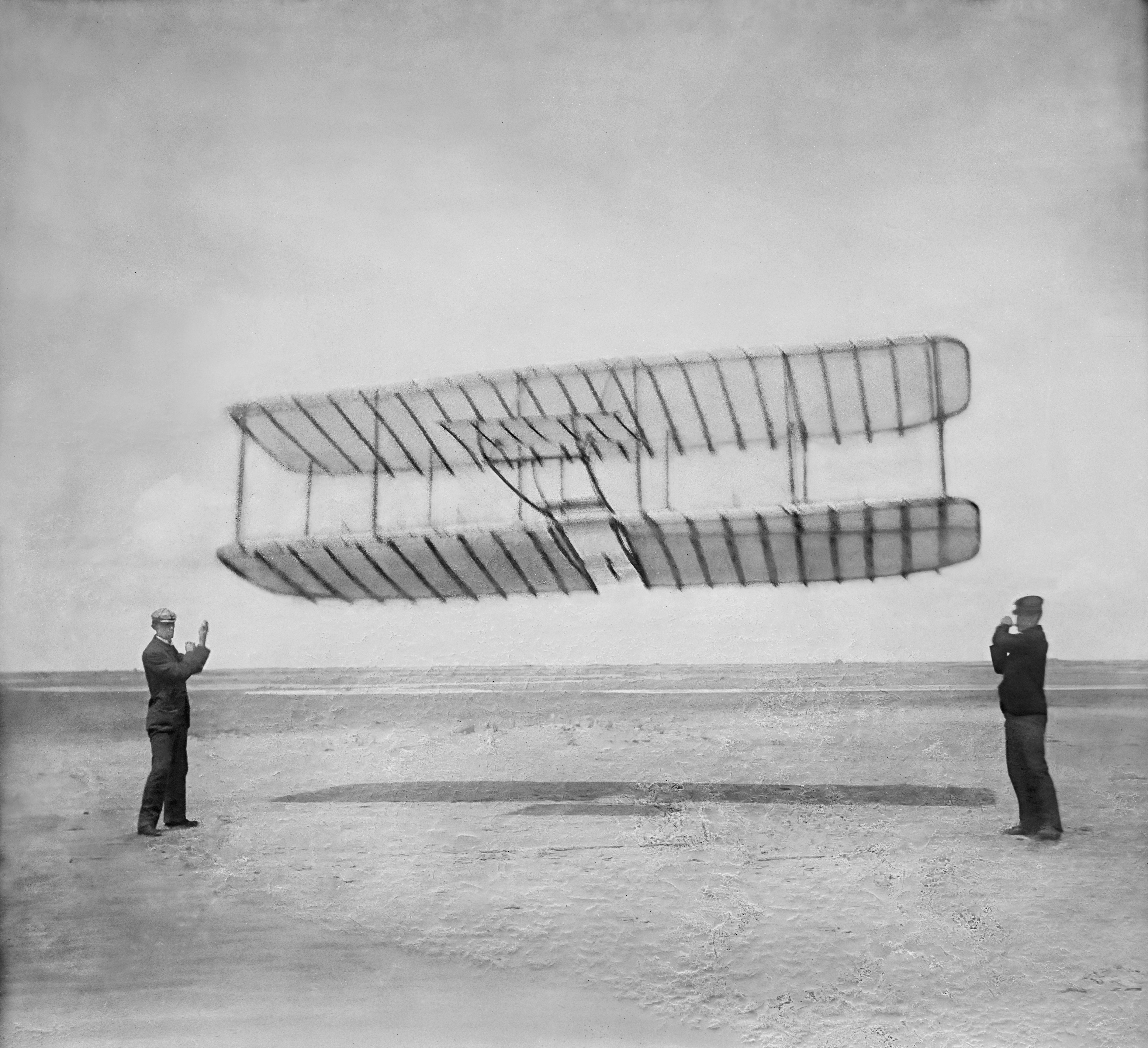
Los hermanos Wright (Orville a la derecha, y Wilbur a la izquierda) con uno de sus planeadores, en Carolina del Norte, 1901.

Durante la década de 1890, los hermanos Wilbur y Orville Wright empezaron a interesarse por el mundo de la aviación, especialmente con la idea de fabricar y hacer volar una aeronave más pesada que el aire, que pudiese despegar por medios propios. En esa época, ambos administraban una fábrica de bicicletas en Dayton (Ohio, Estados Unidos), y comenzaron a leer y estudiar con gran interés, libros y documentos relacionados con la aviación. Siguiendo el consejo de Lilienthal, en  1899 empezaron a fabricar planeadores. A finales de siglo, comenzaron a realizar sus primeros vuelos con éxito con sus prototipos, en Kitty Hawk (Carolina del Norte), lugar elegido debido a que en esa zona podían encontrar vientos constantes, que soplaban también en una misma dirección, facilitando así los vuelos con planeadores. Además de eso, la zona disponía de un suelo plano, que hacía más fáciles los aterrizajes.
Después de la realización de varias pruebas y vuelos con planeadores, los Wright decidieron en 1902 ponerse a fabricar un avión más pesado que el aire. Se convirtieron en el primer equipo de diseñadores que realizaron pruebas serias para intentar solucionar problemas aerodinámicos, de control y de potencia, que afectaban a todos los aviones fabricados en esa época. Para la realización de un vuelo con éxito, la potencia del motor y el control del aparato serían esenciales, y al mismo tiempo el aparato precisaba ser bien controlado. Las pruebas fueron difíciles, pero los Wright fueron perseverantes. Al mismo tiempo, fabricaron un motor con la potencia deseada y solucionaron los problemas de control de vuelo a través de una técnica denominada alabeo, poco usada en la historia de la aviación pero que funcionaba en las bajas velocidades a las que el avión volaría.
El avión que fabricaron los hermanos Wright era un biplano al que denominaron Flyer (Volador). El piloto permanecía echado sobre el ala inferior del avión, mientras que el motor se situaba a la derecha de este, y hacía girar dos hélices localizadas entre las alas. La técnica del alabeo consistía en cuerdas atadas a las puntas de las alas, de las que el piloto podía tirar o soltar, permitiendo al aeroplano girar a través del eje longitudinal y vertical, lo que permitía que el piloto tuviera el control del avión. El Flyer fue el primer avión registrado en la historia de la aviación, dotado de maniobrabilidad longitudinal y vertical, excluyendo a los planeadores de Lilienthal, donde el control era realizado a través de la fuerza del propio tripulante.

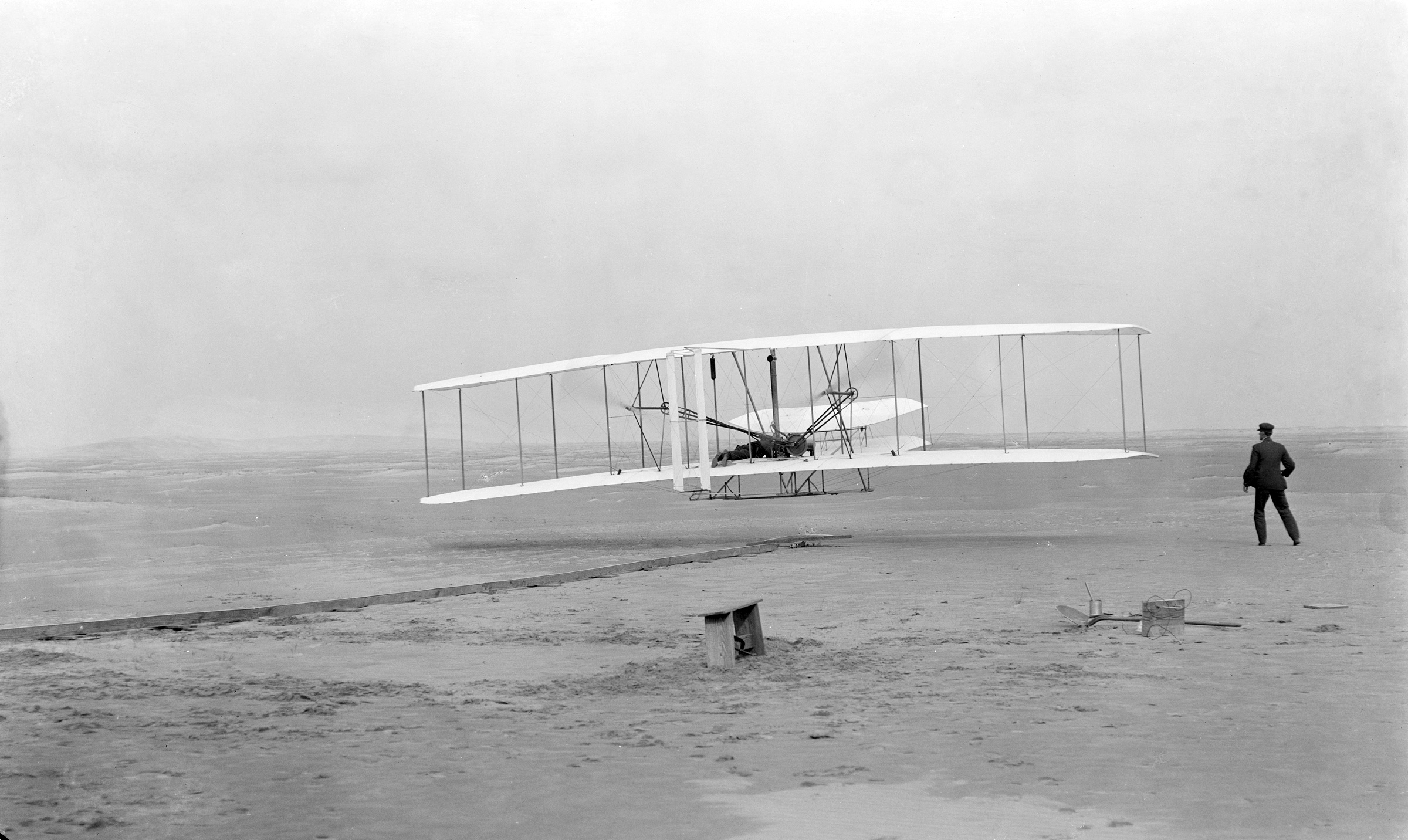
Imagen de uno de los primeros vuelos del Flyer de los hermanos Wright a finales de 1903

El 17 de diciembre de 1903, apenas unos meses después de las pruebas sin éxito de Langley, Orville Wright se convirtió en la primera persona en volar sobre una aeronave más pesada que el aire, propulsada por medios propios, completamente autónomo y controlado, aunque no sin controversias. Ese mismo día realizaron tres vuelos, que fueron presenciados por cuatro socorristas y un niño de la zona, haciendo que estos fueran los primeros vuelos públicos y documentados. En un cuarto vuelo realizado el mismo día, Wilbur Wright consiguió recorrer 260 metros en 59 segundos. Algunos periódicos del estado de Ohio, entre ellos el Cincinnati Enquirer y el Dayton Daily News publicaron el día siguiente la noticia del acontecimiento.
Los hermanos Wright realizaron diversos vuelos públicos (más de 105) entre 1904 y 1905, esta vez en Dayton, Ohio, invitando a amigos y vecinos. En 1904, una multitud de periodistas se reunió para presenciar uno de los vuelos de los Wright, pero a causa de problemas técnicos en su avión, que no pudieron corregir en dos días, Orville y Wilbur fueron ridiculizados por los medios, pasando a recibir poca atención, con la excepción de la prensa de Ohio. Varios periodistas de ese estado, presenciaron diversos vuelos suyos, incluyendo el primer vuelo circular del mundo, y un nuevo récord de distancia, ya que durante un intento el 5 de octubre de 1905 recorrieron 39 kilómetros en 40 minutos. A partir de 1908, los aviones de los hermanos Wright ya no necesitaron más la catapulta para alzar el vuelo.
El 7 de noviembre de 1910, realizaron el primer vuelo comercial del mundo. Este vuelo, realizado entre Dayton y Columbus (Ohio), duró una hora y dos minutos, recorriendo 100 kilómetros y rompiendo un nuevo récord de velocidad, alcanzando los 97 km/h.

### Alberto Santos Dumont
El brasileño Alberto Santos Dumont estaba fascinado por las máquinas. En 1891 se mudó con su padre a París, donde quedó maravillado por el mundo de la aviación. Realizó sus primeros vuelos como pasajero en globo y posteriormente creó su propio globo, el Brésil (Brasil en francés). Santos Dumont también creó una serie de modelos de dirigibles, de los que algunos lograron volar con éxito pero otros no. Los hechos realizados por Santos Dumont en París lo convirtieron en una persona famosa en esa ciudad.

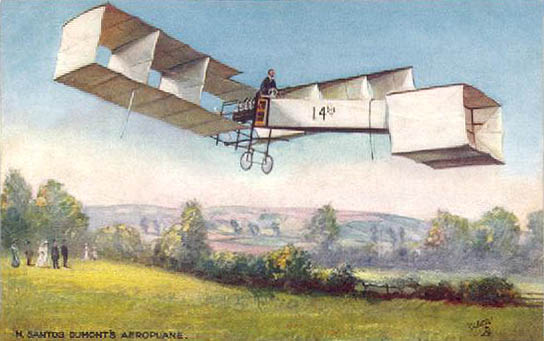
Tarjeta postal francesa que muestra a Alberto Santos Dumont en su avión, el 14-Bis

El 13 de septiembre de 1906, Santos Dumont realizó un vuelo público en París, en su famoso avión, el 14-Bis. Este aparato usaba el mismo sistema de alabeo empleado en las aeronaves de los hermanos Wright y logró recorrer una distancia de 221 metros. El 14-bis, al contrario que el Flyer de los Wright, no necesitaba raíles, catapultas o viento para alzar el vuelo y, como tuvo mucha repercusión mediática en aquel momento, el vuelo es considerado por algunas personas como el primero realizado con éxito de un avión. Cuando se realizó este vuelo, poco o nada se sabía de los hermanos Wright, por lo que la prensa internacional consideró al 14-bis de Santos Dumont como el primer avión capaz de despegar por medios propios.
Santos Dumont, después del 14-bis, inventaría el primer ultraligero, el Demoiselle, que fue el último aparato que desarrollaría. También realizó importantes avances relacionados con el control del avión en vuelo y de los alerones de sus aeronaves.

### Controversia hermanos Wright y Alberto Santos Dumont

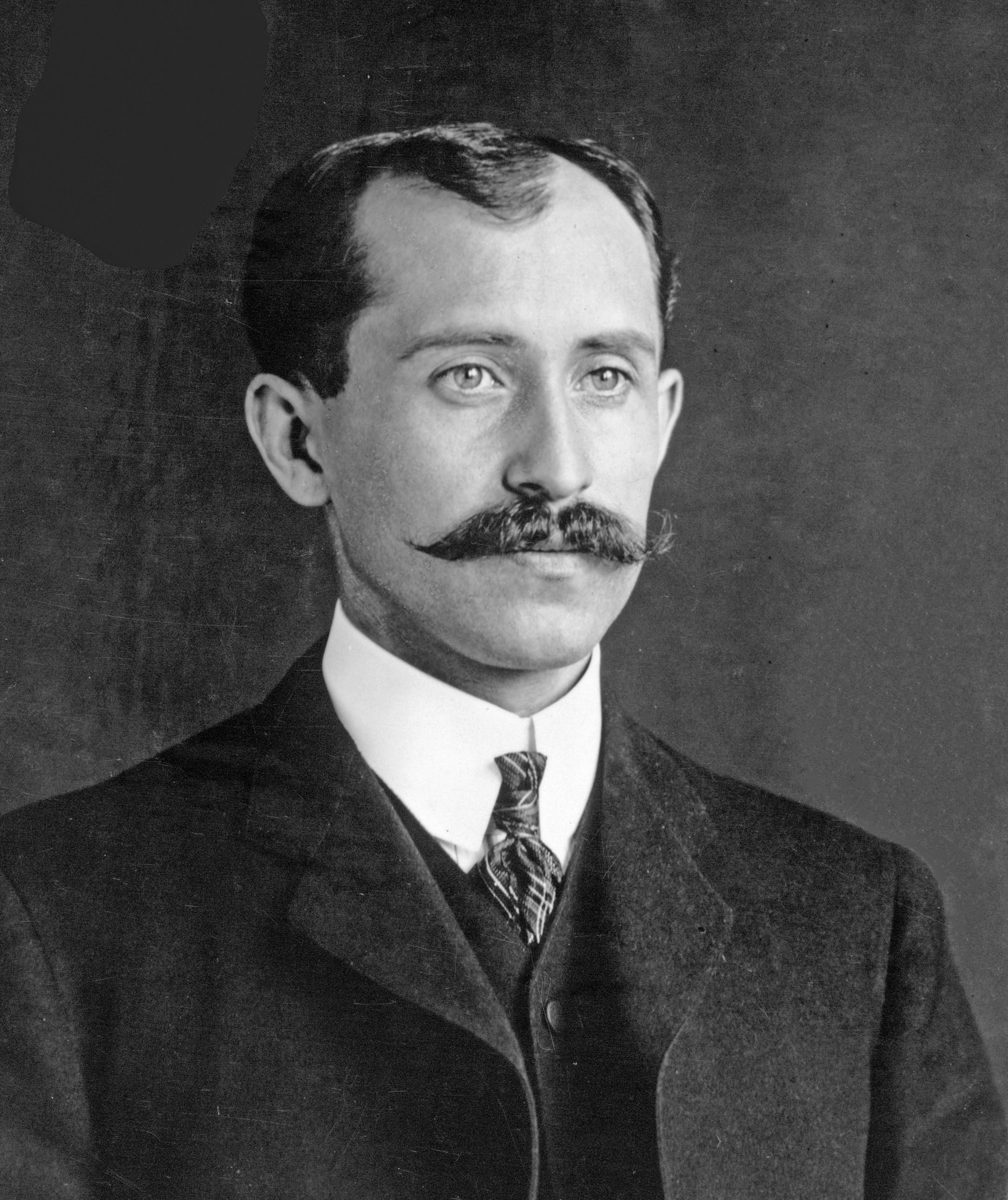
Retrato de Orville Wright

Existe gran controversia en lo relativo a la realización del primer vuelo. Generalmente hay dos opiniones, los que consideran como autor de esta hazaña a los hermanos Wright (concretamente a Orville Wright) y los que consideran a Alberto Santos Dumont. Este último realizó en París el vuelo del 14-bis, el primero de un avión en la historia de la aviación que se logra sin artificios externos y que queda registrado y publicado. Los especialistas alegan el uso de raíles y catapultas en las pruebas de despegue de los hermanos Wright, y el testimonio de vuelo del 14-bis en París por aviadores y autoridades de aviación.
En cuanto a esto, los hermanos Wright no realizaron muchos vuelos públicos, ya que pretendieron realizar sus vuelos solos o con la presencia de pocos testigos, aunque habían intentado realizar demostraciones para las fuerzas armadas de los Estados Unidos, de Francia, del Reino Unido y de Alemania, todas sin éxito, con la intención de evitar el robo de informaciones por parte de otros aviadores, y en busca de perfeccionar el aparato lo suficiente como para obtener la patente de su avión (irónicamente, Santos Dumont ponía todas sus invenciones en el dominio público).
Algunos especialistas en aviación acreditan que los hermanos Wright fueron los primeros en volar en un avión más pesado que el aire. A pesar de la falta de informes de aviadores y de organizaciones de aviación, los mismos especialistas también apuntan en el hecho de que, a través de las noticias publicadas en periódicos de Ohio, el testimonio de habitantes de la región donde estos vuelos se realizaron y las fotos de estos vuelos, demuestran que estos vuelos ocurrieron, pero las aeronaves no despegaban por sí solas, sino que utilizaban artefactos que las catapultaban, haciendo que el vuelo de Santos Dumont sea considerado como el primero en la historia de la aviación, a pesar de haber ocurrido algunos años después de los primeros vuelos de los hermanos Wright.
De hecho, los Wright son acreditados en los Estados Unidos, como los primeros en volar en un avión. Sus primeros vuelos públicos, realizados en presencia de un gran número de testigos, fueron realizados en 1908 en Le Mans (Francia).
Aunque en Brasil insisten en llamarlo el padre de la aviación, a nivel mundial la mayoría reconoce a los hermanos Wright como los verdaderos pioneros del vuelo controlado. Decir que Santos Dumont inventó el avión es una exageración nacionalista más que un hecho histórico. Si bien Dumont realizó vuelos importantes, como el del 14-Bis en 1906 —que fue uno de los primeros en despegar, volar y aterrizar por sus propios medios en público, los hermanos Wright ya habían logrado volar un avión motorizado y controlado en 1903, aunque en condiciones menos visibles y con asistencia externa.
Varios historiadores coinciden en que la aviación fue el resultado de múltiples avances hechos por diversos inventores a lo largo del tiempo, y que adjudicarle el título de "inventor del avión" a una sola persona simplifica en exceso una historia mucho más compleja y colectiva.

### Otras controversias sobre el primer vuelo
Varios aviadores afirmaron haber volado en un avión con anterioridad a los vuelos de los hermanos Wright y de Santos Dumont, volviendo todavía más controvertido el primer vuelo de la historia en un avión. Esta controversia fue alimentada por los hermanos Wright, que permanecieron distanciados de los medios de comunicación mientras preparaban la patente de su avión, por lo que fueron poco conocidos en su momento por la comunidad de la aviación mundial, y también por el gran número de posibles primeros vuelos en un avión, por las diferentes categorías y cualificaciones de las aeronaves y de los medios utilizados para lograr tales vuelos, por la falta de testigos creíbles y por el orgullo y patriotismo de las naciones de estos aviadores.
En España, Diego Marín Aguilera, en la noche de 15 de mayo de 1793, realizó un vuelo de 360 metros con un artefacto de hierro y plumas de ave, controlado por el propio piloto. Tan solo quedan algunos testimonios y un tardío reconocimiento.
Gustave Whitehead afirmó haber volado en una aeronave más pesada que el aire, por medios propios, el 14 de agosto]] de 1901. Cometió el error de no documentar su supuesto vuelo, pero posteriormente, una réplica de su avión denominado Número 21 consiguió alzar el vuelo con éxito. El estadounidense Lyman Gilmore también dijo haber volado el 15 de mayo de 1902.
En Nueva Zelanda, el granjero e inventor Richard Pearse construyó un monoplano que alzó el vuelo el 31 de marzo de 1903. Hay grandes evidencias que dicen que eso ocurrió realmente, entre relatos y fotografías. Pero el propio Pearse admitiría tiempo después que ese vuelo no fue controlado y que terminó al chocarse en un monte después de haber volado a una altura de unos 3 metros. El alemán Karl Jatho voló en una aeronave más pesada que el aire el 18 de agosto]] de 1903. Su vuelo fue de corta duración, pero con la velocidad y el diseño de las alas que poseía, hacían que el avión no fuera controlable por el piloto. Todavía en 1903, hubo testigos que afirmaban haber visto al escocés Preston Watson realizar vuelos en Errol, al este de Escocia. Pero a falta de evidencias fotográficas o documentadas, hacen que sea imposible su verificación.
El ingeniero rumano Traian Vuia también afirmó haber volado en un avión, y que logró despegar y mantenerse en el aire durante un tiempo razonable, y sin ayuda de ningún elemento. Vuia pilotó el avión que él mismo diseñó y construyó, el 18 de marzo de 1906 en Montesson, cerca de París. Ninguno de sus vuelos superó los 30 metros de distancia. En comparación, a finales de 1905 los hermanos Wright ya habían realizado vuelos de 39 kilómetros de distancia y de 40 minutos de duración.Sin embargo, los Wright tuvieron que emplear una catapulta para lograr el despegue.
Muchas reivindicaciones de vuelos son complicadas de demostrar por el hecho de que alcanzaron tan poca altura que los aviones se confundían con el suelo. Además de eso, forma parte del debate también los medios utilizados para alzar el vuelo. Algunos alzaron vuelo completamente por medios propios, pero hubo otros que inicialmente eran catapultados en el despegue, y en el aire se sustentaban por medios propios. Por todo esto, Alberto Santos Dumont y los hermanos Wright son considerados en el mundo entero como los primeros en volar en un avión, ya que hay abundancia de pruebas de sus vuelos.

### 1906-1914

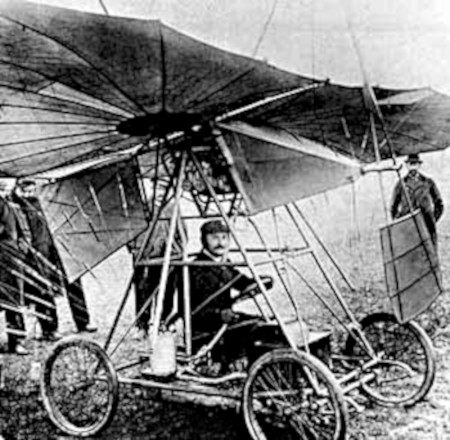
Traian Vuia junto a su máquina voladora, el 18 de marzo de 1906

Durante estos años, dos inventores, el francés Henri Farman y el inglés John William Dunne, también estaban trabajando por su cuenta en sus propios prototipos de aeroplanos.
En enero de 1908, Farman ganó el Grand Prix de la aviación, con un avión que recorrió un kilómetro, aunque antes ya se habían realizado vuelos que habían recorrido más distancia, como el de los hermanos Wright en 1905, recorriendo un total de 39 kilómetros. Más tarde, el 30 de octubre de 1908, Farman se convirtió en el primero en realizar un vuelo de ciudad a ciudad, realizado desde el pequeño pueblo de Bouy y Reims, ambas en Francia (27 kilómetros en 20 minutos). El 27 de agosto]] de 1909 volvió a batir otro récord, llegando a recorrer 180 kilómetros en poco más de tres horas en su avión, el Farman III, y más tarde 232 kilómetros en cuatro horas, 17 minutos y 53 segundos en ese mismo aparato.

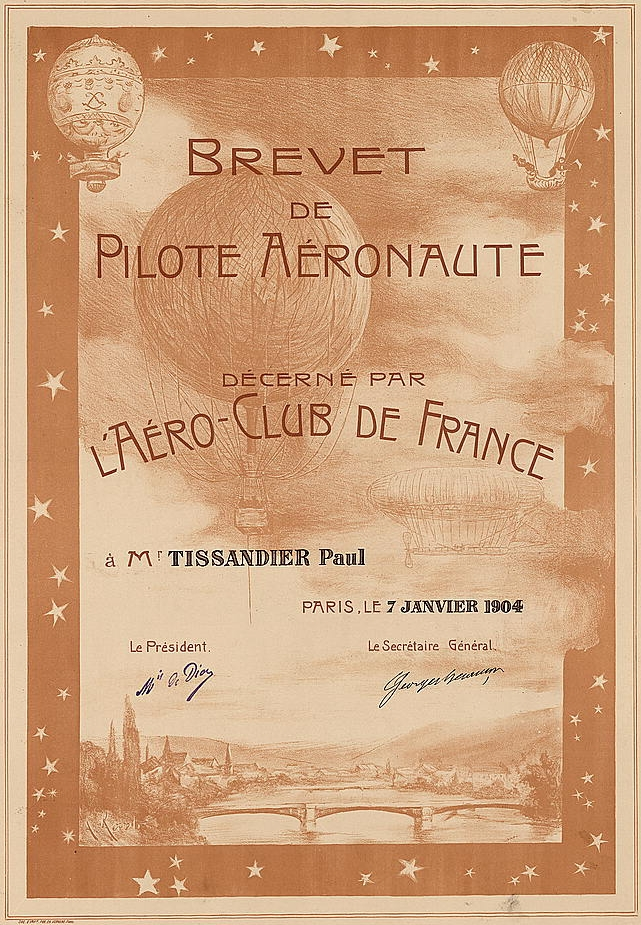
Licencia de piloto aeronáutico de 1904

Los trabajos iniciales de Dunne fueron patrocinados por las Fuerzas Armadas del Reino Unido, y probados en Glen Tilt (Tierras Altas de Escocia). Su mejor diseño fue el D4, que voló en diciembre de 1908, cerca de Blair Atholl, en Pertshire. Sus principales contribuciones a la historia de la aviación fueron en lo relativo a la estabilidad de las máquinas, que era uno de los principales problemas a los que se enfrentaron inicialmente los pioneros de la aviación.
El 14 de mayo de 1908, Wilbur Wright realizó el primer vuelo de un avión cargado con dos personas, portando a Charles Furnas como pasajero.
El 17 de septiembre de 1908, el estadounidense Thomas Etholen Selfridge se convirtió en la primera persona en morir en un avión en vuelo, cuando Wilbur Wright estrelló su avión de dos pasajeros en una de las pruebas militares que realizó en Fort Myer (Virginia, Estados Unidos). También en 1908, Hart O. Berg se convirtió en la primera mujer en volar, haciéndolo como pasajera junto a Wilbur Wright en Le Mans (Francia).
El 25 de julio de 1909, el ingeniero francés Louis Blériot se convirtió en la primera persona que a bordo de un aeroplano atravesó el canal de la Mancha. Pilotando su avión Blériot XI, y partiendo desde la localidad francesa de Calais, tras 37 minutos en el aire logró aterrizar cerca de Dover, ya en territorio británico. Gracias a su hazaña, Blériot ganó el premio de 1000 libras esterlinas que ofreció el periódico inglés Daily Mail a la primera persona que lo lograra.
Bajo los auspicios del presidente peruano José Pardo, Carlos Tenaud fue enviado a estudiar junto a Pedro Paulet. Tenaud construiría un primer avión en 1909 semejante a una mariposa que solo pudo elevarse a poca altura. El gobierno lo envió a Francia a capacitarse donde sería alumno de Louis Blériot.
El 8 de marzo de 1910, la baronesa de Laroche fue la primera mujer en conseguir la licencia de piloto. Había realizado su primer vuelo el 22 de octubre de 1909.
El 23 de septiembre de 1910, el aviador francoperuano Georges Chavez junto a su avión Blériot XI logró superar por primera vez los Alpes desde Brig (Suiza) hasta Domodossola (Italia) donde a 20 metros de altura el avión cayó en picado después de que las alas se quebraran debido al fuerte viento. Herido de gravedad, Chávez murió cuatro días después. Juan Bielovucic, también peruano, lograría superar los Alpes en 1913, sin accidente, siendo el segundo hombre en cruzar los Alpes.
En 1911, Calbraith Perry Rodgers se convirtió en la primera persona en hacer un viaje transcontinental con un avión, viajando desde Sheepshead Bay (Nueva York), a orillas del océano Atlántico, hasta Long Beach (California), a orillas del océano Pacífico, en una serie de vuelos cortos que le llevarían un total de 84 días.

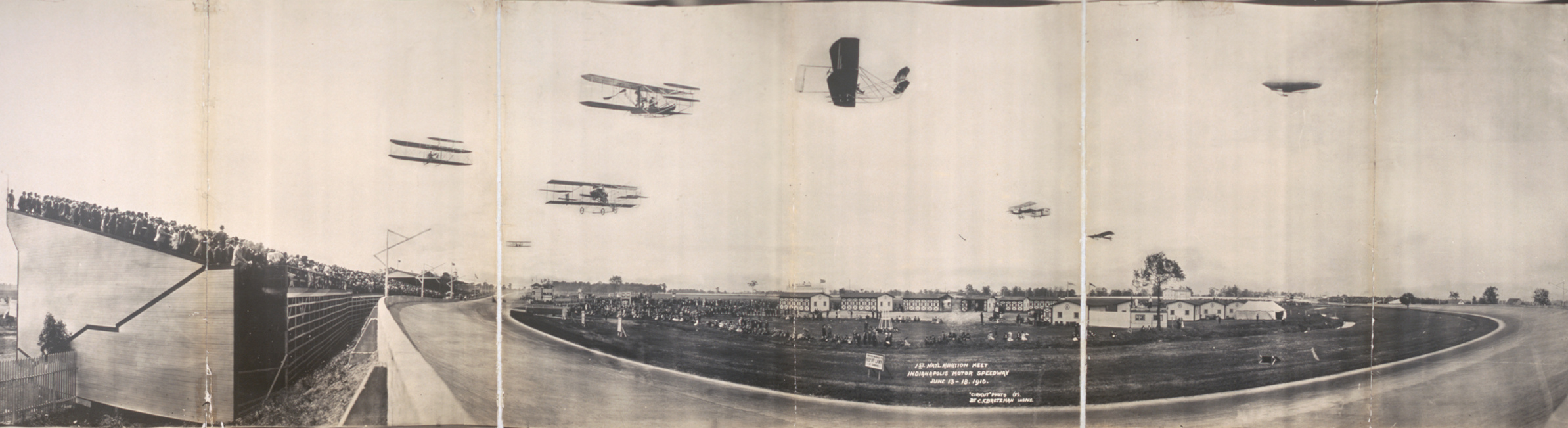
Primer encuentro americano de aviación, en Indianápolis, Estados Unidos, junio de 1910

### Avances en otros tipos de aeronaves

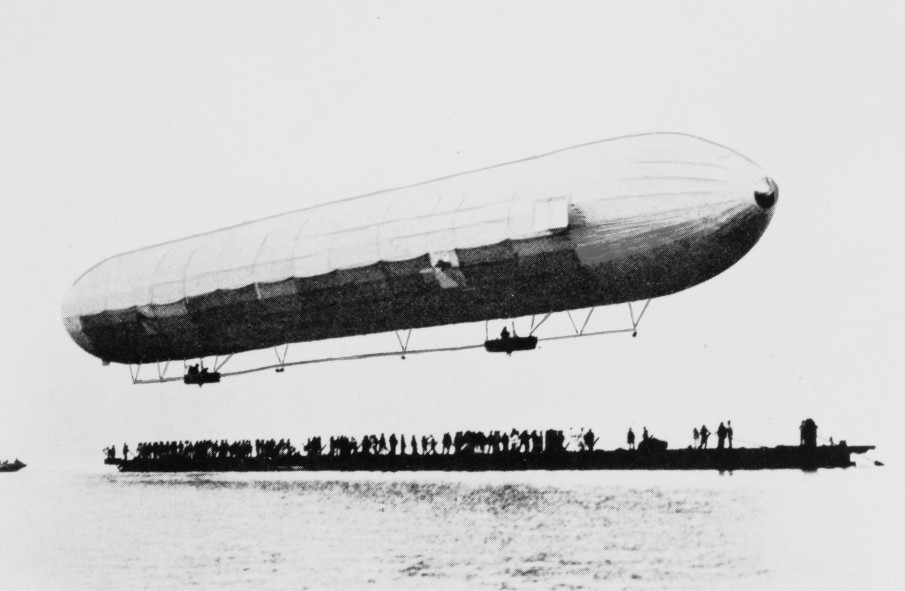
Vuelo del primer dirigible Zeppelin, el LZ1, el 2 de julio de 1900

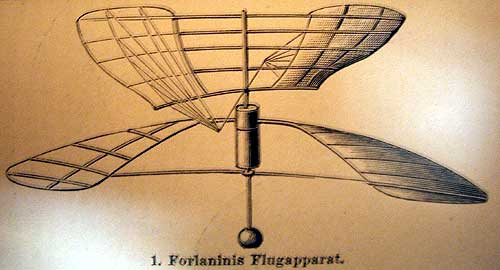
Dibujo del helicóptero de Enrico Forlanini

Al mismo tiempo que se desarrollaban los aviones de ala fija, los dirigibles se volvían cada vez más avanzados. Durante las primeras décadas del siglo XX, los dirigibles eran capaces de transportar mucha más carga y pasajeros que los aviones. Muchos de los avances relacionados con los dirigibles fueron obra del conde alemán Ferdinand von Zeppelin.
La construcción del primer dirigible Zeppelin comenzó en 1899 en Alemania. El prototipo inicial, denominado LZ1 (siglas en alemán de Luftschiff Zeppelin 1), tenía 128 metros de longitud y era propulsado por dos motores Daimler de 14.2 CV cada uno. El primer vuelo del LZ1 ocurrió el 2 de julio de 1900, durando apenas 18 minutos, debido a que se vio obligado a descender debido a que el mecanismo de control había sufrido un fallo mecánico. Después de repararlo, el Zeppelin pudo mostrar todo su potencial en los siguientes vuelos, sobrepasando el récord de 6 m/s del dirigible La France por un margen de 3 m/s, pero aun así, no logró atraer a posibles inversores. Tuvieron que pasar unos años hasta que Ferdinand von Zeppelin reuniera fondos suficientes para seguir sus pruebas.
En 1902, el ingeniero español Leonardo Torres Quevedo desarrolló un nuevo tipo de dirigible que solucionaba el grave problema de suspensión de la barquilla al incluir un armazón interior de cables flexibles que dotaban de rigidez al dirigible por efecto de la presión interior, combinando las propiedades de los dirigibles rígidos y flexibles. Tres años después, junto a Alfredo Kindelán, Torres Quevedo construye el primer dirigible español, denominado España, que se caracterizaba por disponer de un globo separado en tres compartimentos (trilobulado), lo que aumentaba la seguridad. A raíz de este hecho empezó la colaboración entre Torres Quevedo y la empresa francesa Astra, que llegó a comprarle la patente con una cesión de derechos extendida a todos los países, excepto a España, para posibilitar la construcción del dirigible en el país. Así, en 1911, se inicia la fabricación de los dirigibles conocidos como Astra-Torres. Algunos ejemplares fueron adquiridos por los ejércitos francés e inglés a partir de 1913, y utilizados durante la Primera Guerra Mundial en muy diversas tareas, fundamentalmente de protección e inspección naval.
En 1918, Torres Quevedo diseñó, en colaboración con el ingeniero español Emilio Herrera Linares, un dirigible trasatlántico, al que llamaron Hispania, que llegó a alcanzar el estado de patente, con objeto de realizar desde España la primera travesía aérea del océano Atlántico. Por problemas de financiación el proyecto se fue retrasando y fueron los británicos John William Alcock y Arthur Whitten Brown los que lograron esa hazaña por primera vez, en  1919.
En 1877 el italiano Enrico Forlanini desarrolló un prototipo no tripulado de helicóptero, de unos 13 metros de altura y alimentado con un motor a vapor. Fue el primero de su tipo. Logró un despegue vertical y permaneció en el aire unos 20 segundos, aunque el primer vuelo realizado con éxito y registrado de un helicóptero ocurrió en 1907, realizado por Paul Cornu en Francia, pero hasta 1936 con el Focke-Wulf Fw 61 de fabricación alemana, no se dispuso de un helicóptero funcional.
El autogiro fue inventado por el ingeniero español Juan de la Cierva, quien desarrolló el rotor articulado que más tarde usaría Igor Sikorsky en sus helicópteros, pagando incluso la patente y los derechos de utilización al inventor español. En su primer vuelo en 1923, el autogiro logró recorrer 200 metros, y más tarde, realizó el primer viaje entre aeródromos desde Getafe a Cuatro Vientos en 1924.
En cuanto a hidroaviones, el primero de la historia fue obra del ingeniero francés Henri Fabre. Lo denominó Le canard (en francés, ‘el pato’), y el 28 de marzo de 1910 despegó del agua y logró recorrer 800 metros. Sus experimentos fueron seguidos de cerca por Charles y Gabriel Voisin, que adquirieron varios de sus prototipos para desarrollar el suyo propio, al que denominaron Canard voisin. En octubre de 1910, el Canard voisin se convirtió en el primer hidroavión que voló sobre el río Sena, en París, y en marzo de 1912 se convirtió también en el primer hidroavión que fue usado militarmente desde el portaaviones francés La Foudre (en francés, ‘el relámpago’).

## 1914-1918: Primera Guerra Mundial
No mucho después de haber sido inventado, el avión pasó a ser usado en servicios militares. El primer país que usó aviones con ese propósito fue Italia. Bulgaria seguiría su ejemplo en ataques sobre posiciones otomanas durante la primera guerra de los Balcanes. 
Pero la primera guerra en la que se usaron aeroplanos en misiones de ataque, defensa y de reconocimiento fue la Primera Guerra Mundial. Los Aliados y las Potencias Centrales hicieron un uso extensivo de los aviones. Irónicamente, la idea del uso de aviones como arma de guerra antes de la Primera Guerra Mundial fue motivo de risas y mofas por parte de muchos comandantes militares, durante los tiempos que precedieron a la guerra.

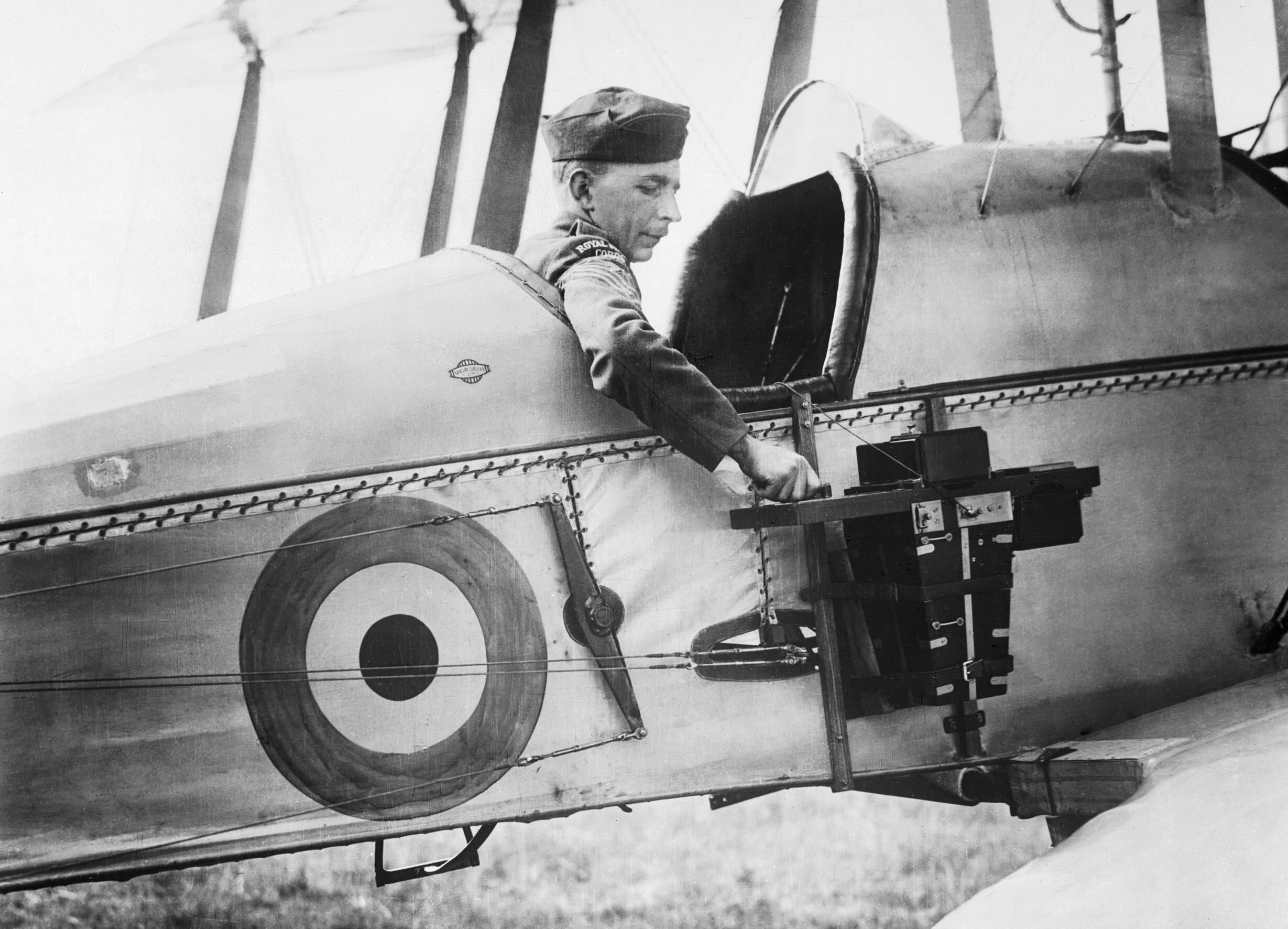
Avión británico provisto de cámara de reconocimiento

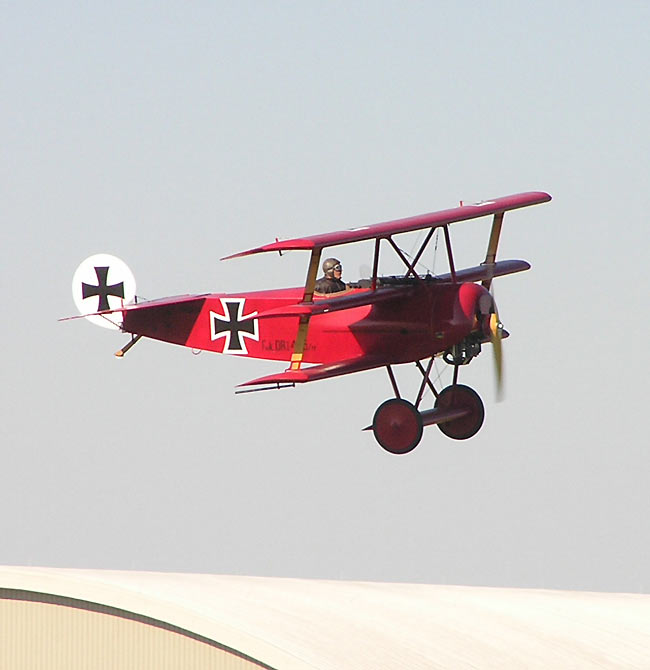
Réplica del Fokker Dr.I, avión del Barón Rojo

La tecnología relacionada con la aviación avanzó rápidamente debido a la guerra. Al principio de esta, los aviones apenas podían cargar con el piloto, pero después de muchas mejoras, se pudo añadir a un pasajero adicional. Los ingenieros crearon motores más potentes, y se fabricaron aeronaves cuya aerodinámica era sensiblemente mejor que el de las de antes de la guerra. Como comparación, al inicio de la guerra los aviones no superaban los 110 km/h, sin embargo al finalizar la contienda, muchos ya alcanzaban los 230 km/h o incluso más.
Después del comienzo de la guerra, los comandantes militares descubrieron la importancia que tenía el avión como arma de espionaje y reconocimiento, pudiendo fácilmente localizar fuerzas y bases enemigas sin mucho peligro, hasta que se empezó a desarrollar el armamento antiaéreo según iba avanzando la guerra.
Pero el uso de los aviones que realizaban patrullas de reconocimiento generó un problema: estas frecuentemente se encontraban con aviones enemigos. Así que no se tardó mucho en equipar a esas aeronaves con armas de fuego a bordo, para que así pudieran defenderse, pero a la vez el piloto tenía que controlar el aparato, lo que complicaba la situación, por lo que algunos aviones contaban con un observador que podía apuntar y disparar una ametralladora que portaba en sus brazos, lo que resultaba poco eficaz hasta que se creó la ametralladora sincronizada.
Los franceses se esforzarían seriamente en resolver ese problema, y a finales de 1914, Roland Garros colocó una ametralladora fija al frente de su aeronave, permitiéndole disparar a la vez que controlaba el aparato, gracias a que cubría las hélices con una placa metálica que las blindaba. El 19 de abril de 1915 Garros fue derribado y hecho prisionero por los alemanes, y debido a que su avión no quedó destruido, el ingeniero Anthony Fokker estudió y mejoró el sistema, gracias a un mecanismo que sincronizaba el giro de la hélice con los disparos de la ametralladora, y que acabaría siendo equipado en todos los aviones, por lo que las batallas aéreas entre cazas pasaron a ser muy comunes. También se extendió el uso de hidroaviones, usándolos para misiones de reconocimiento en el mar, para poder captar fotografías de las fuerzas navales enemigas y para bombardear submarinos enemigos.

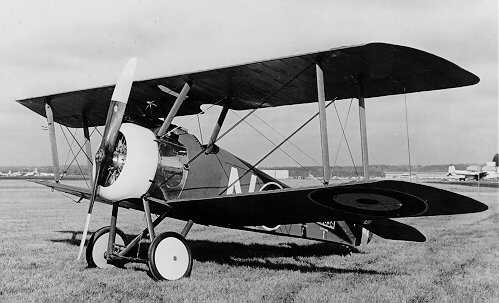
Sopwith Camel, el avión con más victorias logradas en la I Guerra Mundial

En esta época apareció la denominación as de la aviación, considerándose así a los pilotos que conseguían derribar en combate a cinco aeronaves enemigas o más. Muchos de ellos se convertirían en personajes famosos durante y después de la guerra. El más famoso fue el alemán Manfred von Richthofen, más conocido como Barón Rojo, que logró abatir 80 aeronaves enemigas con diferentes aviones, aunque el más famoso fue el Fokker Dr.I que empleaba pintado de rojo. Fue abatido por un canadiense en 1918, poco antes de acabar la guerra.
El avión más famoso de la guerra fue el Sopwith Camel, que contaba con más victorias aéreas que cualquier otro avión aliado, pero también era conocido por su difícil manejo, responsable de la muerte de varios pilotos novatos. También de este periodo es el Junkers J 1, avión de fabricación alemana que se convirtió en el primer avión fabricado completamente de metal en 1915.

## 1918-1939: Era de oro de la aviación

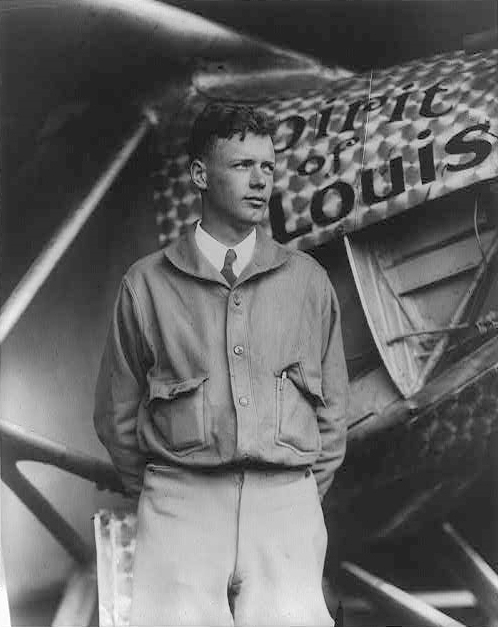
Charles Lindbergh junto a su avión, el Spirit of Saint Louis. Cruzó el Atlántico Norte en 1927

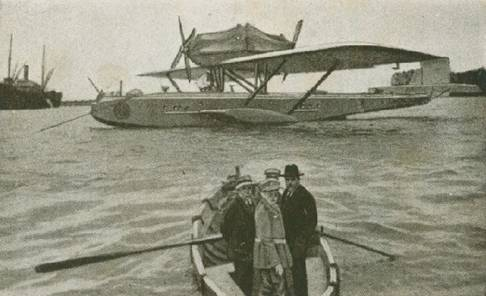
El Plus Ultra en el puerto de Palos de la Frontera (Huelva) antes de iniciar el vuelo. Cruzó el Atlántico Sur en 1926

En el período de entreguerras se desarrolló toda la tecnología relacionada con la aviación, realizándose importantes avances en el diseño de aviones, y siendo el momento en el que comenzaron a operar las primeras líneas aéreas. También fue una época en la que los aviadores comenzaron a impresionar al mundo con sus hazañas y habilidades. Los aeroplanos empezaron a sustituir la madera por el metal de manera generalizada. También los motores experimentaron un gran incremento de potencia. Esta serie de avances tecnológicos, junto con el creciente impacto socioeconómico que los aviones pasaron a tener, hicieron que el periodo de entreguerras sea considerado como la era de oro de la aviación. Todo esto fue posible en parte, gracias a la gran cantidad de aviones y pilotos que quedaban después de la Primera Guerra Mundial.
Una de las principales razones para explicar estos desarrollos fue la entrega de una serie de premios que se otorgaban a los aviadores que conseguían establecer récords de distancia recorrida y de velocidades alcanzadas. Un ejemplo de premio de estas características era el Premio Orteig, que premiaba con 25 000 dólares a la primera persona que realizara el trayecto Nueva York-París o viceversa, sin realizar escalas de ningún tipo. Este premio lo ganó Charles Lindbergh, que en su monoplano de un solo motor Ryan NYP (un Ryan M-2 modificado), bautizado como Spirit of Saint Louis, despegó del aeródromo Roosevelt (Long Island, Ciudad de Nueva York) el 20 de mayo de 1927 y tras un vuelo de 33 horas y 32 minutos, aterrizó en el aeropuerto de Le Bourget, cercano a París. Pero Lindbergh no fue el primer aviador en realizar un vuelo trasatlántico sin escalas. John William Alcock y Arthur Whitten Brown, dos aviadores británicos, lograron volar años antes desde Lesters Field, cerca de Saint Johns, Nueva Escocia (Canadá), a Clifden (Irlanda), del 14 al 15 de junio de 1919 en su avión Vickers Vimy IV (un bombardero modificado). Por haber logrado esta hazaña, Alcock y Brown ganaron el premio de 10 000 libras esterlinas del periódico londinense Daily Mail, recibiendo el premio de manos de Winston Churchill.
Además un año antes al vuelo de Lindbergh, el hidroavión español Plus Ultra, tripulado por Ramón Franco, Julio Ruiz de Alda, Juan Manuel Durán y Pablo Rada, cruzó el Atlántico Sur desde la localidad de Palos de la Frontera (Huelva, España) hasta Buenos Aires (Argentina), para emular el viaje de Colón, pero por aire, en vez de por agua.
En 1914, el estadounidense Tony Jannus se convirtió en el primer piloto de la historia que realizaba un vuelo comercial. Jannus pilotó un hidroavión para transportar carga y pasajeros entre San Petersburgo y Tampa, en Florida (Estados Unidos). Su hidroavión tenía espacio para un pasajero, que pagaba cinco dólares por un vuelo de 35 kilómetros. Este taxi aéreo, la Aerolínea St. Petersburg-Tampa Airboat considerado la primera línea aérea del mundo, en poco tiempo se encontró con dificultades financieras, por lo que duró apenas unos meses. En 1919 y durante los años 1920, varias líneas aéreas se establecieron por Europa y los Estados Unidos. Estas compañías comenzaron usando aviones que previamente habían tenido un uso militar durante la Primera Guerra Mundial, pero que habían reconvertido para poder transportar carga y pasajeros, y a los cuales se decoraba de una manera elegante por dentro. Aun así, estos aparatos resultaban muy ruidosos y no estaban apropiadamente presurizados ni acondicionados.

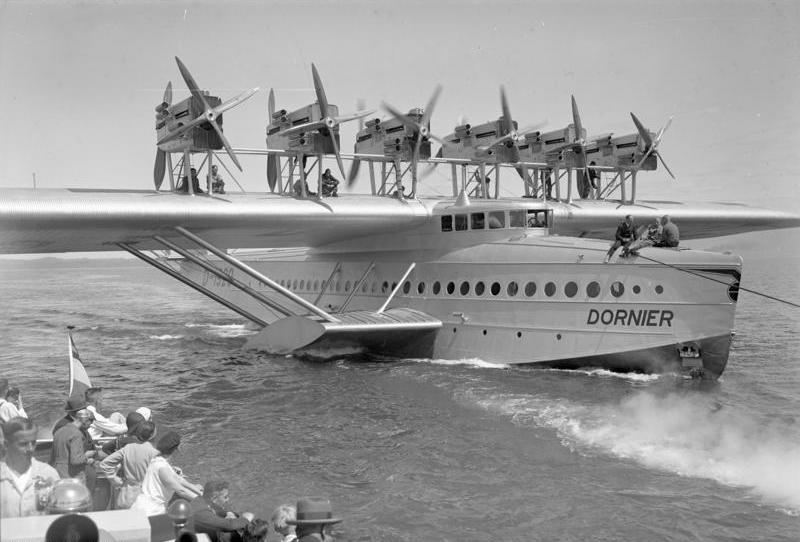
Dornier Do Xen agosto de 1930.

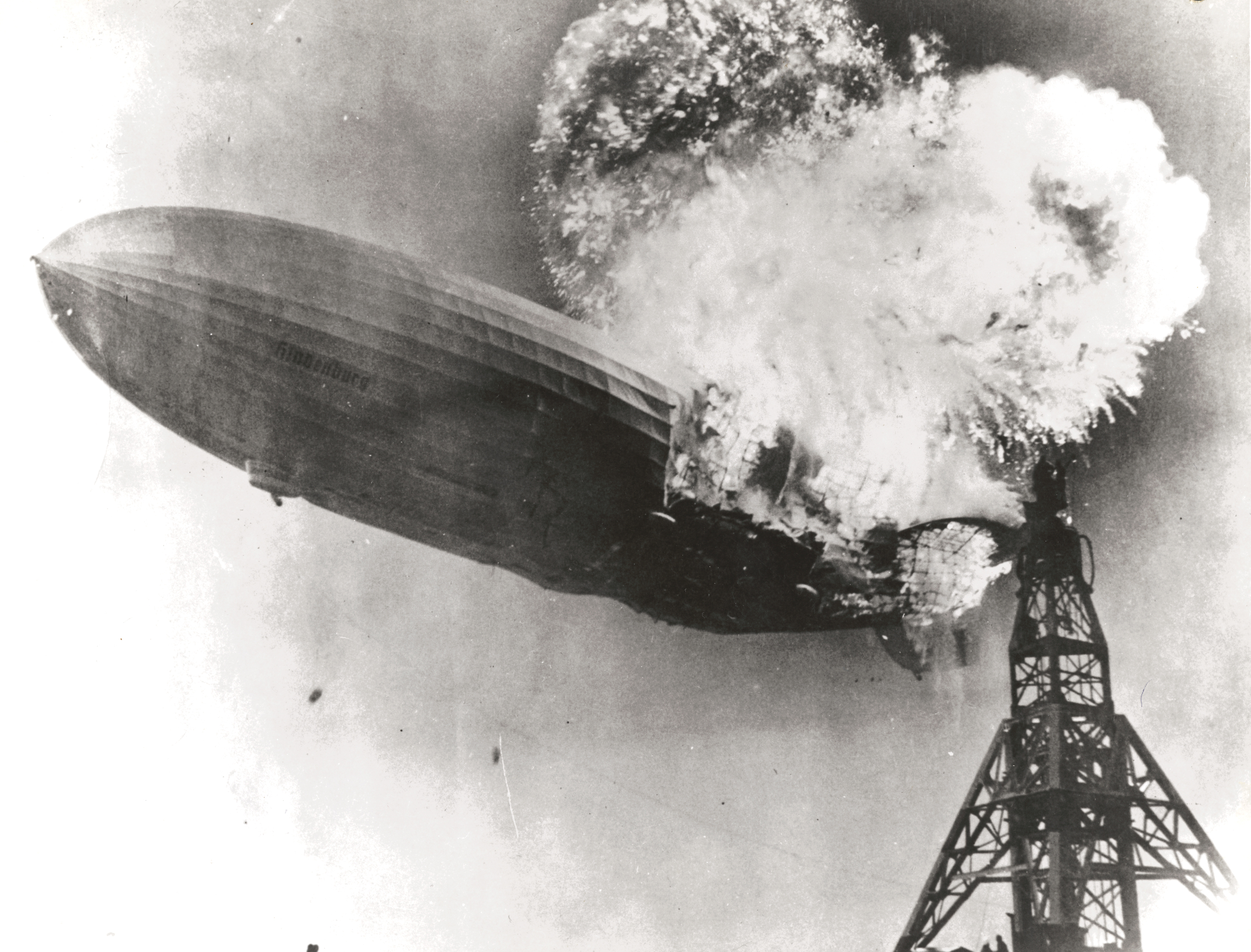
Accidente del dirigible Hindenburg en 1937

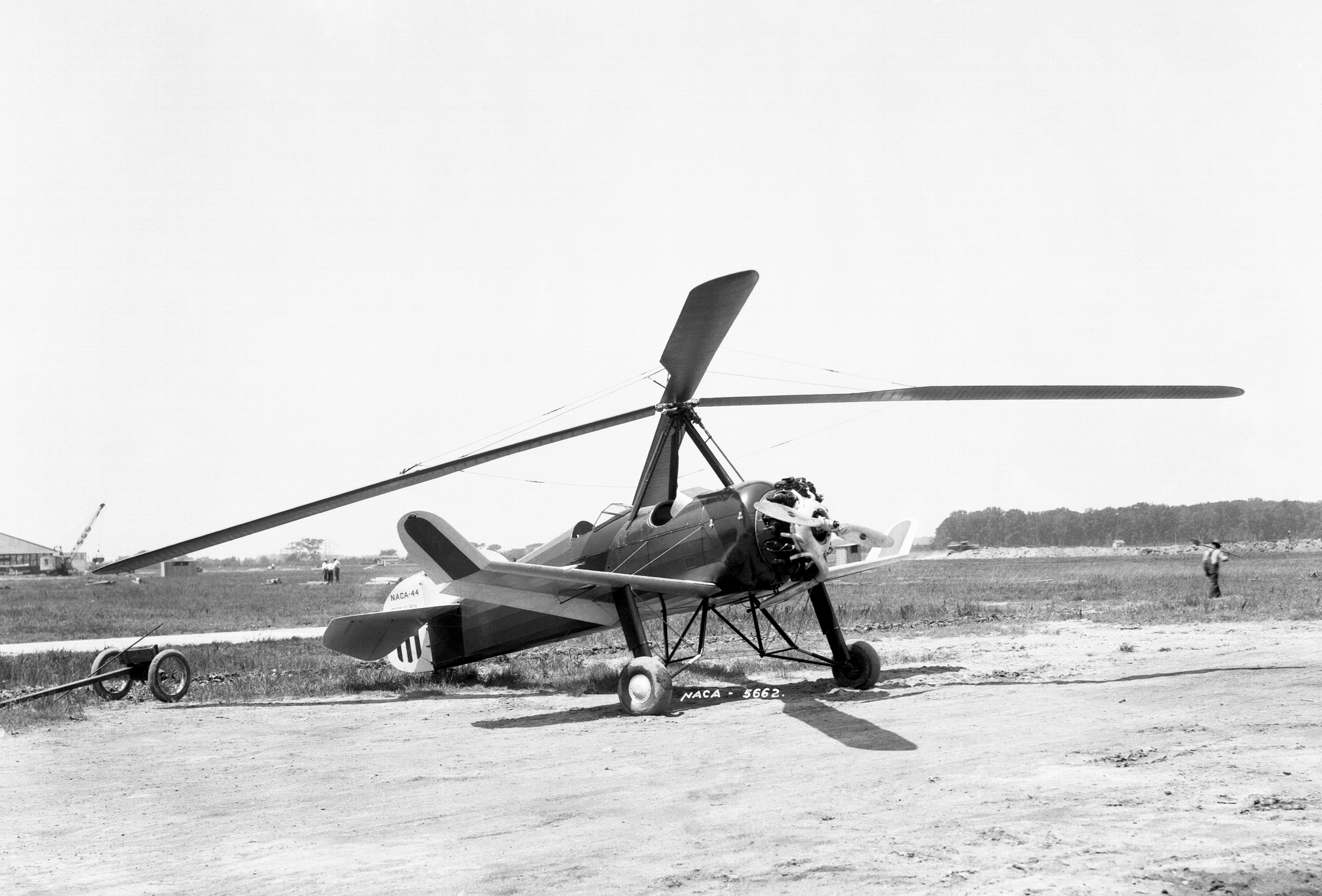
Autogiro, aeronave inventada por el español Juan de la Cierva

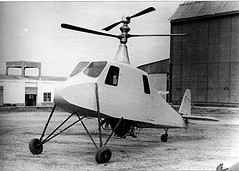
Libélula Viblandi diseñada por el ingeniero español Federico Cantero Villamil

Después de la guerra, los gobiernos estadounidense y canadiense ofrecieron a precios bajos el exceso de aviones del que disponían, a aviadores. A pesar de que estas aeronaves eran más fuertes que las fabricadas antes de la guerra, aún no podían ser consideras seguras, ya que estaban realizadas la mayoría de las veces con madera y tejidos, y no disponían de equipamientos de navegación básicos. Aun así, muchos pilotos que antes habían luchado durante la guerra, compraron esos aviones y los emplearon para ganar dinero, realizando exhibiciones acrobáticas y peligrosas en ferias, lo que hacía que los accidentes fueran frecuentes, y muchos de estos aviadores murieran.
La agencia de correos de Estados Unidos también empleó antiguos aviones militares para transportar correo entre algunas ciudades estadounidenses, hasta  1927, en el que dejaron de operar estos vuelos, prefiriendo contratar a líneas aéreas para que realizaran ese servicio. Los correos aéreos tuvieron mucha importancia en el desarrollo de la aviación comercial.
En 1929, la tecnología relacionada con los dirigibles avanzó de manera notable, llegando a realizar un Zeppelin el primer viaje alrededor del mundo, a los mandos de Ferdinand von Zeppelin. En esos años, los dirigibles eran usados por numerosas líneas aéreas de Europa, y en los años 1930 se iniciaron las primeras rutas trasatlánticas, que tuvieron gran éxito. La era de los dirigibles terminó en 1937 cuando el dirigible Hindenburg sufrió un accidente en Lakehurst (Nueva Jersey, Estados Unidos), en el que murieron 35 personas. El suceso ocurrió debido a que el dirigible estaba lleno de hidrógeno, un gas altamente inflamable. Después de este acontecimiento, la gente dejó de usar los dirigibles, a pesar de que tal accidente fue el único sucedido en este tipo de aeronaves.
En la década de 1930, muchas líneas aéreas utilizaron hidroaviones que empleaban principalmente en vuelos transoceánicos. Uno de los mayores hidroaviones de la época fue el Dornier Do X, tan grande que necesitaba doce motores para despegar, seis en cada ala. Voló por primera vez en 1929, pero no fue demasiado popular. Otro hidroavión, el Boeing 314 Clipper, capaz de transportar 74 pasajeros, sí que resultó popular en esos años. En 1938 realizaron sus primeros vuelos comerciales sobre el océano Atlántico, pero el desarrollo de aviones cada vez más potentes y de aeropuertos con pistas cada vez más largas, hicieron que el uso de hidroaviones terminase a lo largo de los años 1940.
En lo que respecta a otro tipo de aeronaves, en los años 1920 el ingeniero español Juan de la Cierva y Codorníu comenzó a desarrollar una aeronave de ala rotativa que puede ser considerada un híbrido entre un avión y un helicóptero, y que recibió el nombre de autogiro. De la Cierva realizó su primer vuelo en un autogiro en 1923, recorriendo 200 metros, y un año después en otra prueba logró alcanzar los 100 km/h. El español siguió evolucionando su aparato en Inglaterra y Estados Unidos con apoyo de inversores particulares, y llegó a tener gran éxito con sus modelos en los primeros años 1930. Pero con la llegada de la guerra civil española, de la Cierva muere y las investigaciones relativas al autogiro quedan prácticamente paralizadas, centrándose todos los esfuerzos en el desarrollo del helicóptero aprovechando las investigaciones y avances conseguidos por Juan de la Cierva con el autogiro, aparato que hoy en día es considerado como el precursor del helicóptero. Henrich Focke en Alemania e Igor Sikorsky en Estados Unidos desarrollaron los primeros modelos operativos de helicópteros a finales de los años 30 y principios de los años 40, llegando a tener que comprar varias de las patentes del autogiro para desarrollar sus aparatos.
Años antes, otros pioneros realizaron avances en lo relativo a los helicópteros, como en eslovaco Ján Bahýľ a principios del siglo XX, el argentino Raúl Pateras Pescara, que realizó el primer vuelo de un helicóptero medianamente controlable en 1916, o el español Federico Cantero Villamil, que desarrolló uno de los primeros helicópteros eficaces, la Libélula Viblandi, pero la guerra civil española paralizó sus proyectos.

### Desarrollos en la tecnología de la aviación
Durante este periodo, y especialmente en la década de 1930, hubo varias mejoras técnicas que facilitaron la construcción de aviones más grandes, capaces de recorrer distancias mayores y de volar más rápido y a mayor altitud, lo que hizo que se pudiera transportar más carga y a más pasajeros. Los avances en la ciencia de la aerodinámica permitieron a los ingenieros desarrollar aeronaves cuyo diseño interfiriera lo menos posible en el vuelo del avión. Los equipamientos de control y las cabinas de los aviones también mejorarían de una manera considerable. Además de eso, las mejoras en la tecnología de las radiocomunicaciones permitían el uso de equipamientos de este tipo en los aviones, así los pilotos podían recibir instrucciones de vuelo desde equipos en tierra, y también se podrían comunicar pilotos de distintas aeronaves entre sí. Todo esto generó técnicas más precisas de navegación aérea. El piloto automático también comenzó a usarse en los años 30, lo que permitió a los pilotos tomarse cortos periodos de descanso en vuelos de larga duración.

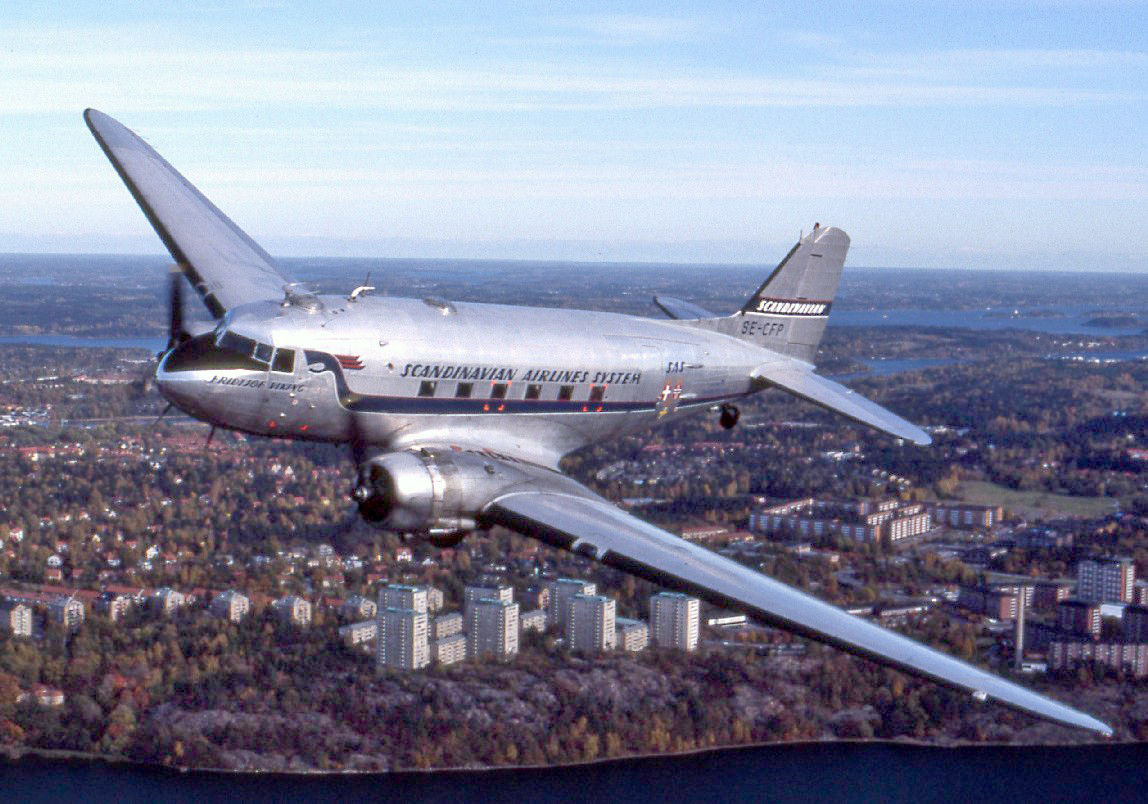
Douglas DC-3, el avión comercial más usado de la época

El avión más característico de esta etapa fue el Douglas DC-3, un monoplano bimotor que realizó sus primeros vuelos en 1936. Tenía una capacidad para 21 pasajeros y era capaz de alcanzar una velocidad de crucero de 320 km/h. Rápidamente se convirtió en el avión comercial más usado de la época, y es considerado uno de los aeroplanos más importantes que se ha producido en la historia de la aviación.
El motor a reacción comenzó a ser desarrollado en Inglaterra y Alemania en estos años. El británico Frank Whittle patentó un diseño de una turbina a reacción en 1930, y desarrolló un motor que podía ser usado para fines prácticos al final de la década. El alemán Hans von Ohain patentó su versión de motor a reacción en 1936, y comenzó a desarrollar una máquina semejante. Ninguno de ellos sabía del trabajo que desarrollaba el otro, por eso mismo, a ambos se les considera como sus inventores. A punto de terminar la Segunda Guerra Mundial, Alemania empleaba los primeros aviones de reacción y fabricaba una serie de Messerschmitt Me 262, el primer caza a reacción de la historia.
El hecho de que los aviones volasen a altitudes cada vez mayores, donde las turbulencias y otros factores climáticos no deseables son más raros, generó un problema: en altitudes mayores, el aire es menos denso, y por tanto, posee menores cantidades de oxígeno para la respiración. A medida que los aeroplanos pasaban a volar más alto, los pilotos, tripulantes y pasajeros tenían cada vez más dificultades para respirar. Los especialistas, para resolver este problema, crearían la cabina presurizada, que lograba mantener constante la presión atmosférica con independencia de la altura de vuelo. Estas se empezaron a hacer populares a finales de los años 1940, aunque el primer avión comercial con cabina presurizada fue el Boeing 307, que realizó su primer vuelo en 1938. Hoy en día, prácticamente todas las cabinas de aviones comerciales de pasajeros son cabinas presurizadas.

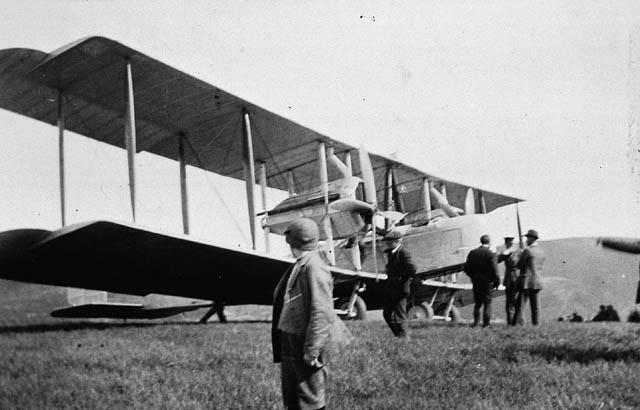
Avión Vickers en el que John William Alcock y Arthur Whitten Brown realizaron la primera travesía atlántica sin escalas

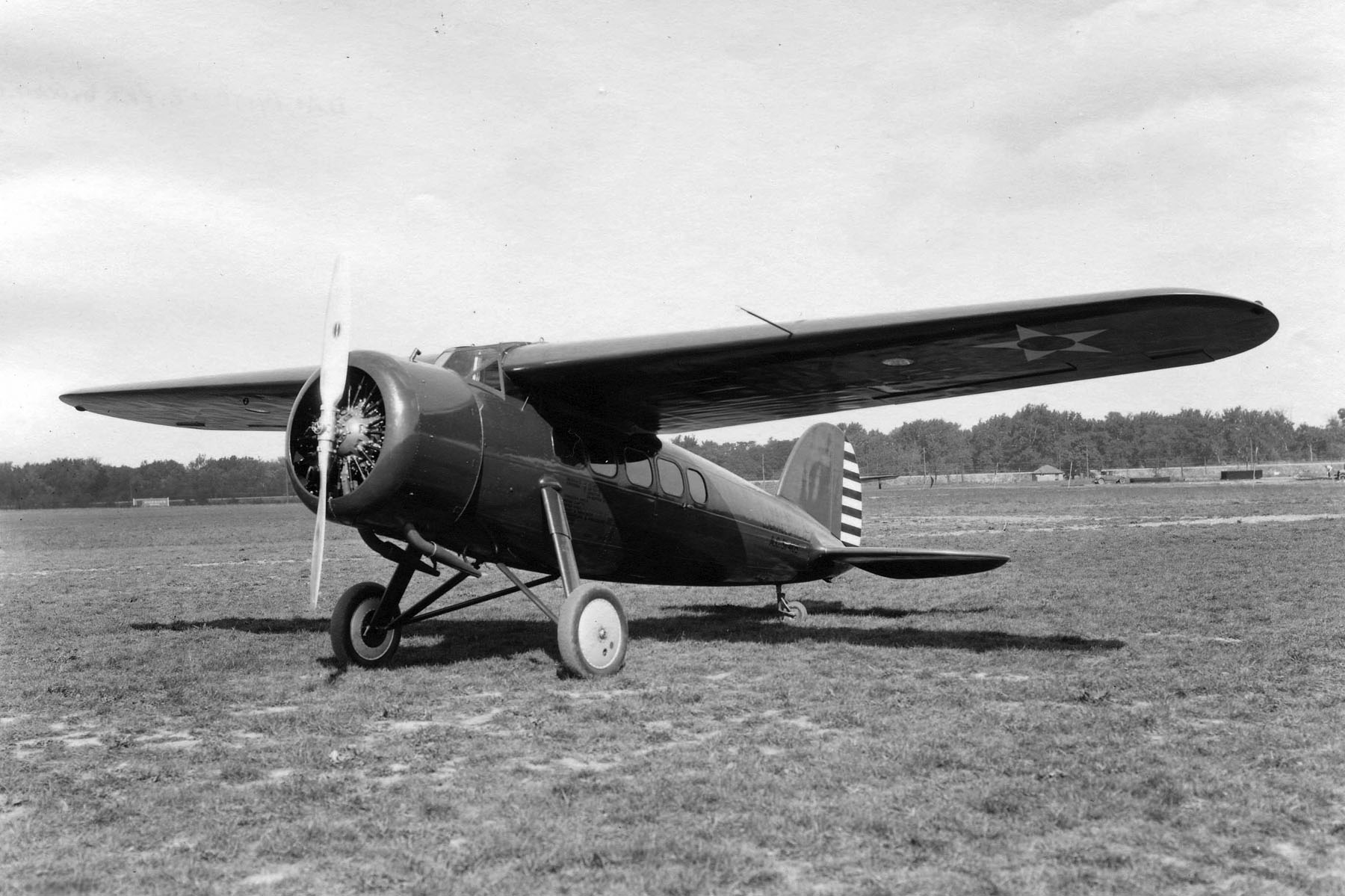
Lockheed Vega, avión utilizado por Amelia Earhart y Wiley Post.

Recorrido que realizaron Gago Coutinho y Sacadura Cabral en la primera travesía aérea del Atlántico sur en 1922.
Recorrido que realizó el hidroavión español Plus Ultra atravesando el Atlántico sur en 1926.

### Vuelos destacables en este periodo
- 1919: Los británicos John William Alcock y Arthur Whitten Brown, realizaron la primera travesía trasatlántica en un avión. Partieron desde Nueva Escocia (Canadá), hasta Clifden (Irlanda). El vuelo recorrió 3138 km, y duró aproximadamente 12 horas.[65]
- 1922: Los aviadores portugueses, Sacadura Cabral (piloto) y el Gago Coutinho (navegante) realizaron la primera travesía aérea del Atlántico sur.[84]
- 1924: un equipo de aviadores de las Fuerzas Aéreas del Ejército de los Estados Unidos realizan con éxito la primera circunnavegación aérea, durante 175 días, recorriendo más de 42 000 kilómetros.[85]
- 1926:
  - El hidroavión español Plus Ultra, a los mandos de Ramón Franco y Julio Ruiz de Alda, cruzó el Atlántico Sur desde la localidad de Palos de la Frontera (Huelva, España) hasta Buenos Aires (Argentina).[86]
  - La Escuadrilla Elcano, al mando de los capitanes españoles Eduardo González-Gallarza, Joaquín Loriga Taboada y Rafael Martínez Esteve, junto a sus mecánicos Pérez, Calvo y Joaquín Arozamena Postigo, realiza un raid entre Madrid (España) y Manila (Filipinas) de 17 000 km, en 18 etapas y a lo largo de 39 días.[87]
  - Los exploradores estadounidenses Richard Evelyn Byrd y Floyd Bennett realizaron el primer vuelo sobre el Polo Norte.[88]
  - Los argentinos Eduardo Alfredo Olivero, junto a Bernardo Duggan y Emilio Campanelli, realizaron un vuelo entre Buenos Aires y Nueva York, en 37 etapas y a lo largo de 81 días.[89]
- 1927:
  - Charles Lindbergh se convirtió en la primera persona en cruzar el océano Atlántico en un vuelo de un avión en solitario. Su avión despegó desde Nueva York (Estados Unidos) y aterrizó en Le Bourget (París, Francia), después de haber recorrido 5810 km en 33 horas y 32 minutos.[77]
  - Los franceses Dieudonne Costes y Joseph Le Brix realizaron la primera travesía aérea sin escalas del atlántico sur, volando desde Saint Louis (Senegal) hasta Natal (Brasil), en un vuelo que iba desde París hasta Buenos Aires.[90]
- 1928:
  - Charles Kingsford Smith y Charles Ulm realizaron el primer vuelo sobre el océano Pacífico, partiendo desde Oakland (California, Estados Unidos) hasta Brisbane (Australia), realizando escalas en Honolulu y Suva.[91]
  - El aviador español Juan de la Cierva sobrevoló el canal de la Mancha en un autogiro, aeronave de ala rotativa inventada por él mismo.[92]
- 1929: Richard Byrd y su tripulación realizaron el primer vuelo sobre el Polo sur.[88][93]
- 1930: Amy Johnson se convirtió en la primera mujer en viajar sola entre Inglaterra y Australia.[94]
- 1931: los pilotos estadounidenses Clyde Pangborn y Hugh Herndon Jr. realizaron el primer vuelo a través del océano Pacífico sin escalas, entre Tokio (Japón) y Wenatchee (Washington, Estados Unidos).[95]
- 1932: La estadounidense Amelia Earhart se convirtió en la primera mujer en realizar un vuelo trasatlántico en solitario, al partir desde Harbour Grace (Canadá) y llegar a Londonderry (Reino Unido). El vuelo tuvo una duración de 15 horas y 18 minutos.[96]
- 1933:
  - Los españoles Mariano Barberán, Joaquín Collar Serra y Modesto Madariaga, realizaron la travesía del océano Atlántico, entre Sevilla (España) y Camagüey (Cuba), a bordo de un Breguet XIX GR llamado Cuatro Vientos, siendo la mayor distancia recorrida hasta ese momento sobre el océano.[97]
- 1934:
  - El letón Herberts Cukurs, con un avión diseñado y construido por él mismo, partió de Riga (Letonia) hacia Banjul (Gambia) y vuelve, en un viaje de más de 19 000 km.[98]
- 1935: Amelia Earhart se convirtió en la primera persona en volar entre América del Norte y Hawái en un solo vuelo.[96][99]
- 1936: Herbert Cukurs, con un avión diseñado y construido por él mismo, partió de Riga (Letonia) hacia Tokio (Japón), y volvió, en un vuelo de 40 045 km.[100]
- 1937: Amelia Earhart desapareció en el océano Pacífico, en su intento de convertirse en la primera mujer que da la vuelta al mundo en un avión, junto con su compañero Fred Noonan.[101][102]

## 1939-1945: Segunda Guerra Mundial

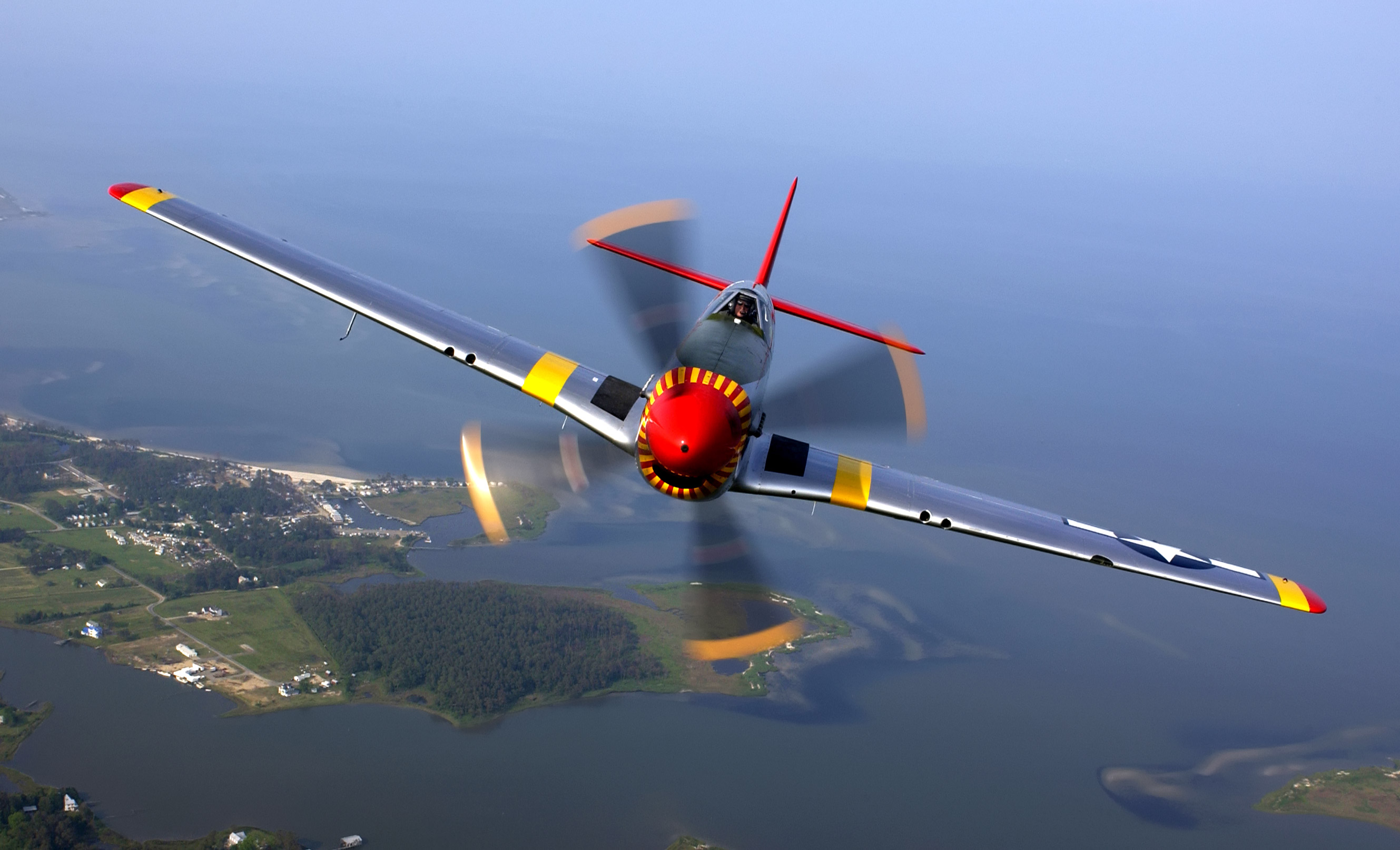
P-51 Mustang de fabricación estadounidense

Los años de la Segunda Guerra Mundial se caracterizaron por un drástico crecimiento en la producción de aviones, y por el gran desarrollo de la tecnología relacionada con la aviación. En la siguiente tabla se puede comprobar el crecimiento exponencial en la producción de aviones en este periodo:
| Tipo de avión             | Año 1940 | Año 1941 | Año 1942 | Año 1943 | Año 1944 | Año 1945 | Unidades totales |
| ------------------------- | -------- | -------- | -------- | -------- | -------- | -------- | ---------------- |
| Bombarderos muy pesados   | 0        | 0        | 4        | 91       | 1147     | 2657     | 3.899            |
| Bombarderos pesados       | 19       | 181      | 2241     | 8695     | 3681     | 27 874   | 42 691           |
| Bombarderos medianos      | 24       | 326      | 2429     | 3989     | 3636     | 1432     | 11 836           |
| Bombarderos ligeros       | 16       | 373      | 1153     | 2247     | 2276     | 1720     | 7785             |
| Aviones de combate        | 187      | 1727     | 5213     | 11 766   | 18 291   | 10 591   | 47 775           |
| Aviones de reconocimiento | 10       | 165      | 195      | 320      | 241      | 285      | 1216             |
| Aviones de transporte     | 5        | 133      | 1264     | 5072     | 6430     | 3043     | 15 947           |
| Aviones de entrenamiento  | 948      | 5585     | 11 004   | 11 246   | 4861     | 825      | 34 469           |
| Aviones de enlace         | 0        | 233      | 2945     | 2463     | 1608     | 2020     | 9269             |
| Total anual               | 1209     | 8723     | 26 448   | 45 889   | 42 171   | 50 447   | 174 887          |

Durante el conflicto se desarrollaron los primeros bombarderos de larga distancia, el primer avión de reacción de uso práctico y el primer caza con reactores. Al inicio de la guerra, los cazas podían alcanzar velocidades máximas de 480 km/h y volar a una altitud de 9000 metros. Al finalizar la guerra, después de todas las investigaciones y desarrollos realizados por ambos bandos, los cazas estaban volando a 640 km/h y muchos alcanzaban los 12 000 metros de altura.

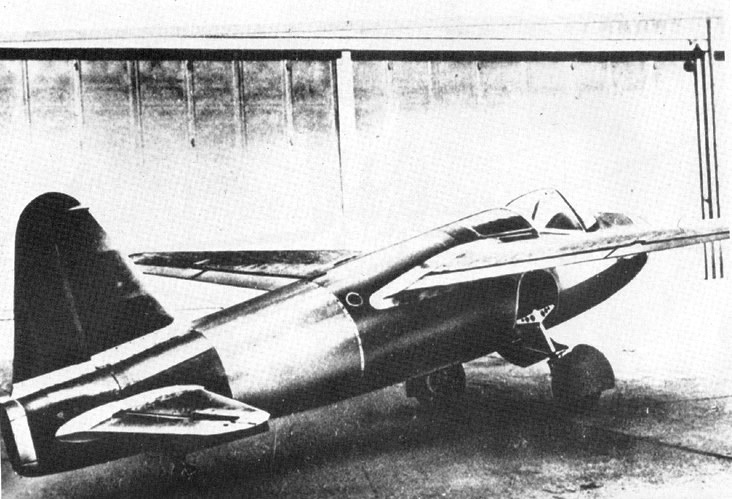
Heinkel He 178, primer avión de reacción que realizó un vuelo controlado

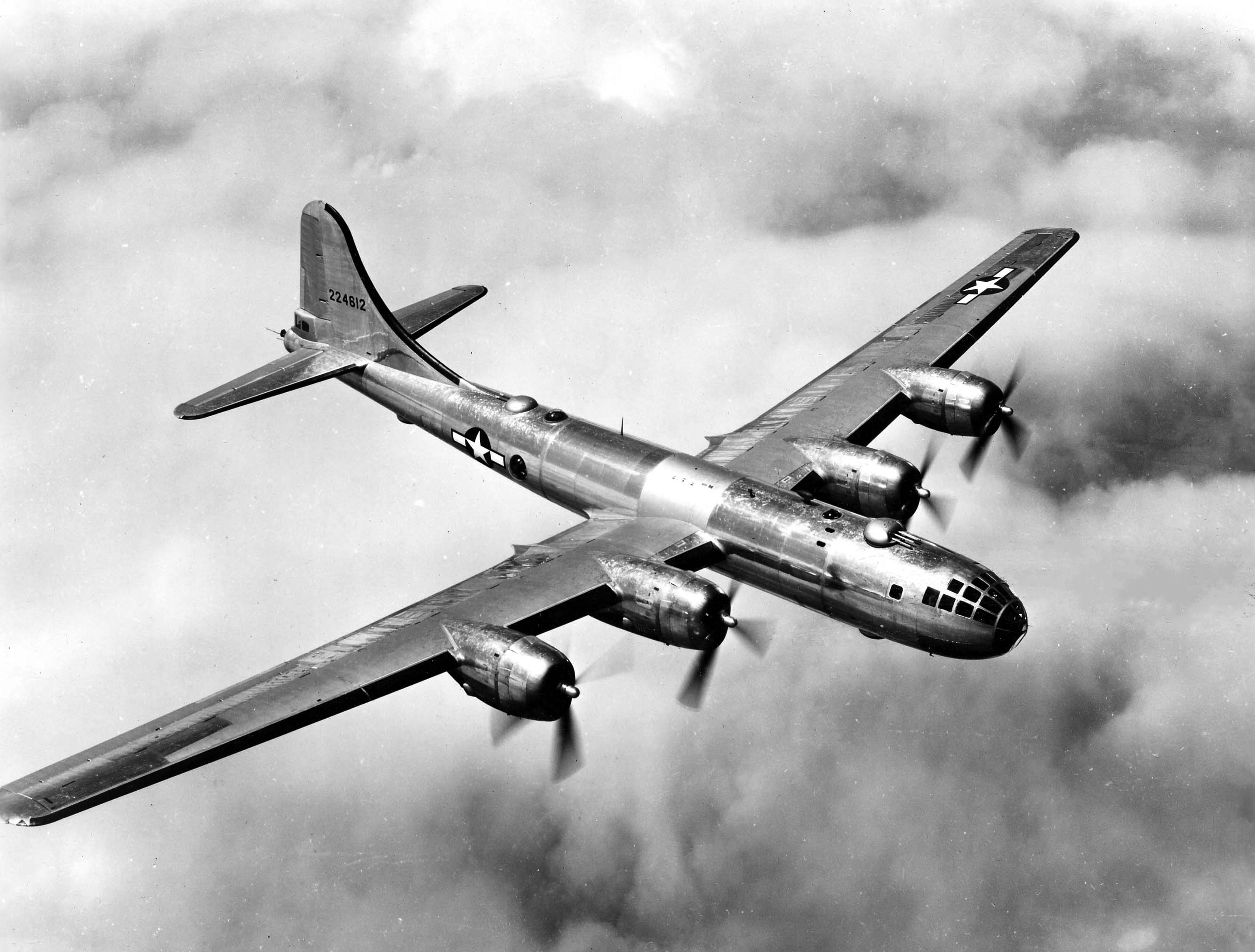
Bombardero estadounidense Boeing B-29 Superfortress en vuelo

Los cazas a reacción desarrollados a lo largo del conflicto podían desplazarse todavía más rápido, pero no se usaron hasta el final de la guerra. El primer reactor funcional fue el alemán Heinkel He 178, que realizó su primer vuelo en 1939, poco antes de empezar la guerra. Años después, en 1944, el Messerschmitt Me 262 se convirtió en el primer caza a reacción que operó durante la guerra, y podía alcanzar una velocidad máxima de 900 km/h. Un prototipo alemán, el Messerschmitt Me 163 era capaz de alcanzar 970 km/h en vuelos cortos, y sirvió de base para el Messerschmitt Me 163 Komet, el caza más rápido de la guerra, que se empleó en algunas misiones al final de la guerra, en 1945. Los alemanes también crearon los primeros misiles balísticos de larga distancia, el V-1 y el V-2.
Los bombarderos de la Segunda Guerra Mundial eran capaces de cargar el doble de carga y recorrer el doble de distancia que los existentes antes de la guerra. Los bombarderos de larga distancia fueron los que causaron más impacto en el transcurso de la guerra, ya que los cazas a reacción comenzaron a operar al final de la guerra, y la derrota alemana era cuestión de tiempo. Los misiles V-1 eran ineficientes y los V-2 no fueron producidos en grandes cantidades. El caza estadounidense North American P-51 Mustang resultó clave junto a los bombarderos pesados, ya que les servían de protección frente a los cazas enemigos. Otros aviones famosos de la guerra fueron el caza británico Supermarine Spitfire, considerado como «el salvador del Reino Unido«, el caza japonés Mitsubishi A6M Zero y el bombardero estadounidense Boeing B-29 Superfortress.

## 1945-1980

### Turbohélices

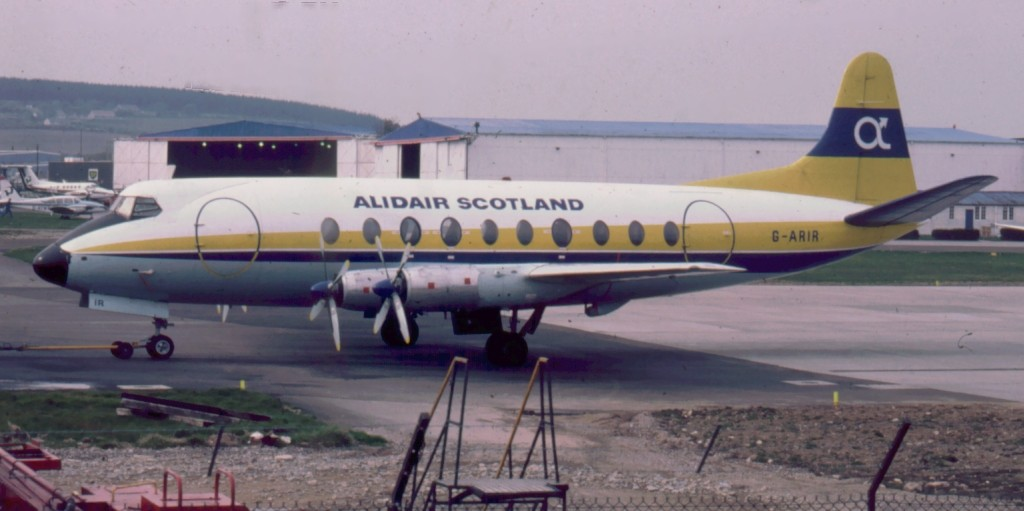
Vickers Viscount, primer avión comercial turbohélice en entrar en servicio (año 1950)

Después del fin de la Segunda Guerra Mundial, la aviación comercial pasó a desarrollarse de manera independiente a la aviación militar. Las empresas fabricantes de aviones pasaron a crear modelos especialmente diseñados para el transporte de pasajeros y, durante los primeros años después de la guerra, las líneas aéreas usaron aviones militares modificados para uso civil, o versiones derivadas de los mismos, entre los que cabría destacar el Boeing 377 Stratocruiser, que derivaba del Boeing C-97 Stratofreighter, y que se convirtió en el primer avión de dos pisos de la historia de la aviación, ya que su fuselaje denominado de «burbuja doble» permitía que en la parte superior albergara una cubierta con asientos, y en la inferior llevara una pequeña sala vip a la que se accedía mediante una escalera de caracol, y que a la vez fue el mayor avión comercial hasta la llegada del Boeing 707 en 1958.
De las aeronaves comerciales que se desarrollaron en este periodo, destacan los cuatrimotores Douglas DC-4 y el Lockheed Constellation, que fueron usados para vuelos locales de pasajeros o de media distancia. También realizaron rutas transoceánicas, pero para estas necesitaban hacer escalas para reabastecerse de combustible. Los vuelos transoceánicos necesitaban de motores más potentes, que ya existían en 1945 en forma de turbinas a reacción, pero estos, en ese momento todavía consumían demasiado combustible y con ellas un avión solo podría recorrer pequeñas distancias.
Para resolver este problema, aunque fuera de manera temporal, se desarrollaron motores turbohélices, que eran propulsores capaces de generar más de tres mil caballos de fuerza. Estos motores comenzarían a ser empleados en los Vickers Viscount, Lockheed L-188 Electra o Ilyushin Il-18, aviones capaces de transportar entre 75 y 110 pasajeros entre las ciudades de Nueva York y París sin escalas y a una velocidad de crucero de más de 500 km/h.

### Era de los reactores

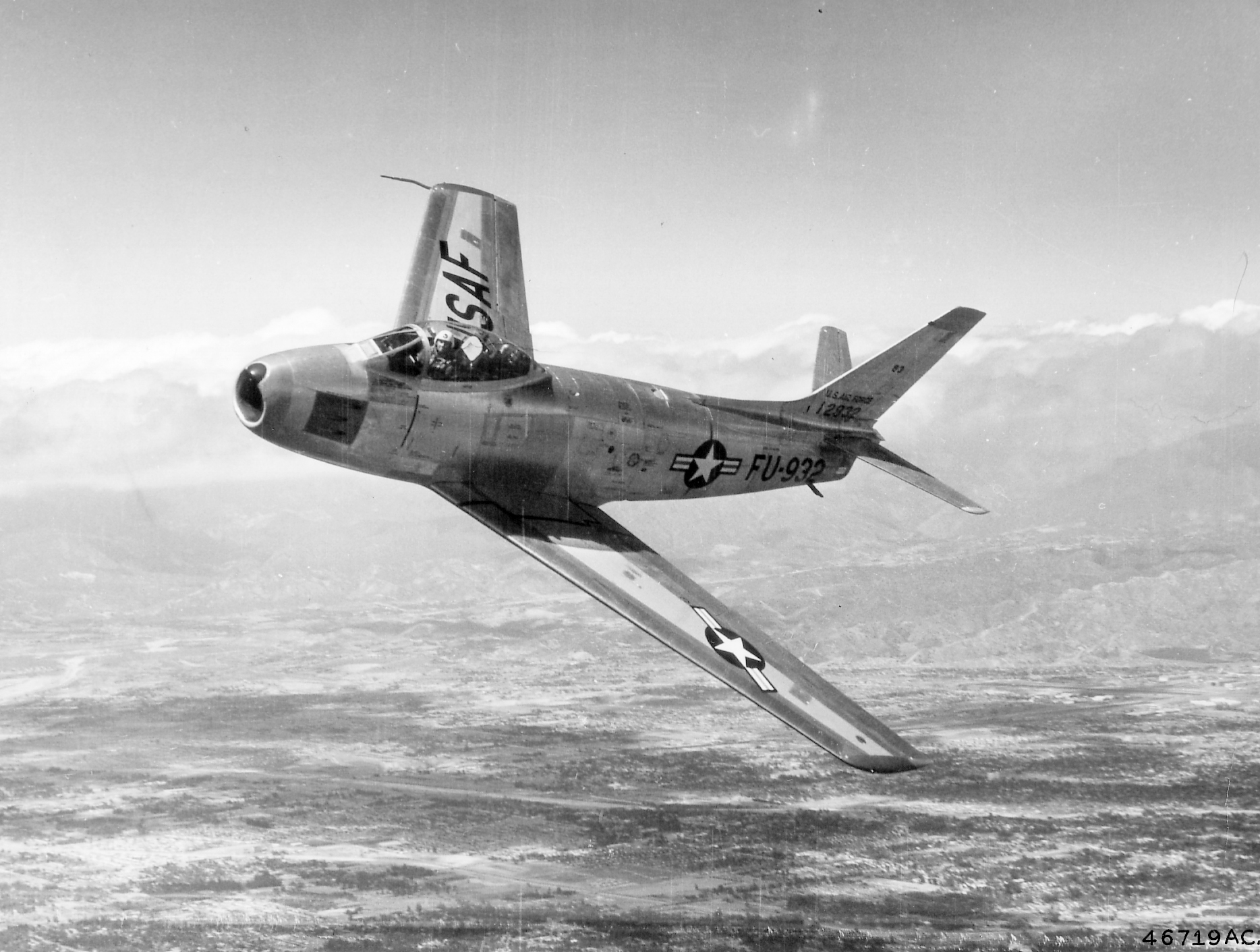
Caza a reacción North American F-86 Sabre empleado en la guerra de Corea

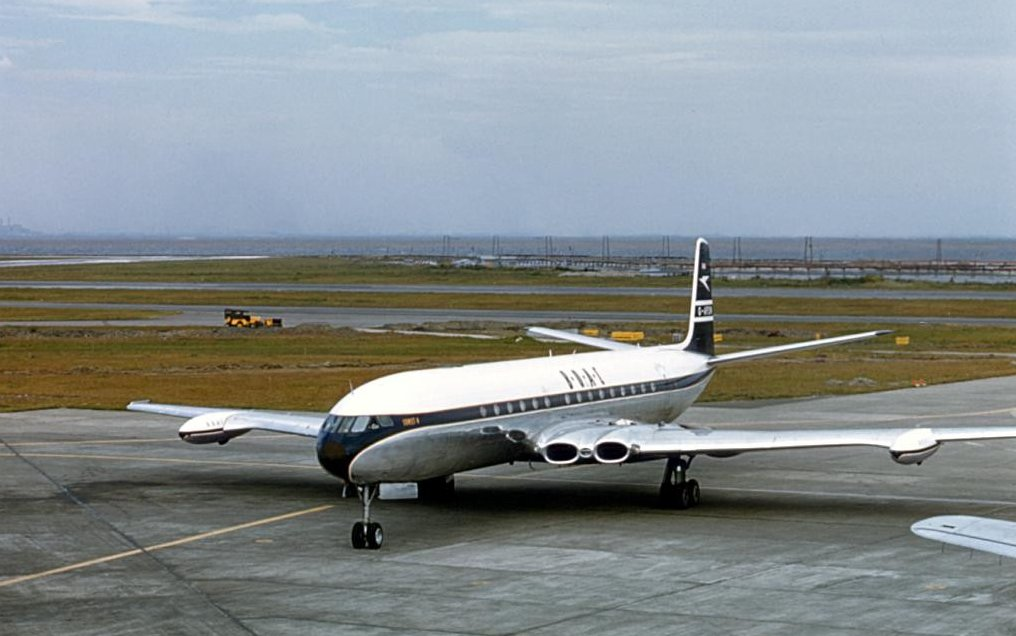
De Havilland Comet, primer avión de reacción para el transporte de pasajeros

A finales de los años 1940, los constructores de aviones comenzaron a utilizar las turbinas sobrantes de los cazas a reacción producidos durante la Segunda Guerra Mundial. En un principio, los Estados Unidos y la Unión Soviética querían turbinas a reacción para producir bombarderos y cazas cada vez mejores, y así mejorar todavía más su arsenal militar. Cuando comenzó la guerra de Corea en 1950, tanto los Estados Unidos como la Unión Soviética disponían de cazas a reacción, entre los que destacaban el estadounidense North American F-86 Sabre y el soviético MiG-15.
En cuanto al primer avión de reacción de carácter comercial de la historia de la aviación, fue el De Havilland Comet de fabricación británica. El Comet comenzó su uso como avión de pasajeros en 1952, siendo capaz de volar a 850 km/h, y con una cabina presurizada y relativamente silenciosa. Este aeroplano comenzó siendo un éxito comercial, y muchas líneas aéreas hicieron pedidos. Pero dos accidentes ocurridos en 1954 en medio del mar, hicieron que surgieran grandes dudas en lo relativo a la seguridad del avión. La causa principal de los accidentes fue debida a la fatiga del metal alrededor de la ventanilla donde se alojaba la unidad de radio, y de las ventanillas que ambas eran cuadradas, que terminaron por sucumbir por las aristas a la presurizacion de la cabina. De ahí que desde entonces las ventanillas de los aviones son ovaladas, para disipar la energía alrededor de ellas. La compañía De Havilland intentó salvar su avión, cuyas ventas habían caído drásticamente, a través de algunas modificaciones estructurales, pero un tercer accidente ocurrido en 1956 hizo que de nuevo las ventas cayeran, y al final la producción cesó en 1964.
La norteamericana Boeing lanzó el Boeing 707 en 1958, el cual se convirtió en el primer avión de pasajeros a reacción que tuvo éxito. Los ingenieros que desarrollaron el modelo, dedicaron especial empeño en que los errores que se habían cometido en el De Havilland Comet no se dieran en el 707. Los modelos a reacción Douglas DC-8 y Convair 880 fueron lanzados algunos años después, aunque el éxito comercial que ambos modelos tuvieron fue más modesto que el que alcanzó el 707, del que se produjeron un total de 1010 unidades, convirtiendo a la Boeing desde entonces, en el mayor fabricante de aviones del mundo.
Los modelos 727, 737 y 747 son derivados directos del 707. El Boeing 737, cuya producción fue iniciada en 1964 es el avión para transporte de pasajeros más producido y popular de la historia, con más de seis mil unidades producidas, y ya entrado el siglo XXI, el modelo continúa en producción, gracias a todas las mejoras y variantes producidas.

### Aviones de fuselaje ancho

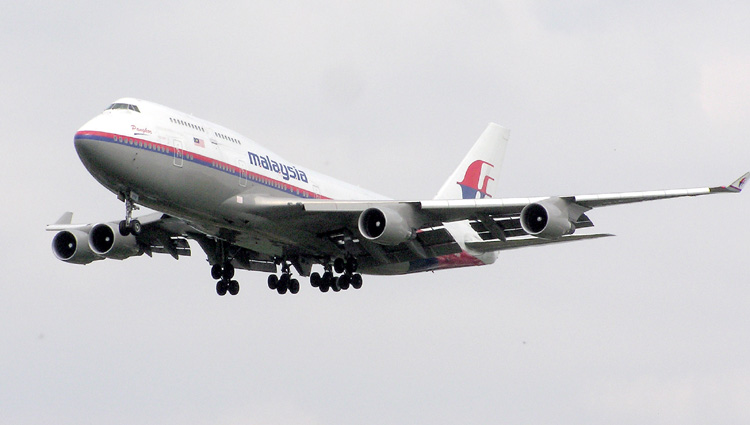
Boeing 747, el primer avión provisto de fuselaje ancho

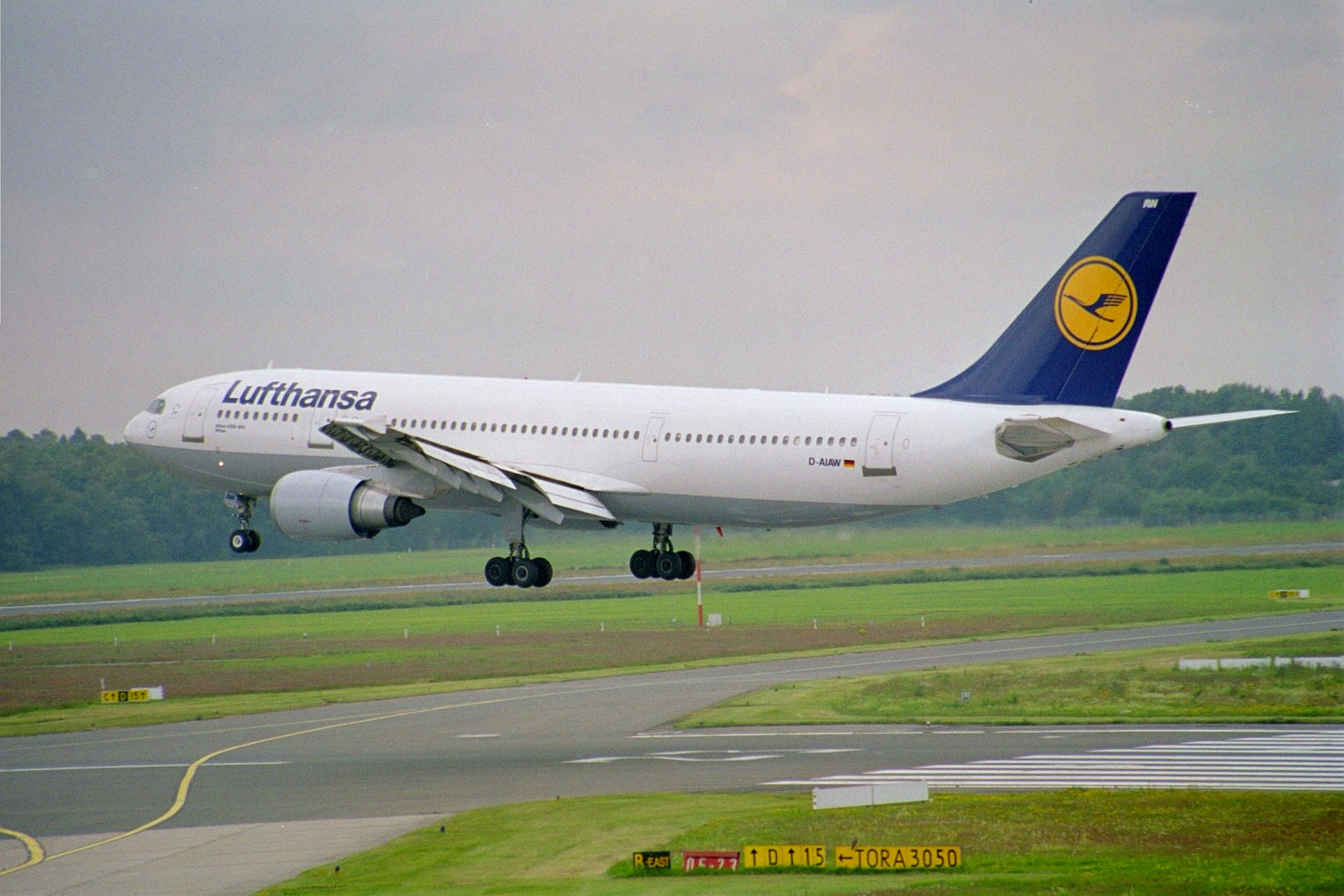
El A300, primer avión de Airbus

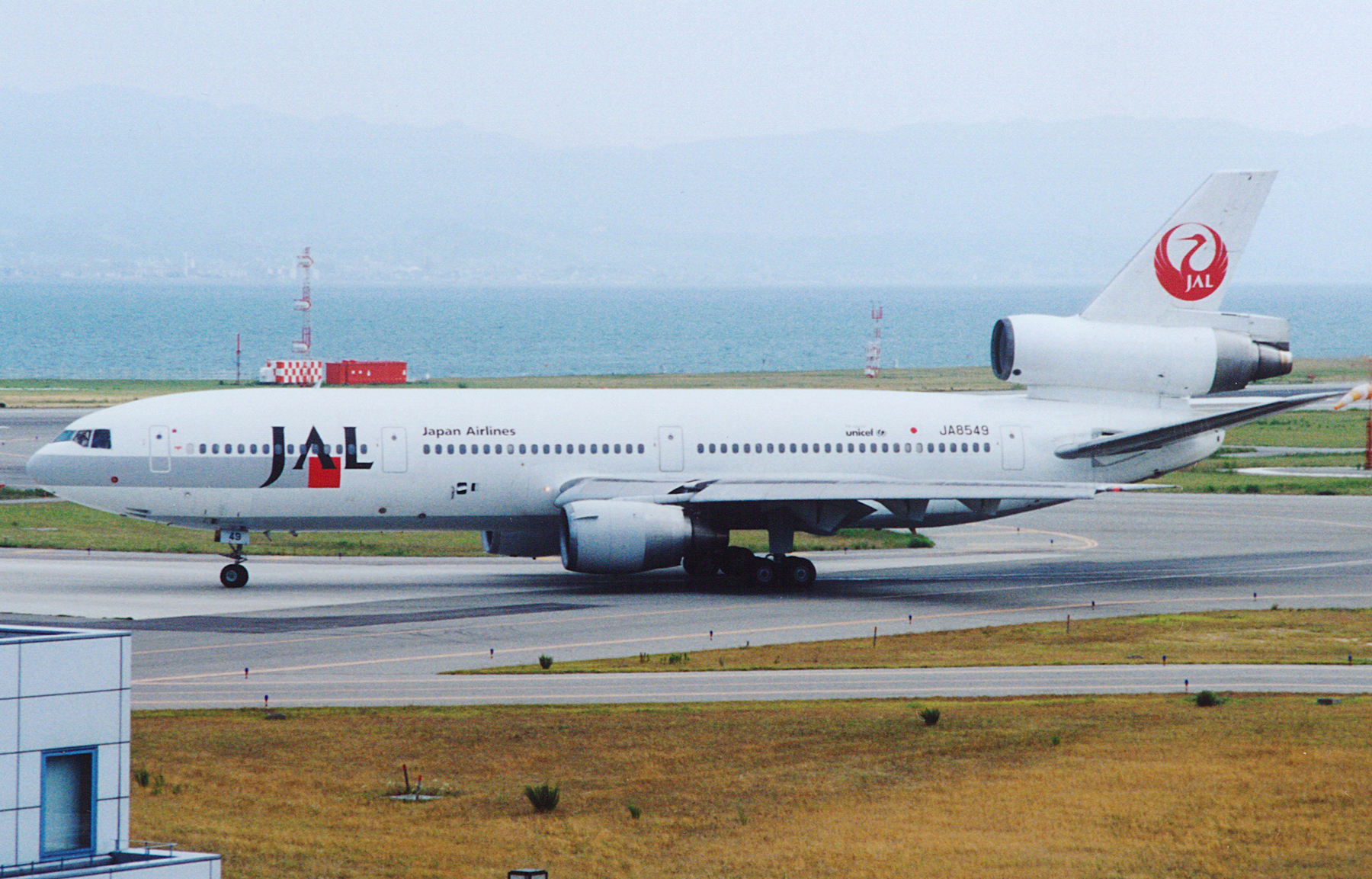
Trirreactor McDonnell Douglas DC-10

Los aviones de fuselaje ancho son aviones comerciales que poseen tres filas de asientos separadas por dos pasillos. Se crearon para proporcionar más comodidad a los pasajeros, y facilitar su movilidad y la de los tripulantes por el avión.
El primer avión que poseía un fuselaje ancho fue el Boeing 747, apodado Jumbo, capaz de transportar a más de 500 pasajeros en un único vuelo. Fue presentado en 1968, y en ese momento muchos pensaban que no tendría éxito comercial, por lo que Boeing pasó por problemas económicos durante el proceso de desarrollo del avión. Sin embargo, el Jumbo se convirtió en todo un logro comercial, rompiendo todas las expectativas, y pasando a servir rutas con mucha densidad de pasajeros. Desde su lanzamiento fue el avión comercial más grande del mundo hasta la aparición del Airbus A380, ya en el siglo XXI.
En la década de 1970, aparecieron los primeros trirreactores comerciales, el McDonnell Douglas DC-10 y el Lockheed L-1011 TriStar, capaces de realizar rutas intercontinentales, también el nacimiento del F-14 Tomcat el 21 de diciembre de ese año y que tuvieron un gran éxito en su momento. Años después, también se produciría un derivado del DC-10, el McDonnell Douglas MD-11.
El primer birreactor de fuselaje ancho fue el Airbus A300, un avión comercial de medio alcance, fabricado por el consorcio europeo Airbus. La norteamericana Boeing contraatacó con el Boeing 767, similar al A300 pero que podía operar rutas más largas, y con el Boeing 757 para las rutas de medio alcance, pero que no disponía de fuselaje ancho. El Boeing 767 revolucionó la aviación comercial, ya que su largo alcance, sus bajos costes de operaciones y su capacidad de transporte (podía transportar más de 200 pasajeros) permitían vuelos regulares usando el menor número de aviones posible en rutas transatlánticas y en rutas anteriormente impracticables debido a los altos costes operacionales y al bajo número de pasajeros. Gracias a este avión, se popularizaron los viajes transatlánticos, y a finales de los años 1980 y principios de los años 1990, había más Boeing 767 cruzando el océano Atlántico diariamente, que todos los demás aviones comerciales sumados que operaban esas rutas, y durante los primeros años del siglo XXI, continúa siendo el avión que más veces es usado para cruzar el Atlántico diariamente, a pesar de la creciente competencia de aeroplanos más modernos y recientes.

### Vuelos supersónicos
Después del fin de la Segunda Guerra Mundial, la tecnología necesaria para la realización de vuelos supersónicos controlados todavía no estaba disponible. Además de eso, los aeroplanos aún no eran lo suficientemente resistentes para soportar las fuertes ondas de choque generadas por las velocidades supersónicas. Al nivel del mar, la velocidad del sonido es de aproximadamente 1225 km/h, pero a 15 000 metros de altura, esta es de apenas 1050 km/h. De hecho, algunos aviadores durante la Segunda Guerra Mundial, lograron pasar la barrera del sonido, pero con resultados catastróficos: las fuertes ondas de choque generadas por la velocidad, destruían los aviones, que no habían sido proyectados para alcanzar esas velocidades.
Llegado  1947, ingenieros estadounidenses pasaron a trabajar en pequeños prototipos de aviones no controlados. La mayor preocupación de los especialistas en aviación era que estos aviones resistiesen las ondas de choque que se crean a altas velocidades. Los buenos resultados obtenidos en estas pruebas llevarían a la producción de una serie de aviones que denominaron Aviones X (X-planes en inglés). El estadounidense Charles Yeager se convirtió en la primera persona en sobrepasar la velocidad del sonido, el 4 de octubre de 1947, pilotando un Bell X-1 bautizado como Glamorous Glennis.

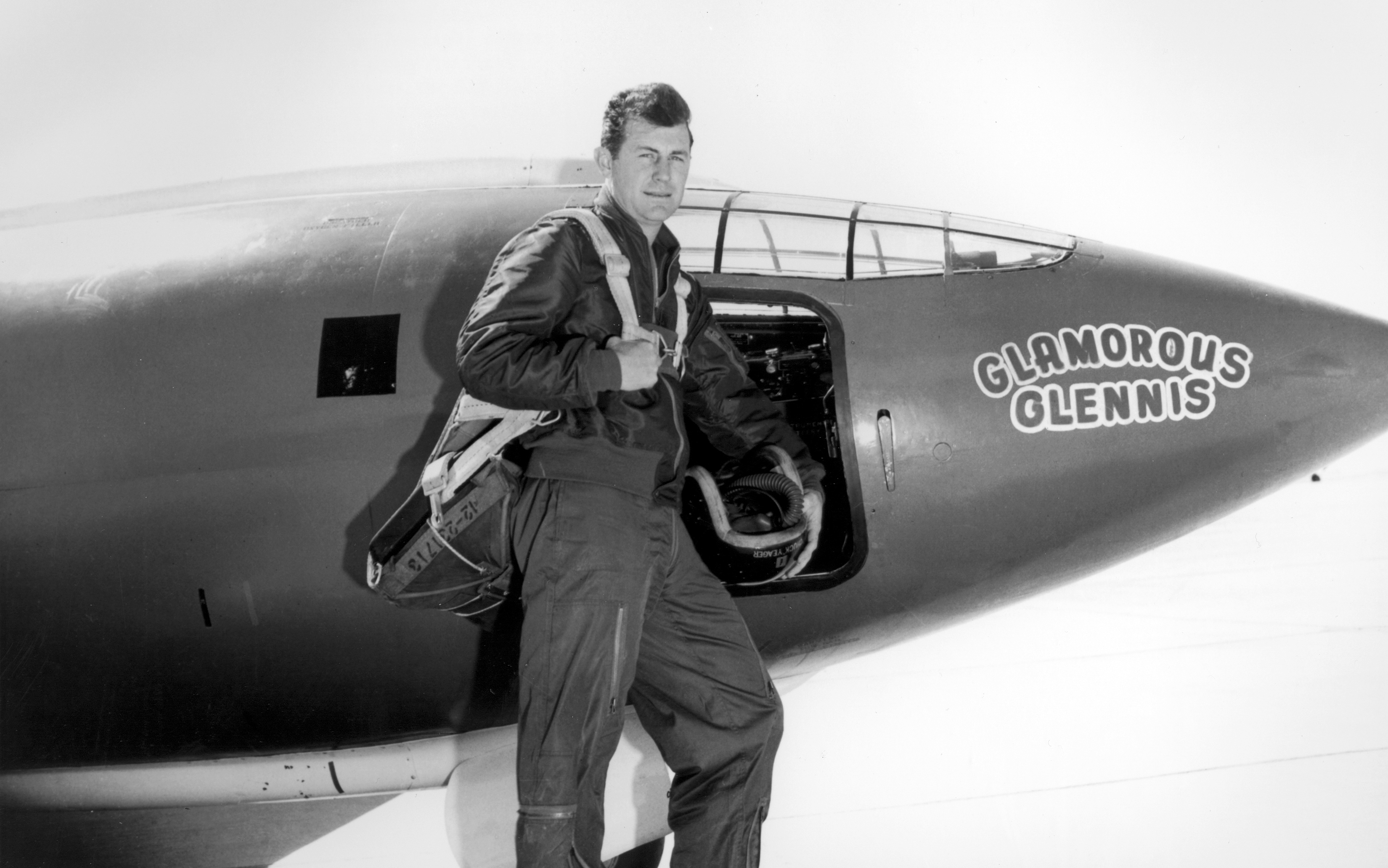
Charles Yeager, primer hombre en sobrepasar la velocidad del sonido junto al Bell X-1 Glamorous Glennis.

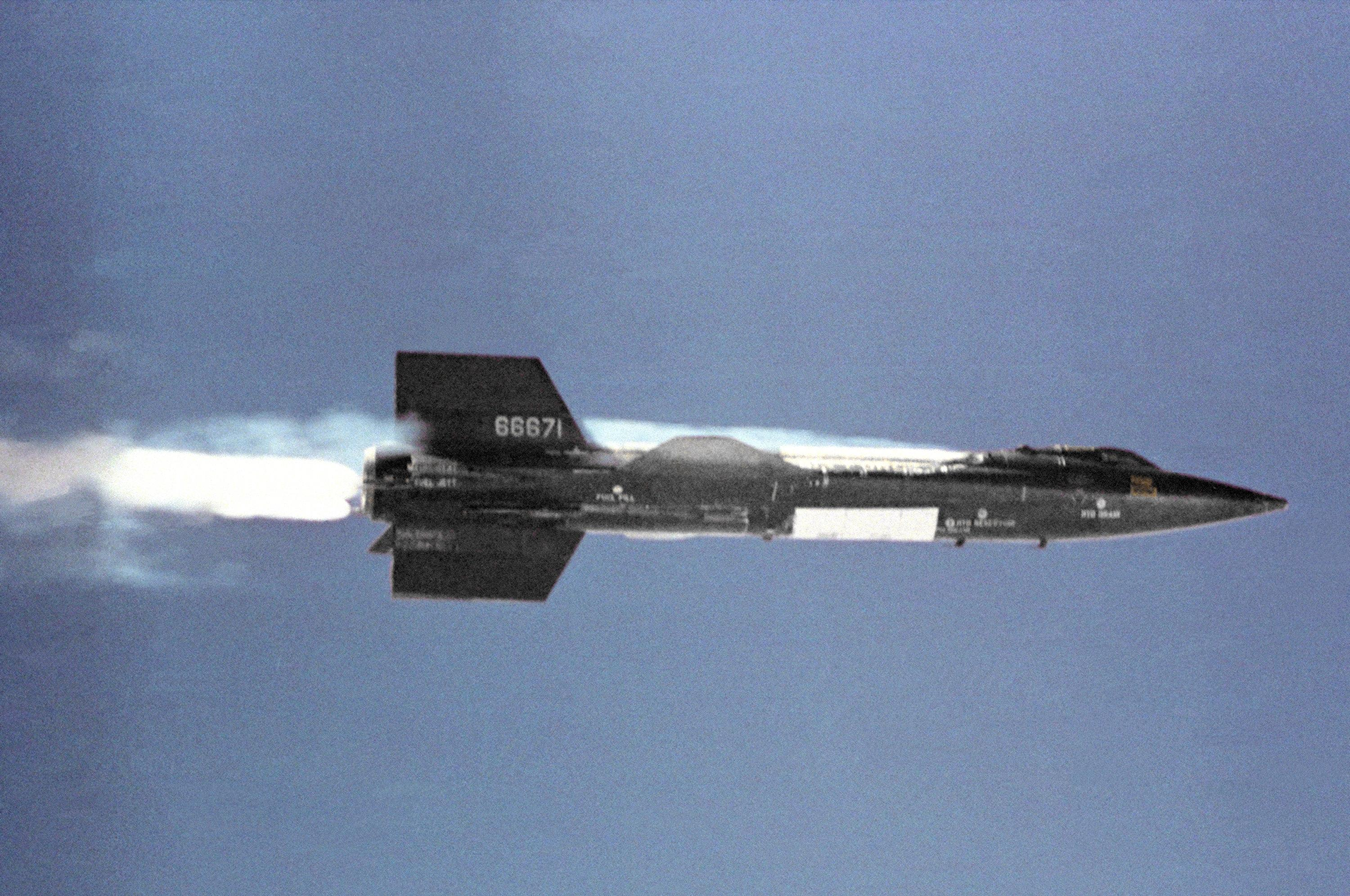
North American X-15 en vuelo

En 1962, el avión cohete North American X-15 se convirtió en el primer avión en llegar a la termosfera, pilotado por el estadounidense Robert White. Logró permanecer a una altitud de 95 936 metros durante dieciséis segundos, recorriendo en ese periodo aproximadamente 80 kilómetros. Este fue el primer vuelo de un avión por el espacio. Posteriormente, el X-15 llegaría a los 107 960 metros de altitud, y también se convirtió en el primer avión hipersónico (5 veces la velocidad del sonido), rompiendo diversos récords de velocidad, y superando Mach 6 (seis veces la velocidad del sonido) en diversos vuelos.
Los primeros aviones supersónicos para uso civil fueron creados a finales de los años 1960. El primer avión supersónico comercial del mundo fue el soviético Tupolev Tu-144, que realizó su primer vuelo el 31 de diciembre de 1968.
¡

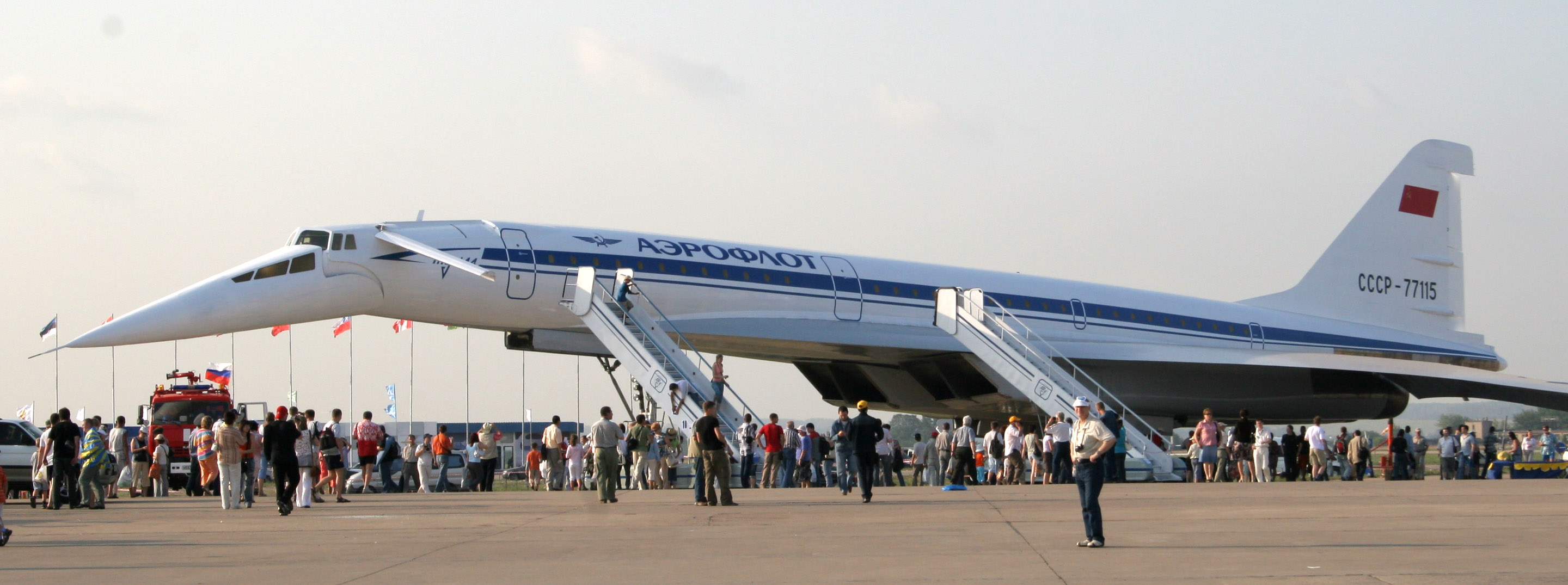
Tupolev Tu-144 en exposición

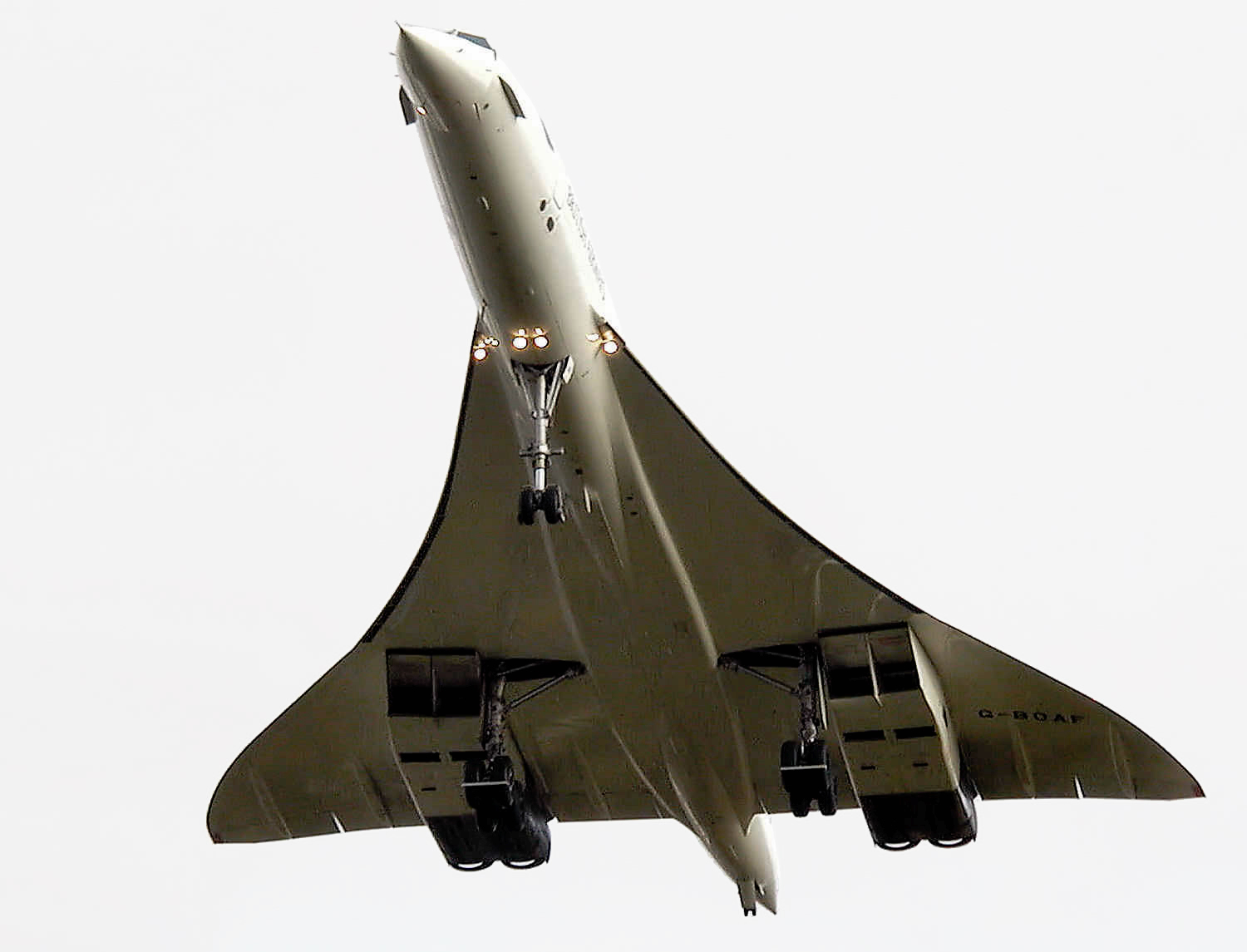
Concorde despegando

El Concorde, fabricado por un consorcio franco-británico, hizo su primer vuelo dos meses después. El Tu-144 comenzó sus primeros vuelos de pasajeros en 1977, pero por causa de problemas operacionales, dejó de ser utilizado como avión para el transporte de personas al año siguiente. En cuanto al Concorde, realizó sus primeros vuelos comerciales en 1976, sirviendo en rutas transatlánticas. Ambas aeronaves han sido, hasta el momento, las únicas aeronaves supersónicas comerciales que se han desarrollado. En el 2004, se suspendieron sus vuelos comerciales quedando los Concorde como ejemplares en museos de aviación alrededor del mundo.

### De la Tierra al espacio
Con la carrera espacial siendo uno de los puntos clave de la Guerra Fría entre Estados Unidos y la Unión Soviética, el cielo dejó, literalmente, de ser el límite, al menos para los vuelos controlados. En 1957 el satélite soviético Sputnik se convirtió en el primer satélite en orbitar la tierra, y en 1961, el cosmonauta soviético Yuri Gagarin se convirtió en la primera persona en viajar al espacio, orbitando una vez alrededor del planeta, y permaneciendo allí durante 108 minutos. Los Estados Unidos reaccionaron meses más tarde lanzando al astronauta Alan Shepard al espacio, y años después, lanzando la primera misión a la Luna dentro del Programa Apolo. El 20 de julio de 1969 Neil Armstrong, comandante de la misión Apolo 11 se convertiría en la primera persona en pisar la luna.

## 1980-2000

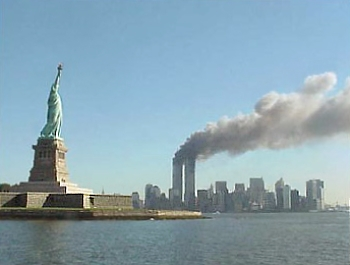
Los Atentados del 11 de septiembre de 2001 supusieron un antes y un después en el mundo de la aviación

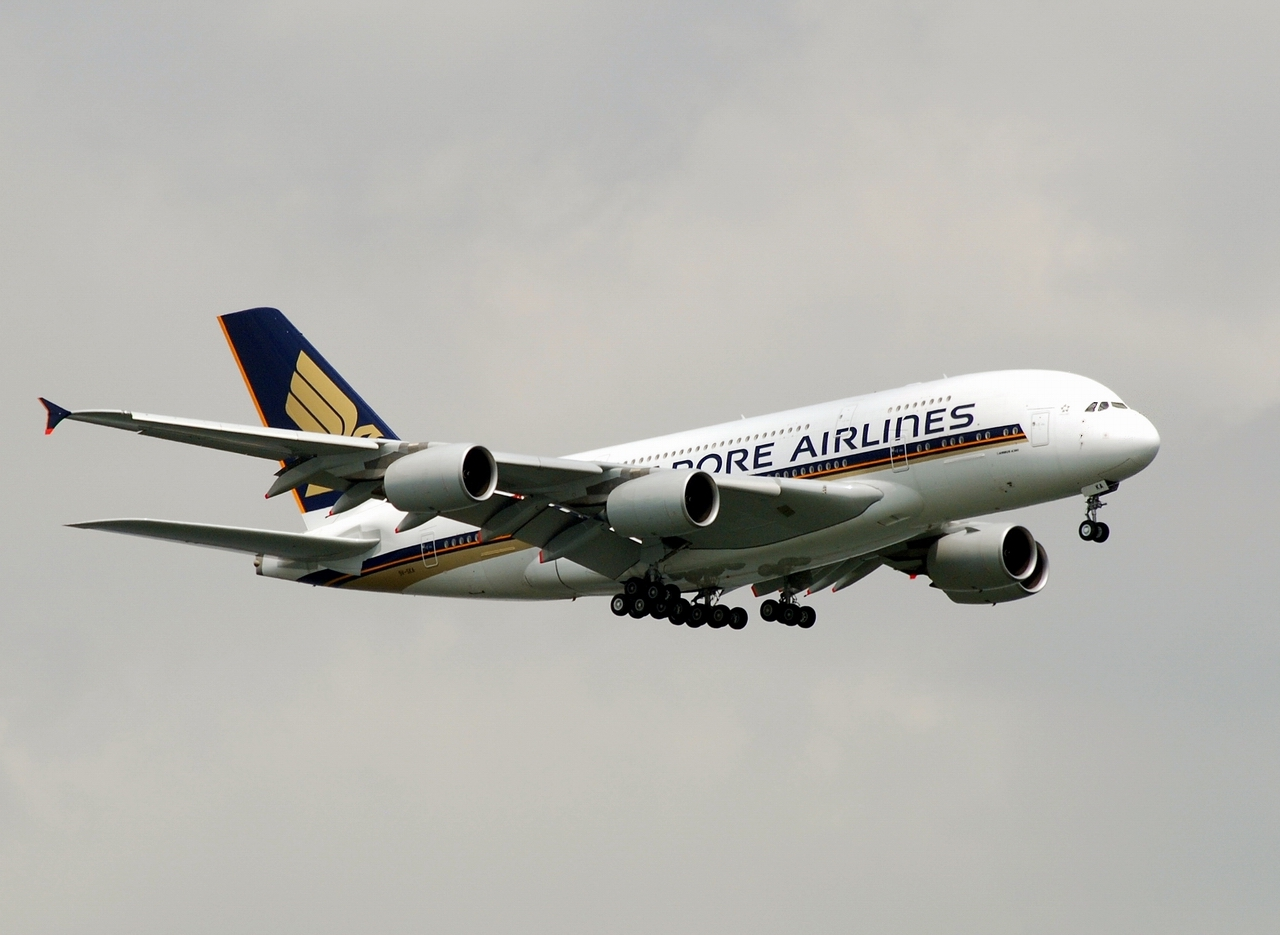
Airbus A380, el avión comercial más grande del mundo

El 12 de junio de 1994 el Boeing 777 realizó su primer vuelo, convirtiéndose en el primer avión diseñado y planeado completamente con ordenadores, y en la actualidad es el mayor avión birreactor del mundo. Junto al cuatrirreactor Airbus A340, son los aviones con mayor alcance operacional del planeta, pudiendo recorrer más de 16 000 kilómetros en un único vuelo.
Desde los años 1970, los aeropuertos y aviones comerciales pasaron a ser uno de los objetivos preferidos de ataques terroristas (piratería aérea). El peor de estos ataques ocurrió en 2001, cuando dos aviones de American Airlines y dos de United Airlines fueron utilizados en los atentados del 11 de septiembre. Como consecuencia directa de este acontecimiento, el número de viajeros de avión disminuyó en la mayoría de líneas aéreas, y muchas de ellas se enfrentaron a grandes dificultades financieras en los años siguientes. Los efectos del ataque, aunque minimizados, todavía persisten en varias compañías. El resultado de la amenaza terrorista es el incremento de medidas de seguridad que se toman en los aeropuertos desde entonces.

## SigloXXI
Desde el inicio del siglo XXI, la aviación subsónica pretende sustituir al piloto por aeronaves controladas a distancia o por ordenadores. En abril de 2001, el avión no tripulado denominado Northrop Grumman RQ-4 Global Hawk voló desde la Base de la Fuerza Aérea Edwards (California, Estados Unidos) hasta Australia, sin escalas y sin reabastecerse de combustible, tardando 23 horas y 23 minutos, siendo el vuelo más largo realizado por un avión no tripulado.
Uno de los Concorde de Air France sufrió un accidente el 25 de julio de 2000, cuando una turbina del avión comenzó a arder, haciendo que se estrellara en Gonesse (Francia) poco después de despegar. Hasta entonces, el Concorde era considerado el avión comercial más seguro del mundo. Pasó por un proceso de modernización hasta el 2003, pero por causa del bajo número de pasajeros y de los altos costes operacionales, todos los aparatos dejaron de volar en 2003, cuando British Airways retiró el último en servicio, y desde entonces ningún avión supersónico realiza vuelos comerciales.
El 27 de abril de 2005, el Airbus A380 voló por primera vez, y el 25 de octubre de 2007, con la realización de su primer vuelo comercial entre Singapur y Sídney, se convirtió en el mayor avión comercial de pasajeros del mundo, superando al Boeing 747, que había ostentado ese récord desde que realizó su primer vuelo en 1969. Pero aun así, el A380 es superado en tamaño por el Antonov An-225, que realizó su primer vuelo el 21 de diciembre de 1988, y desde entonces es el mayor avión de la historia.
El 15 de diciembre de 2009, después de dos años de retraso, el Boeing 787 realiza su primer vuelo en las instalaciones que la compañía tiene en el aeropuerto de Paine Field (Everett, Washington, Estados Unidos), convirtiéndose en el primer avión comercial fabricado principalmente con materiales compuestos.

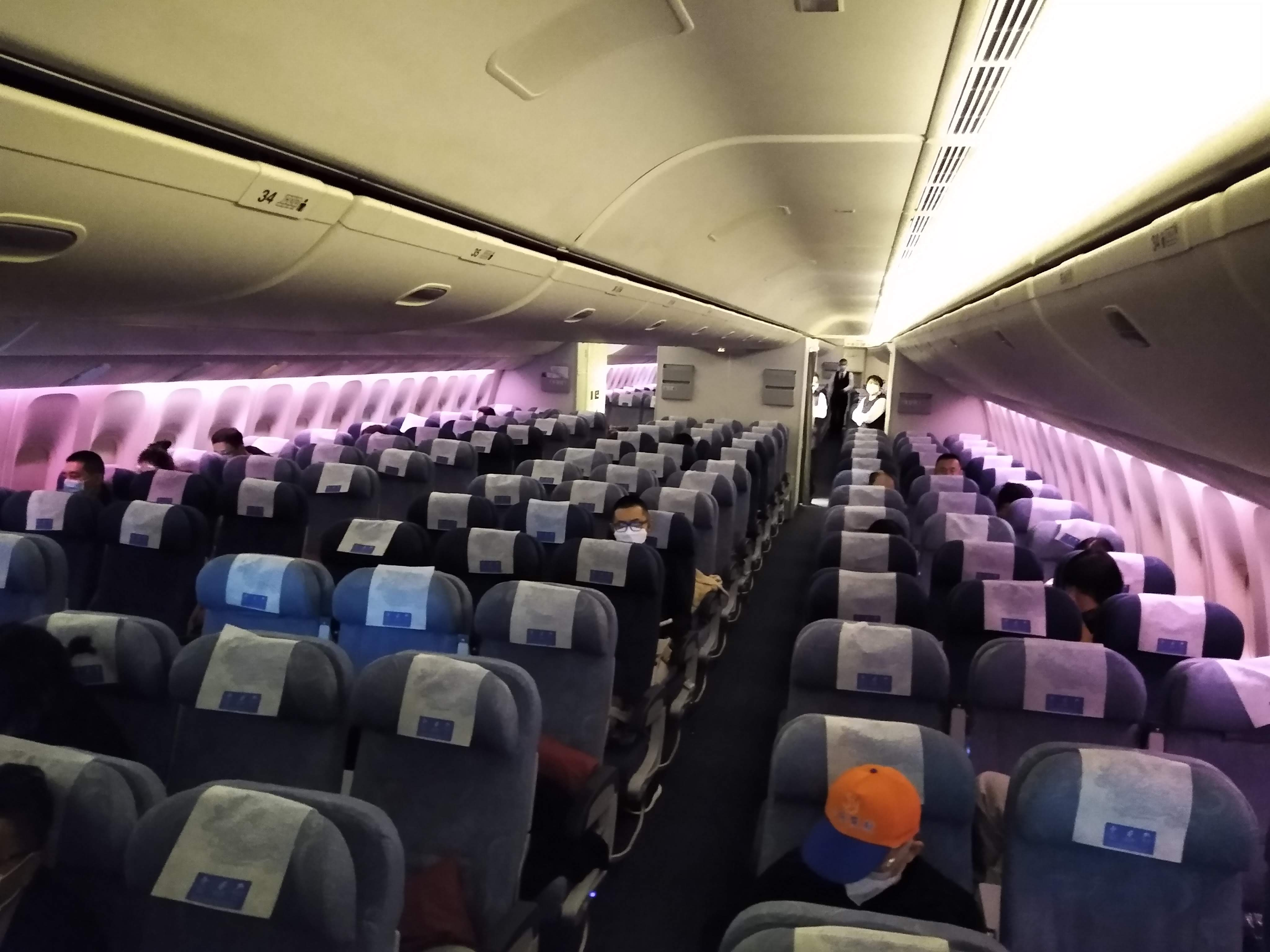
Vuelo casi vacío debido al impacto en la aviación de la pandemia de COVID-19.

El impacto en la aviación de la pandemia de COVID-19 ha sido significativo debido a las restricciones de viaje resultante, así como a la caída de la demanda entre los viajeros, y también puede afectar el futuro de los viajes aéreos. Por ejemplo, el uso obligatorio de máscaras faciales en los aviones se ha convertido en una característica común de los vuelos en lo que va la década del 2020.

## Futuro

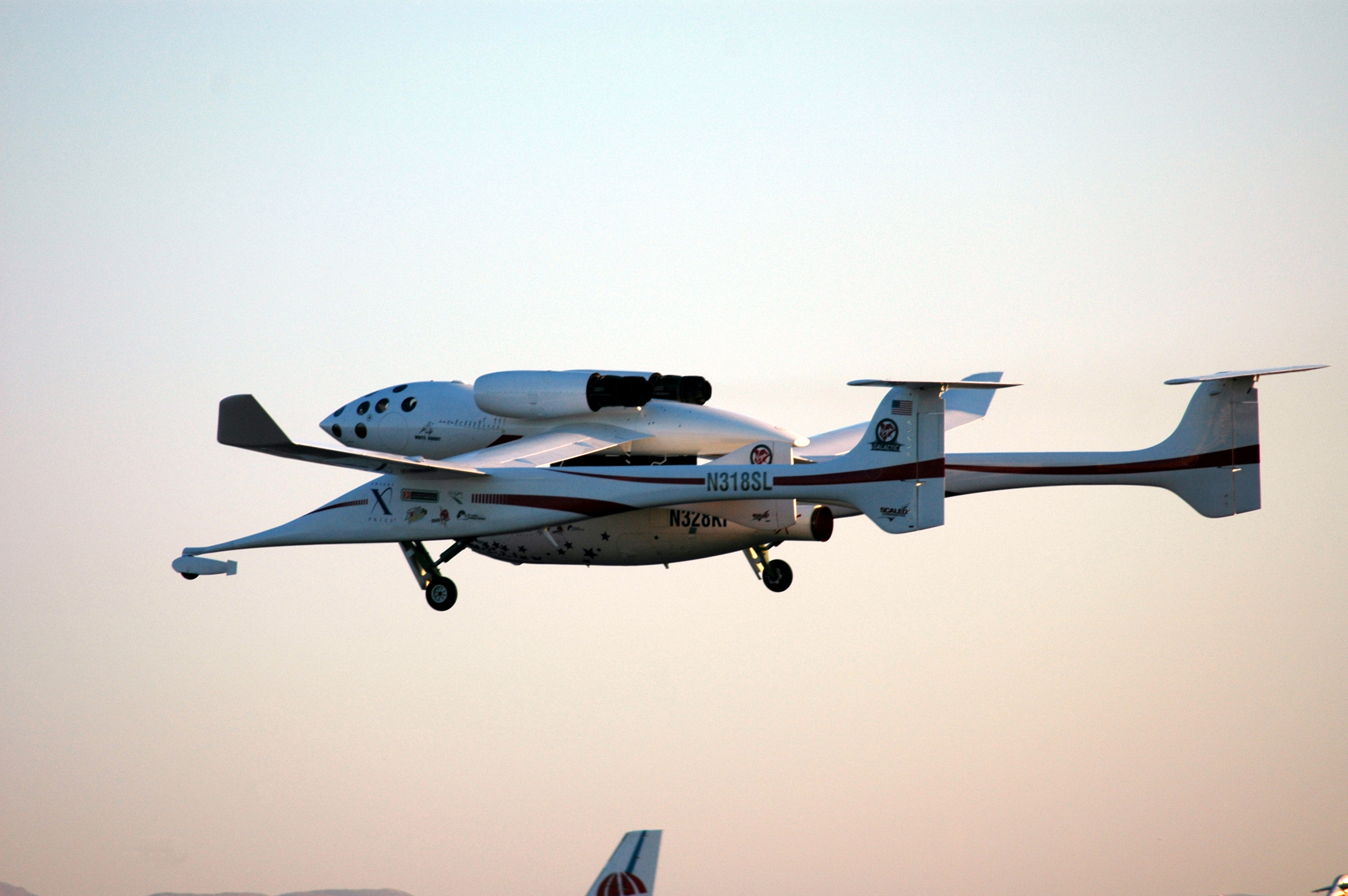
El SpaceShipOne en vuelo

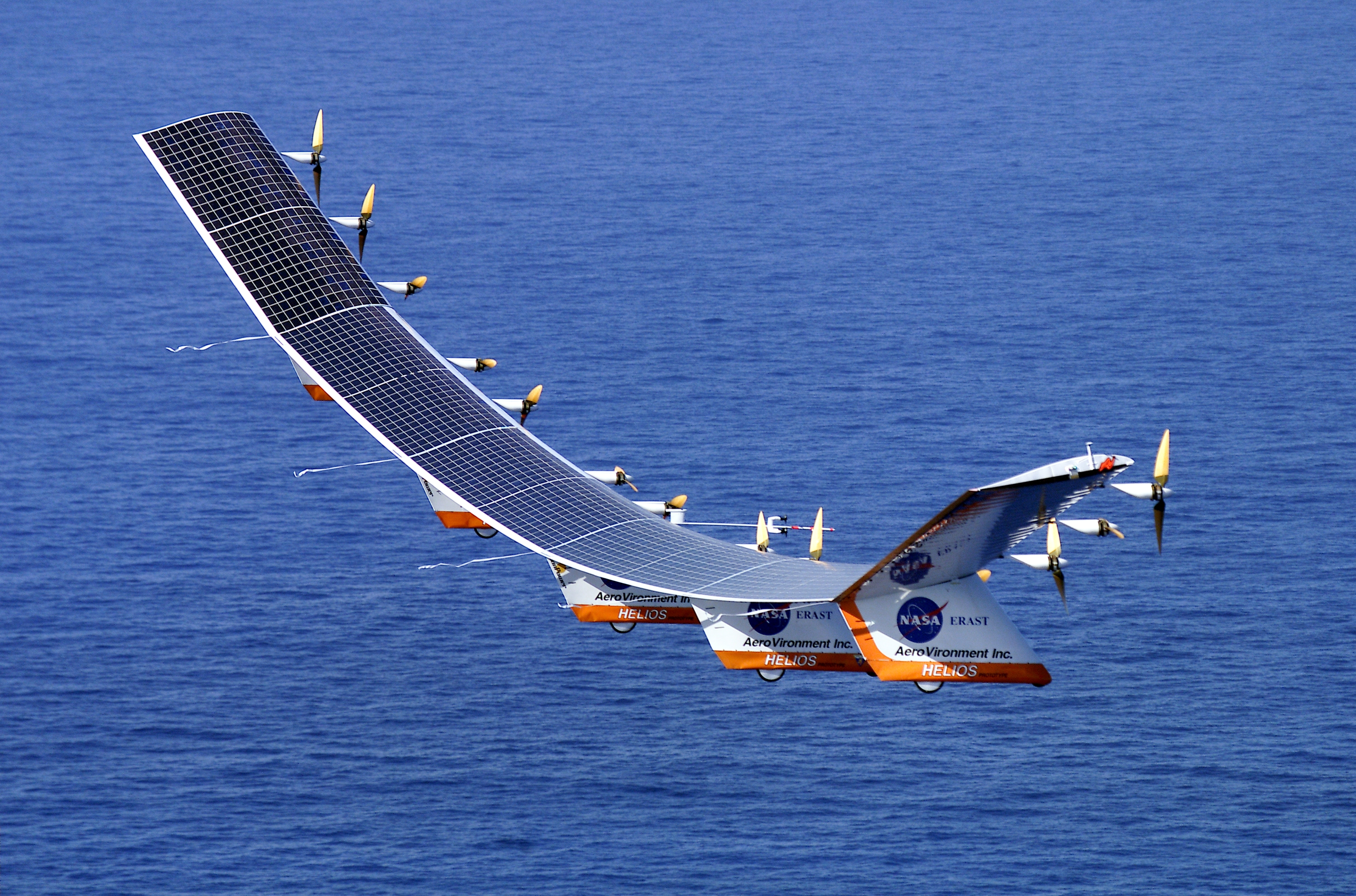
El avión solar Helios, en pleno vuelo

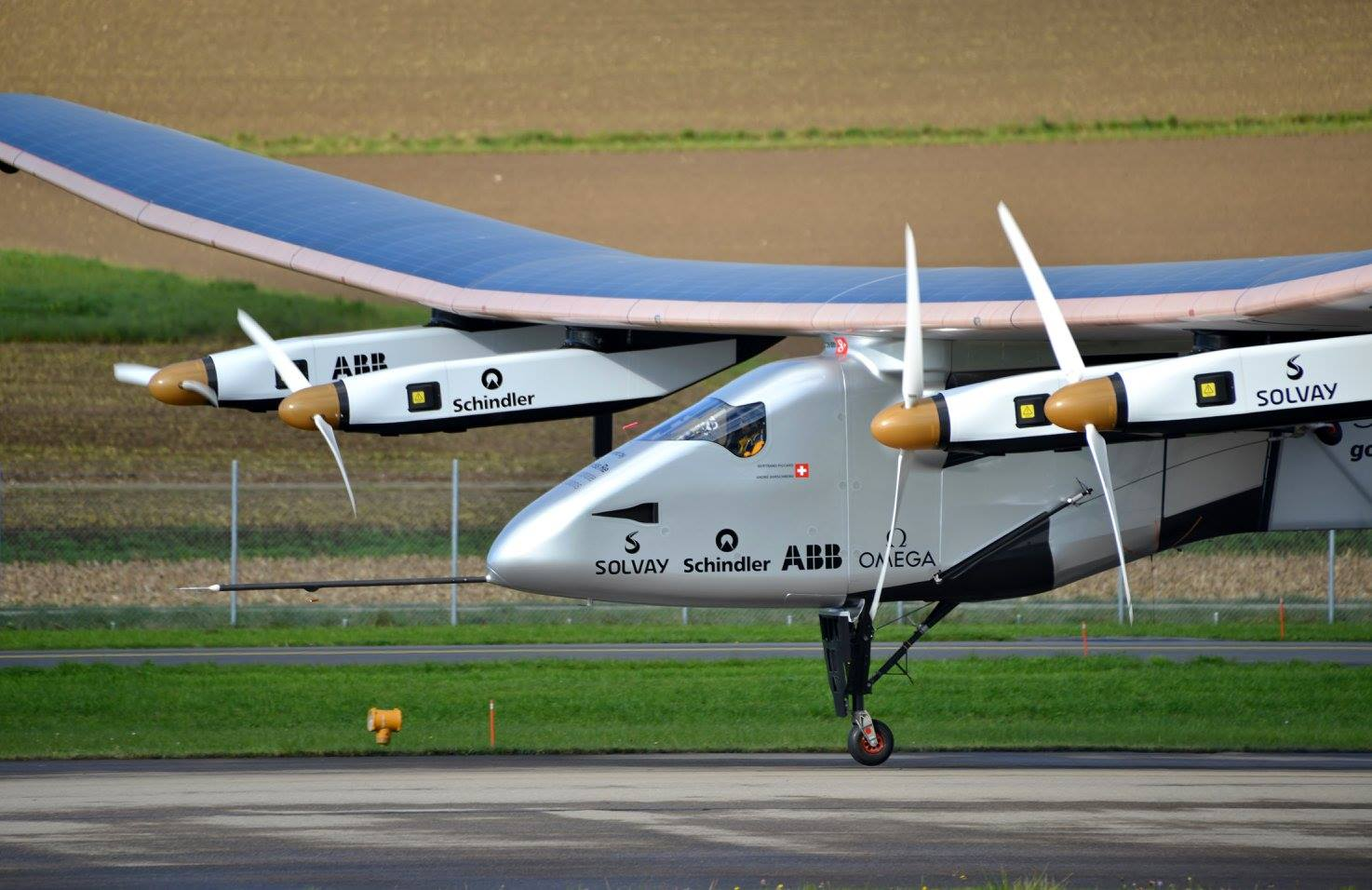
El avión solar tripulado Solar Impulse, preparado para el despegue

Desde el comienzo de la década de 1990, la aviación comercial pasó a desarrollar tecnologías que en el futuro convertirán al avión en un aparato cada vez más automatizado, reduciendo gradualmente la importancia del piloto en las operaciones de la aeronave, con la intención de reducir los accidentes aéreos causados por fallos humanos. Los fabricantes de aviones comerciales continúan investigando posibles maneras de mejorarlos, convirtiéndolos en aparatos cada vez más seguros, eficientes y silenciosos. Al mismo tiempo, los pilotos, controladores aéreos y mecánicos cada vez estarán mejor preparados y las aeronaves pasarán unas revisiones más rigurosas con el fin de evitar accidentes por fallos humanos o mecánicos.
El sistema de lanzamiento reutilizable, también conocido por sus siglas en inglés RLV (Reusable Launch Vehicle) es un vehículo de lanzamiento que es capaz de ser lanzado al espacio más de una vez, gracias a sus cohetes reutilizables, que generarían el empuje suficiente para alcanzar el espacio y una vez allí, orbitar alrededor del planeta. Estas aeronaves podrán despegar y aterrizar de la misma manera que los aviones, en pistas de aterrizaje largas. Aunque todavía no están disponibles, hay varios modelos que se encuentran en fase de pruebas, como el SpaceShipOne, que se convirtió en el primer vehículo espacial tripulado de capital privado. Con el tiempo podrían usarse para la realización de viajes espaciales, de bajo coste y alta seguridad. No obstante, para que puedan emplearse en múltiples ocasiones, es necesario que posean una estructura más resistente para soportar el uso continuado, lo que aumentaría el peso del aparato, y dada la falta de experiencia con estos vehículos, aún se tienen que considerar los costes que implicaría su realización.
También se están investigando nuevas fuentes de energía más limpias, como el etanol, electricidad, o incluso empleando energía solar fotovoltaica. Con esta última, la NASA creó el Helios, un avión alimentado gracias a la energía que le proporciona el sol y sus células fotovoltaicas instaladas en toda su superficie alar. El Helios batió el récord de altura en ese tipo de aparatos, y también es capaz de mantenerse durante días en vuelo, lo que hace que en un futuro, aviones similares puedan ser empleados como satélites más económicos. Otras iniciativas privadas, como el avión Solar Impulse se han venido desarrollando en los últimos años, augurando el próximo despegue de la aviación solar.
A pesar de los crecientes problemas a los que se ha enfrentado la aviación en general, se cree que el siglo XXI será un siglo de avances dentro del mundo de la aviación. Aviones y cohetes ofrecerán capacidades únicas en términos de velocidad y capacidad de pasajeros y de carga que no deben ser subestimados. Mientras las personas tengan necesidades de transporte de un punto a otro del planeta a gran velocidad, la aviación siempre será necesaria.